# ニッポン放送の夜ワイドの変遷
『ニッポン放送の夜ワイドの変遷』（にっぽんほうそうのよるわいどのへんせん）は、ニッポン放送のオールナイトニッポンを始め、平日の18時から22時に放送されたナイターオフのワイド番組と月曜 - 土曜の21時から25時にかけて放送されたワイド番組の放送時間・番組タイトル・パーソナリティの変遷を示したものである。

## 変遷の一覧

### オールナイトニッポンの枠の変遷
| 時刻                                    | 月 - 木                             | 金                                        | 土                                  | 日                                  | 備考 |
| 1967.10                                 | 1967.10                             | 1967.10                                   | 1967.10                             | 1967.10                             | 1967.10 |
| --------------------------------------- | ----------------------------------- | ----------------------------------------- | ----------------------------------- | ----------------------------------- | --- |
| 翌1                                     | オールナイトニッポン                | オールナイトニッポン                      | オールナイトニッポン                | 別番組                              | |
| 翌2                                     | オールナイトニッポン                | オールナイトニッポン                      | オールナイトニッポン                | 別番組                              | |
| 翌3                                     | オールナイトニッポン                | オールナイトニッポン                      | オールナイトニッポン                | 別番組                              | |
| 翌4                                     | オールナイトニッポン                | オールナイトニッポン                      | オールナイトニッポン                | 別番組                              | |
| 1968.04                                 |                                     |                                           |                                     |                                     | |
| 23                                      | 別番組                              | 別番組                                    | 別番組                              | 別番組                              | 日曜の夜に『オールナイトニッポン電話リクエスト』を放送。 |
| 23                                      |                                     |                                           | オールナイトニッポン 電話リクエスト |                                     | 日曜の夜に『オールナイトニッポン電話リクエスト』を放送。 |
| 翌0                                     |                                     |                                           |                                     |                                     | 日曜の夜に『オールナイトニッポン電話リクエスト』を放送。 |
| 翌1                                     | オールナイトニッポン                | オールナイトニッポン                      | オールナイトニッポン                |                                     | 日曜の夜に『オールナイトニッポン電話リクエスト』を放送。 |
| 翌2                                     | オールナイトニッポン                | オールナイトニッポン                      | オールナイトニッポン                | 別番組                              | 日曜の夜に『オールナイトニッポン電話リクエスト』を放送。 |
| 翌3                                     | オールナイトニッポン                | オールナイトニッポン                      | オールナイトニッポン                | 別番組                              | 日曜の夜に『オールナイトニッポン電話リクエスト』を放送。 |
| 翌4                                     | オールナイトニッポン                | オールナイトニッポン                      | オールナイトニッポン                | 別番組                              | 日曜の夜に『オールナイトニッポン電話リクエスト』を放送。 |
| 1972.10                                 |                                     |                                           |                                     |                                     | |
| 翌0                                     | 別番組                              | 別番組                                    | 別番組                              | 別番組                              | 翌2部制に移行。 |
| 翌0                                     |                                     |                                           | オールナイトニッポン 電話リクエスト |                                     | 翌2部制に移行。 |
| 翌1                                     | ビバカメショー                      | ビバカメショー                            | ビバカメショー                      |                                     | 翌2部制に移行。 |
| 翌2                                     | ビバカメショー                      | ビバカメショー                            | ビバカメショー                      |                                     | 翌2部制に移行。 |
| 翌3                                     | ビバ○○ショー                        | ビバ○○ショー                              | ビバ○○ショー                        | 別番組                              | 翌2部制に移行。 |
| 翌4                                     | ビバ○○ショー                        | ビバ○○ショー                              | ビバ○○ショー                        | 別番組                              | 翌2部制に移行。 |
| 1973.07                                 |                                     |                                           |                                     |                                     | |
| 翌0                                     | 別番組                              | 別番組                                    | 別番組                              | オールナイトニッポン 電話リクエスト | 通し4時間の体制に復帰。 |
| 翌1                                     | オールナイトニッポン                | オールナイトニッポン                      | オールナイトニッポン                | オールナイトニッポン 電話リクエスト | 通し4時間の体制に復帰。 |
| 翌1                                     | オールナイトニッポン                | オールナイトニッポン                      | オールナイトニッポン                | 別番組                              | 通し4時間の体制に復帰。 |
| 翌2                                     | オールナイトニッポン                | オールナイトニッポン                      | オールナイトニッポン                |                                     | 通し4時間の体制に復帰。 |
| 翌3                                     | オールナイトニッポン                | オールナイトニッポン                      | オールナイトニッポン                |                                     | 通し4時間の体制に復帰。 |
| 翌4                                     | オールナイトニッポン                | オールナイトニッポン                      | オールナイトニッポン                |                                     | 通し4時間の体制に復帰。 |
| 1974.07                                 |                                     |                                           |                                     |                                     | |
| 翌0                                     | 別番組                              | 別番組                                    | 別番組                              | オールナイトニッポン 電話リクエスト | 再び2部制に移行、定着する。 |
| 翌1                                     | 第1部                               | 第1部                                     | 第1部                               | オールナイトニッポン 電話リクエスト | 再び2部制に移行、定着する。 |
| 翌1                                     | 第1部                               | 第1部                                     | 第1部                               | 別番組                              | 再び2部制に移行、定着する。 |
| 翌2                                     | 第1部                               | 第1部                                     | 第1部                               |                                     | 再び2部制に移行、定着する。 |
| 翌3                                     | 第2部                               | 第2部                                     | 第2部                               |                                     | 再び2部制に移行、定着する。 |
| 翌4                                     | 第2部                               | 第2部                                     | 第2部                               |                                     | 再び2部制に移行、定着する。 |
| 1984.04                                 |                                     |                                           |                                     |                                     | |
| 翌1                                     | 第1部                               | 第1部                                     | 第1部                               | 別番組                              | 『オールナイトニッポン電話リクエスト』が一時休止。 |
| 翌2                                     | 第1部                               | 第1部                                     | 第1部                               | 別番組                              | 『オールナイトニッポン電話リクエスト』が一時休止。 |
| 翌3                                     | 第2部                               | 第2部                                     | 第2部                               | 別番組                              | 『オールナイトニッポン電話リクエスト』が一時休止。 |
| 翌4                                     | 第2部                               | 第2部                                     | 第2部                               | 別番組                              | 『オールナイトニッポン電話リクエスト』が一時休止。 |
| 1997.10                                 |                                     |                                           |                                     |                                     | |
| 19                                      | オールナイトニッポンDX              | オールナイトニッポンDX                    | 別番組                              | 別番組                              | 放送開始30周年として、半年間限定でオールナイトニッポンDXを放送。 日曜の夜に「オールナイトニッポン 電話リクエスト」が復活。                                       |
| 20                                      | オールナイトニッポンDX              | オールナイトニッポンDX                    | 別番組                              | 別番組                              | 放送開始30周年として、半年間限定でオールナイトニッポンDXを放送。 日曜の夜に「オールナイトニッポン 電話リクエスト」が復活。                                       |
| 21                                      |                                     |                                           |                                     |                                     | 放送開始30周年として、半年間限定でオールナイトニッポンDXを放送。 日曜の夜に「オールナイトニッポン 電話リクエスト」が復活。                                       |
| 22                                      |                                     |                                           |                                     |                                     | 放送開始30周年として、半年間限定でオールナイトニッポンDXを放送。 日曜の夜に「オールナイトニッポン 電話リクエスト」が復活。                                       |
| 23                                      |                                     |                                           |                                     | オールナイトニッポン 電話リクエスト | 放送開始30周年として、半年間限定でオールナイトニッポンDXを放送。 日曜の夜に「オールナイトニッポン 電話リクエスト」が復活。                                       |
| 翌0                                     |                                     |                                           |                                     | オールナイトニッポン 電話リクエスト | 放送開始30周年として、半年間限定でオールナイトニッポンDXを放送。 日曜の夜に「オールナイトニッポン 電話リクエスト」が復活。                                       |
| 翌1                                     | 第1部                               | 第1部                                     | 第1部                               | オールナイトニッポン 電話リクエスト | 放送開始30周年として、半年間限定でオールナイトニッポンDXを放送。 日曜の夜に「オールナイトニッポン 電話リクエスト」が復活。                                       |
| 翌1                                     | 第1部                               | 第1部                                     | 第1部                               | 別番組                              | 放送開始30周年として、半年間限定でオールナイトニッポンDXを放送。 日曜の夜に「オールナイトニッポン 電話リクエスト」が復活。                                       |
| 翌2                                     | 第1部                               | 第1部                                     | 第1部                               |                                     | 放送開始30周年として、半年間限定でオールナイトニッポンDXを放送。 日曜の夜に「オールナイトニッポン 電話リクエスト」が復活。                                       |
| 翌3                                     | 第2部                               | 第2部                                     | 第2部                               |                                     | 放送開始30周年として、半年間限定でオールナイトニッポンDXを放送。 日曜の夜に「オールナイトニッポン 電話リクエスト」が復活。                                       |
| 翌4                                     | 第2部                               | 第2部                                     | 第2部                               |                                     | 放送開始30周年として、半年間限定でオールナイトニッポンDXを放送。 日曜の夜に「オールナイトニッポン 電話リクエスト」が復活。                                       |
| 1998.04                                 |                                     |                                           |                                     |                                     | |
| 23                                      | 別番組                              | 別番組                                    | 別番組                              | オールナイトニッポン 電話リクエスト | 「DX」終了。 2部を「オールナイトニッポンR」と改名、放送時間を一部短縮。                                                                                          |
| 翌0                                     | 別番組                              | 別番組                                    | 別番組                              | オールナイトニッポン 電話リクエスト | 「DX」終了。 2部を「オールナイトニッポンR」と改名、放送時間を一部短縮。                                                                                          |
| 翌1                                     | オールナイトニッポン                | オールナイトニッポン                      | オールナイトニッポン                | オールナイトニッポン 電話リクエスト | 「DX」終了。 2部を「オールナイトニッポンR」と改名、放送時間を一部短縮。                                                                                          |
| 翌1                                     | オールナイトニッポン                | オールナイトニッポン                      | オールナイトニッポン                | 別番組                              | 「DX」終了。 2部を「オールナイトニッポンR」と改名、放送時間を一部短縮。                                                                                          |
| 翌2                                     | オールナイトニッポン                | オールナイトニッポン                      | オールナイトニッポン                |                                     | 「DX」終了。 2部を「オールナイトニッポンR」と改名、放送時間を一部短縮。                                                                                          |
| 翌3                                     | オールナイトニッポンR               | オールナイトニッポンR                     | オールナイトニッポンR               |                                     | 「DX」終了。 2部を「オールナイトニッポンR」と改名、放送時間を一部短縮。                                                                                          |
| 翌4                                     | オールナイトニッポンR               | オールナイトニッポンR                     | オールナイトニッポンR               |                                     | 「DX」終了。 2部を「オールナイトニッポンR」と改名、放送時間を一部短縮。                                                                                          |
| 別番組                                  |                                     |                                           |                                     |                                     | 「DX」終了。 2部を「オールナイトニッポンR」と改名、放送時間を一部短縮。                                                                                          |
| 1999.04                                 |                                     |                                           |                                     |                                     | |
| 22                                      | allnightnippon SUPER!               | allnightnippon SUPER!                     | 別番組                              | 別番組                              | 編成を大幅に改変（LF+R）。 開始時間を大幅に前倒しして「allnightnippon SUPER!」を開始、 1部を「@llnightnippon.com」、 Rを「allnightnippon-r」にそれぞれ変更した。 |
| 23                                      | allnightnippon SUPER!               | allnightnippon SUPER!                     |                                     | @llnightnippon.com                  | 編成を大幅に改変（LF+R）。 開始時間を大幅に前倒しして「allnightnippon SUPER!」を開始、 1部を「@llnightnippon.com」、 Rを「allnightnippon-r」にそれぞれ変更した。 |
| 翌0                                     |                                     |                                           |                                     | @llnightnippon.com                  | 編成を大幅に改変（LF+R）。 開始時間を大幅に前倒しして「allnightnippon SUPER!」を開始、 1部を「@llnightnippon.com」、 Rを「allnightnippon-r」にそれぞれ変更した。 |
| 翌1                                     | @llnightnippon.com                  | @llnightnippon.com                        | @llnightnippon.com                  | 別番組                              | 編成を大幅に改変（LF+R）。 開始時間を大幅に前倒しして「allnightnippon SUPER!」を開始、 1部を「@llnightnippon.com」、 Rを「allnightnippon-r」にそれぞれ変更した。 |
| 翌2                                     | @llnightnippon.com                  | @llnightnippon.com                        | @llnightnippon.com                  | 別番組                              | 編成を大幅に改変（LF+R）。 開始時間を大幅に前倒しして「allnightnippon SUPER!」を開始、 1部を「@llnightnippon.com」、 Rを「allnightnippon-r」にそれぞれ変更した。 |
| 翌3                                     | allnightnippon-r                    | allnightnippon-r                          | allnightnippon-r                    | 別番組                              | 編成を大幅に改変（LF+R）。 開始時間を大幅に前倒しして「allnightnippon SUPER!」を開始、 1部を「@llnightnippon.com」、 Rを「allnightnippon-r」にそれぞれ変更した。 |
| 翌4                                     | allnightnippon-r                    | allnightnippon-r                          | allnightnippon-r                    | 別番組                              | 編成を大幅に改変（LF+R）。 開始時間を大幅に前倒しして「allnightnippon SUPER!」を開始、 1部を「@llnightnippon.com」、 Rを「allnightnippon-r」にそれぞれ変更した。 |
| 別番組                                  |                                     |                                           |                                     | 別番組                              | 編成を大幅に改変（LF+R）。 開始時間を大幅に前倒しして「allnightnippon SUPER!」を開始、 1部を「@llnightnippon.com」、 Rを「allnightnippon-r」にそれぞれ変更した。 |
| 2000.04                                 |                                     |                                           |                                     |                                     | |
| 22                                      | allnightnippon SUPER!               | allnightnippon SUPER!                     | 別番組                              | 別番組                              | 土曜日に「allnightnippon Saturday Special」を開始。 日曜日に「allnightnippon Sunday Special」を開始。                                                            |
| 23                                      | allnightnippon SUPER!               | allnightnippon SUPER!                     | 別番組                              | 別番組                              | 土曜日に「allnightnippon Saturday Special」を開始。 日曜日に「allnightnippon Sunday Special」を開始。                                                            |
| allnightnippon Saturday Special         | allnightnippon SUPER!               | allnightnippon SUPER!                     | allnightnippon Sunday Special       |                                     | 土曜日に「allnightnippon Saturday Special」を開始。 日曜日に「allnightnippon Sunday Special」を開始。                                                            |
| allnightnippon Saturday Special         | 翌0                                 | 別番組                                    | 別番組                              |                                     | 土曜日に「allnightnippon Saturday Special」を開始。 日曜日に「allnightnippon Sunday Special」を開始。                                                            |
| 翌1                                     | @llnightnippon.com                  | @llnightnippon.com                        | @llnightnippon.com                  | 別番組                              | 土曜日に「allnightnippon Saturday Special」を開始。 日曜日に「allnightnippon Sunday Special」を開始。                                                            |
| 翌2                                     | @llnightnippon.com                  | @llnightnippon.com                        | @llnightnippon.com                  | 別番組                              | 土曜日に「allnightnippon Saturday Special」を開始。 日曜日に「allnightnippon Sunday Special」を開始。                                                            |
| 翌3                                     | allnightnippon-r                    | allnightnippon-r                          | allnightnippon-r                    | 別番組                              | 土曜日に「allnightnippon Saturday Special」を開始。 日曜日に「allnightnippon Sunday Special」を開始。                                                            |
| 翌4                                     | allnightnippon-r                    | allnightnippon-r                          | allnightnippon-r                    | 別番組                              | 土曜日に「allnightnippon Saturday Special」を開始。 日曜日に「allnightnippon Sunday Special」を開始。                                                            |
| 別番組                                  |                                     |                                           |                                     | 別番組                              | 土曜日に「allnightnippon Saturday Special」を開始。 日曜日に「allnightnippon Sunday Special」を開始。                                                            |
| 2001.10                                 |                                     |                                           |                                     |                                     | |
| 22                                      | allnightnippon SUPER!               | allnightnippon SUPER!                     | 別番組                              | 別番組                              | 日曜日が2部制に移行 |
| 23                                      | allnightnippon SUPER!               | allnightnippon SUPER!                     |                                     | allnightnippon SUNDAY SUPER!        | 日曜日が2部制に移行 |
| 23                                      | allnightnippon SUPER!               | allnightnippon SUPER!                     | allnightnippon Saturday Special     | allnightnippon SUNDAY SUPER!        | 日曜日が2部制に移行 |
| 翌0                                     | 別番組                              | 別番組                                    |                                     | allnightnippon SUNDAY SUPER!        | 日曜日が2部制に移行 |
| 翌0                                     | 別番組                              | 別番組                                    | @llnightnippon SUNDAY.com           |                                     | 日曜日が2部制に移行 |
| 翌1                                     | @llnightnippon.com                  | @llnightnippon.com                        | @llnightnippon.com                  |                                     | 日曜日が2部制に移行 |
| 翌1                                     | @llnightnippon.com                  | @llnightnippon.com                        | @llnightnippon.com                  | 別番組                              | 日曜日が2部制に移行 |
| 翌2                                     | @llnightnippon.com                  | @llnightnippon.com                        | @llnightnippon.com                  |                                     | 日曜日が2部制に移行 |
| 翌3                                     | allnightnippon-r                    | allnightnippon-r                          | allnightnippon-r                    |                                     | 日曜日が2部制に移行 |
| 翌4                                     | allnightnippon-r                    | allnightnippon-r                          | allnightnippon-r                    |                                     | 日曜日が2部制に移行 |
| 別番組                                  |                                     |                                           |                                     |                                     | 日曜日が2部制に移行 |
| 2002.10                                 |                                     |                                           |                                     |                                     | |
| 22                                      | allnightnippon SUPER!               | allnightnippon SUPER FRIDAY!              | 別番組                              | 別番組                              | 金曜夜が「allnightnippon SUPER FRIDAY!」として放送。 |
| 23                                      | allnightnippon SUPER!               | allnightnippon SUPER FRIDAY!              |                                     | allnightnippon SUNDAY SUPER!        | 金曜夜が「allnightnippon SUPER FRIDAY!」として放送。 |
| 23                                      | allnightnippon SUPER!               | allnightnippon SUPER FRIDAY!              | allnightnippon Saturday Special     | allnightnippon SUNDAY SUPER!        | 金曜夜が「allnightnippon SUPER FRIDAY!」として放送。 |
| 翌0                                     | 別番組                              | allnightnippon SUPER FRIDAY!              |                                     | allnightnippon SUNDAY SUPER!        | 金曜夜が「allnightnippon SUPER FRIDAY!」として放送。 |
| 翌0                                     | 別番組                              | allnightnippon SUPER FRIDAY!              | @llnightnippon SUNDAY.com           |                                     | 金曜夜が「allnightnippon SUPER FRIDAY!」として放送。 |
| 翌1                                     | @llnightnippon.com                  | @llnightnippon.com                        | @llnightnippon.com                  |                                     | 金曜夜が「allnightnippon SUPER FRIDAY!」として放送。 |
| 翌1                                     | @llnightnippon.com                  | @llnightnippon.com                        | @llnightnippon.com                  | 別番組                              | 金曜夜が「allnightnippon SUPER FRIDAY!」として放送。 |
| 翌2                                     | @llnightnippon.com                  | @llnightnippon.com                        | @llnightnippon.com                  |                                     | 金曜夜が「allnightnippon SUPER FRIDAY!」として放送。 |
| 翌3                                     | allnightnippon-r                    | allnightnippon-r                          | allnightnippon-r                    |                                     | 金曜夜が「allnightnippon SUPER FRIDAY!」として放送。 |
| 翌4                                     | allnightnippon-r                    | allnightnippon-r                          | allnightnippon-r                    |                                     | 金曜夜が「allnightnippon SUPER FRIDAY!」として放送。 |
| 別番組                                  |                                     |                                           |                                     |                                     | 金曜夜が「allnightnippon SUPER FRIDAY!」として放送。 |
| 2003.04                                 |                                     |                                           |                                     |                                     | |
| 22                                      | オールナイトニッポンいいネ!         | オールナイトニッポン フライデースペシャル | 別番組                              | 別番組                              | LF+Rを終了。 SUPERを「オールナイトニッポンいいネ!」に改称、1部とRを元の名称に戻す。                                                                              |
| 23                                      | オールナイトニッポンいいネ!         | オールナイトニッポン フライデースペシャル | 別番組                              | 別番組                              | LF+Rを終了。 SUPERを「オールナイトニッポンいいネ!」に改称、1部とRを元の名称に戻す。                                                                              |
| オールナイトニッポン サタデースペシャル | オールナイトニッポンいいネ!         | オールナイトニッポン フライデースペシャル |                                     |                                     | LF+Rを終了。 SUPERを「オールナイトニッポンいいネ!」に改称、1部とRを元の名称に戻す。                                                                              |
| 翌0                                     | 別番組                              | 別番組                                    |                                     |                                     | LF+Rを終了。 SUPERを「オールナイトニッポンいいネ!」に改称、1部とRを元の名称に戻す。                                                                              |
| 翌1                                     | オールナイトニッポン                | オールナイトニッポン                      | オールナイトニッポン                |                                     | LF+Rを終了。 SUPERを「オールナイトニッポンいいネ!」に改称、1部とRを元の名称に戻す。                                                                              |
| 翌2                                     | オールナイトニッポン                | オールナイトニッポン                      | オールナイトニッポン                |                                     | LF+Rを終了。 SUPERを「オールナイトニッポンいいネ!」に改称、1部とRを元の名称に戻す。                                                                              |
| 翌3                                     | オールナイトニッポンR               | オールナイトニッポンR                     | オールナイトニッポンR               |                                     | LF+Rを終了。 SUPERを「オールナイトニッポンいいネ!」に改称、1部とRを元の名称に戻す。                                                                              |
| 翌4                                     | オールナイトニッポンR               | オールナイトニッポンR                     | オールナイトニッポンR               |                                     | LF+Rを終了。 SUPERを「オールナイトニッポンいいネ!」に改称、1部とRを元の名称に戻す。                                                                              |
| 別番組                                  |                                     |                                           |                                     |                                     | LF+Rを終了。 SUPERを「オールナイトニッポンいいネ!」に改称、1部とRを元の名称に戻す。                                                                              |
| 2003.10                                 |                                     |                                           |                                     |                                     | |
| 22                                      | オールナイトニッポンいいネ!         | オールナイトニッポン フライデースペシャル | 別番組                              | 別番組                              | 月-木の「R」を終了、 「オールナイトニッポンエバーグリーン」とした上で放送時間を元の2時間に戻す。                                                                 |
| 23                                      | オールナイトニッポンいいネ!         | オールナイトニッポン フライデースペシャル | 別番組                              | 別番組                              | 月-木の「R」を終了、 「オールナイトニッポンエバーグリーン」とした上で放送時間を元の2時間に戻す。                                                                 |
| オールナイトニッポン サタデースペシャル | オールナイトニッポンいいネ!         | オールナイトニッポン フライデースペシャル |                                     |                                     | 月-木の「R」を終了、 「オールナイトニッポンエバーグリーン」とした上で放送時間を元の2時間に戻す。                                                                 |
| 翌0                                     | 別番組                              | 別番組                                    |                                     |                                     | 月-木の「R」を終了、 「オールナイトニッポンエバーグリーン」とした上で放送時間を元の2時間に戻す。                                                                 |
| 翌1                                     | オールナイトニッポン                | オールナイトニッポン                      | オールナイトニッポン                |                                     | 月-木の「R」を終了、 「オールナイトニッポンエバーグリーン」とした上で放送時間を元の2時間に戻す。                                                                 |
| 翌2                                     | オールナイトニッポン                | オールナイトニッポン                      | オールナイトニッポン                |                                     | 月-木の「R」を終了、 「オールナイトニッポンエバーグリーン」とした上で放送時間を元の2時間に戻す。                                                                 |
| 翌3                                     | オールナイトニッポン エバーグリーン | オールナイトニッポンR                     | オールナイトニッポンR               |                                     | 月-木の「R」を終了、 「オールナイトニッポンエバーグリーン」とした上で放送時間を元の2時間に戻す。                                                                 |
| 翌4                                     | オールナイトニッポン エバーグリーン | オールナイトニッポンR                     | オールナイトニッポンR               |                                     | 月-木の「R」を終了、 「オールナイトニッポンエバーグリーン」とした上で放送時間を元の2時間に戻す。                                                                 |
| 2004.04                                 |                                     |                                           |                                     |                                     | |
| 23                                      | 別番組                              | 別番組                                    | 別番組                              | 別番組                              | 「いいネ!」が終了。 |
| 23                                      |                                     | オールナイトニッポン サタデースペシャル   |                                     |                                     | 「いいネ!」が終了。 |
| 翌0                                     |                                     |                                           |                                     |                                     | 「いいネ!」が終了。 |
| 翌1                                     | オールナイトニッポン                | オールナイトニッポン                      | オールナイトニッポン                |                                     | 「いいネ!」が終了。 |
| 翌2                                     | オールナイトニッポン                | オールナイトニッポン                      | オールナイトニッポン                |                                     | 「いいネ!」が終了。 |
| 翌3                                     | オールナイトニッポン エバーグリーン | オールナイトニッポンR                     | オールナイトニッポンR               |                                     | 「いいネ!」が終了。 |
| 翌4                                     | オールナイトニッポン エバーグリーン | オールナイトニッポンR                     | オールナイトニッポンR               |                                     | 「いいネ!」が終了。 |
| 2009.04                                 |                                     |                                           |                                     |                                     | |
| 23                                      | 別番組                              | 別番組                                    | 別番組                              | 別番組                              | 「エバーグリーン」が終了。「R」に一本化される。 |
| 23                                      |                                     | オールナイトニッポン サタデースペシャル   |                                     |                                     | 「エバーグリーン」が終了。「R」に一本化される。 |
| 翌0                                     |                                     |                                           |                                     |                                     | 「エバーグリーン」が終了。「R」に一本化される。 |
| 翌1                                     | オールナイトニッポン                | オールナイトニッポン                      | オールナイトニッポン                |                                     | 「エバーグリーン」が終了。「R」に一本化される。 |
| 翌2                                     | オールナイトニッポン                | オールナイトニッポン                      | オールナイトニッポン                |                                     | 「エバーグリーン」が終了。「R」に一本化される。 |
| 翌3                                     | オールナイトニッポンR               | オールナイトニッポンR                     | オールナイトニッポンR               |                                     | 「エバーグリーン」が終了。「R」に一本化される。 |
| 翌4                                     | オールナイトニッポンR               | オールナイトニッポンR                     | オールナイトニッポンR               |                                     | 「エバーグリーン」が終了。「R」に一本化される。 |
| 2009.12                                 |                                     |                                           |                                     |                                     | |
| 22                                      | オールナイトニッポンGOLD            | オールナイトニッポンGOLD                  | 別番組                              | 別番組                              | 「オールナイトニッポンGOLD」開始。 |
| 23                                      | オールナイトニッポンGOLD            | オールナイトニッポンGOLD                  | 別番組                              | 別番組                              | 「オールナイトニッポンGOLD」開始。 |
| オールナイトニッポン サタデースペシャル | オールナイトニッポンGOLD            | オールナイトニッポンGOLD                  |                                     |                                     | 「オールナイトニッポンGOLD」開始。 |
| 翌0                                     | 別番組                              | 別番組                                    |                                     |                                     | 「オールナイトニッポンGOLD」開始。 |
| 翌1                                     | オールナイトニッポン                | オールナイトニッポン                      | オールナイトニッポン                |                                     | 「オールナイトニッポンGOLD」開始。 |
| 翌2                                     | オールナイトニッポン                | オールナイトニッポン                      | オールナイトニッポン                |                                     | 「オールナイトニッポンGOLD」開始。 |
| 翌3                                     | オールナイトニッポンR               | オールナイトニッポンR                     | オールナイトニッポンR               |                                     | 「オールナイトニッポンGOLD」開始。 |
| 翌4                                     | オールナイトニッポンR               | オールナイトニッポンR                     | オールナイトニッポンR               |                                     | 「オールナイトニッポンGOLD」開始。 |
| 2012.04                                 |                                     |                                           |                                     |                                     | |
| 22                                      | オールナイトニッポンGOLD            | オールナイトニッポンGOLD                  | 別番組                              | 別番組                              | 平日の「R」を「オールナイトニッポン0(ZERO)」に変更。 |
| 23                                      | オールナイトニッポンGOLD            | オールナイトニッポンGOLD                  | 別番組                              | 別番組                              | 平日の「R」を「オールナイトニッポン0(ZERO)」に変更。 |
| オールナイトニッポン サタデースペシャル | オールナイトニッポンGOLD            | オールナイトニッポンGOLD                  |                                     |                                     | 平日の「R」を「オールナイトニッポン0(ZERO)」に変更。 |
| 翌0                                     | 別番組                              | 別番組                                    |                                     |                                     | 平日の「R」を「オールナイトニッポン0(ZERO)」に変更。 |
| 翌1                                     | オールナイトニッポン                | オールナイトニッポン                      | オールナイトニッポン                |                                     | 平日の「R」を「オールナイトニッポン0(ZERO)」に変更。 |
| 翌2                                     | オールナイトニッポン                | オールナイトニッポン                      | オールナイトニッポン                |                                     | 平日の「R」を「オールナイトニッポン0(ZERO)」に変更。 |
| 翌3                                     | オールナイトニッポン0               | オールナイトニッポン0                     | オールナイトニッポンR               |                                     | 平日の「R」を「オールナイトニッポン0(ZERO)」に変更。 |
| 翌4                                     | オールナイトニッポン0               | オールナイトニッポン0                     | オールナイトニッポンR               |                                     | 平日の「R」を「オールナイトニッポン0(ZERO)」に変更。 |
| 2013.04                                 |                                     |                                           |                                     |                                     | |
| 22                                      | オールナイトニッポンGOLD            | オールナイトニッポンGOLD                  | 別番組                              | 別番組                              | 日曜深夜に中島みゆきのオールナイトニッポン月イチを放送。 |
| 23                                      | オールナイトニッポンGOLD            | オールナイトニッポンGOLD                  | 別番組                              | 別番組                              | 日曜深夜に中島みゆきのオールナイトニッポン月イチを放送。 |
| オールナイトニッポン サタデースペシャル | オールナイトニッポンGOLD            | オールナイトニッポンGOLD                  |                                     |                                     | 日曜深夜に中島みゆきのオールナイトニッポン月イチを放送。 |
| 翌0                                     | 別番組                              | 別番組                                    |                                     |                                     | 日曜深夜に中島みゆきのオールナイトニッポン月イチを放送。 |
| 翌1                                     | オールナイトニッポン                | オールナイトニッポン                      | オールナイトニッポン                |                                     | 日曜深夜に中島みゆきのオールナイトニッポン月イチを放送。 |
| 翌2                                     | オールナイトニッポン                | オールナイトニッポン                      | オールナイトニッポン                |                                     | 日曜深夜に中島みゆきのオールナイトニッポン月イチを放送。 |
| 翌3                                     | オールナイトニッポン0               | オールナイトニッポン0                     | オールナイトニッポンR               | オールナイトニッポン月イチ          | 日曜深夜に中島みゆきのオールナイトニッポン月イチを放送。 |
| 翌4                                     | オールナイトニッポン0               | オールナイトニッポン0                     | オールナイトニッポンR               | オールナイトニッポン月イチ          | 日曜深夜に中島みゆきのオールナイトニッポン月イチを放送。 |
| 2015.10                                 |                                     |                                           |                                     |                                     | |
| 22                                      | オールナイトニッポン MUSIC10        | オールナイトニッポンGOLD                  | 別番組                              | 別番組                              | オールナイトニッポン MUSIC10開始。 |
| 23                                      | オールナイトニッポン MUSIC10        | オールナイトニッポンGOLD                  | 別番組                              | 別番組                              | オールナイトニッポン MUSIC10開始。 |
| オールナイトニッポン サタデースペシャル | オールナイトニッポン MUSIC10        | オールナイトニッポンGOLD                  |                                     |                                     | オールナイトニッポン MUSIC10開始。 |
| 翌0                                     | 別番組                              | 別番組                                    |                                     |                                     | オールナイトニッポン MUSIC10開始。 |
| 翌1                                     | オールナイトニッポン                | オールナイトニッポン                      | オールナイトニッポン                |                                     | オールナイトニッポン MUSIC10開始。 |
| 翌2                                     | オールナイトニッポン                | オールナイトニッポン                      | オールナイトニッポン                |                                     | オールナイトニッポン MUSIC10開始。 |
| 翌3                                     | オールナイトニッポン0               | オールナイトニッポン0                     | オールナイトニッポンR               | オールナイトニッポン月イチ          | オールナイトニッポン MUSIC10開始。 |
| 翌4                                     | オールナイトニッポン0               | オールナイトニッポン0                     | オールナイトニッポンR               | オールナイトニッポン月イチ          | オールナイトニッポン MUSIC10開始。 |
| 2016.04                                 |                                     |                                           |                                     |                                     | |
| 22                                      | オールナイトニッポン MUSIC10        | オールナイトニッポンGOLD                  | 別番組                              | 別番組                              | 『オールナイトニッポン0』の放送時間を一部短縮。 |
| 23                                      | オールナイトニッポン MUSIC10        | オールナイトニッポンGOLD                  | 別番組                              | 別番組                              | 『オールナイトニッポン0』の放送時間を一部短縮。 |
| オールナイトニッポン サタデースペシャル | オールナイトニッポン MUSIC10        | オールナイトニッポンGOLD                  |                                     |                                     | 『オールナイトニッポン0』の放送時間を一部短縮。 |
| 翌0                                     | 別番組                              | 別番組                                    |                                     |                                     | 『オールナイトニッポン0』の放送時間を一部短縮。 |
| 翌1                                     | オールナイトニッポン                | オールナイトニッポン                      | オールナイトニッポン                |                                     | 『オールナイトニッポン0』の放送時間を一部短縮。 |
| 翌2                                     | オールナイトニッポン                | オールナイトニッポン                      | オールナイトニッポン                |                                     | 『オールナイトニッポン0』の放送時間を一部短縮。 |
| 翌3                                     | オールナイトニッポン0               | オールナイトニッポン0                     | オールナイトニッポンR               | オールナイトニッポン月イチ          | 『オールナイトニッポン0』の放送時間を一部短縮。 |
| 翌4                                     | オールナイトニッポン0               | オールナイトニッポン0                     | オールナイトニッポンR               | オールナイトニッポン月イチ          | 『オールナイトニッポン0』の放送時間を一部短縮。 |
| 別番組                                  |                                     |                                           | オールナイトニッポンR               | オールナイトニッポン月イチ          | 『オールナイトニッポン0』の放送時間を一部短縮。 |
| 2017.10                                 |                                     |                                           |                                     |                                     | |
| 19                                      | オールナイトニッポンPremium         | オールナイトニッポンPremium               | 別番組                              | 別番組                              | 放送開始50周年として、半年間限定でオールナイトニッポンPremiumを放送。                                                                                            |
| 20                                      | オールナイトニッポンPremium         | オールナイトニッポンPremium               | 別番組                              | 別番組                              | 放送開始50周年として、半年間限定でオールナイトニッポンPremiumを放送。                                                                                            |
| 21                                      |                                     |                                           |                                     |                                     | 放送開始50周年として、半年間限定でオールナイトニッポンPremiumを放送。                                                                                            |
| 22                                      | オールナイトニッポン MUSIC10        | オールナイトニッポンGOLD                  |                                     |                                     | 放送開始50周年として、半年間限定でオールナイトニッポンPremiumを放送。                                                                                            |
| 23                                      | オールナイトニッポン MUSIC10        | オールナイトニッポンGOLD                  |                                     |                                     | 放送開始50周年として、半年間限定でオールナイトニッポンPremiumを放送。                                                                                            |
| オールナイトニッポン サタデースペシャル | オールナイトニッポン MUSIC10        | オールナイトニッポンGOLD                  |                                     |                                     | 放送開始50周年として、半年間限定でオールナイトニッポンPremiumを放送。                                                                                            |
| 翌0                                     | 別番組                              | 別番組                                    |                                     |                                     | 放送開始50周年として、半年間限定でオールナイトニッポンPremiumを放送。                                                                                            |
| 翌1                                     | オールナイトニッポン                | オールナイトニッポン                      | オールナイトニッポン                |                                     | 放送開始50周年として、半年間限定でオールナイトニッポンPremiumを放送。                                                                                            |
| 翌2                                     | オールナイトニッポン                | オールナイトニッポン                      | オールナイトニッポン                |                                     | 放送開始50周年として、半年間限定でオールナイトニッポンPremiumを放送。                                                                                            |
| 翌3                                     | オールナイトニッポン0               | オールナイトニッポン0                     | オールナイトニッポンR               | オールナイトニッポン月イチ          | 放送開始50周年として、半年間限定でオールナイトニッポンPremiumを放送。                                                                                            |
| 翌4                                     | オールナイトニッポン0               | オールナイトニッポン0                     | オールナイトニッポンR               | オールナイトニッポン月イチ          | 放送開始50周年として、半年間限定でオールナイトニッポンPremiumを放送。                                                                                            |
| 別番組                                  |                                     |                                           | オールナイトニッポンR               | オールナイトニッポン月イチ          | 放送開始50周年として、半年間限定でオールナイトニッポンPremiumを放送。                                                                                            |
| 2018.04                                 |                                     |                                           |                                     |                                     | |
| 22                                      | オールナイトニッポン MUSIC10        | オールナイトニッポンGOLD                  | 別番組                              | 別番組                              | 『オールナイトニッポンPremium』が一時休止。 第2部が『オールナイトニッポン0』に統合。                                                                             |
| 23                                      | オールナイトニッポン MUSIC10        | オールナイトニッポンGOLD                  | 別番組                              | 別番組                              | 『オールナイトニッポンPremium』が一時休止。 第2部が『オールナイトニッポン0』に統合。                                                                             |
| オールナイトニッポン サタデースペシャル | オールナイトニッポン MUSIC10        | オールナイトニッポンGOLD                  |                                     |                                     | 『オールナイトニッポンPremium』が一時休止。 第2部が『オールナイトニッポン0』に統合。                                                                             |
| 翌0                                     | 別番組                              | 別番組                                    |                                     |                                     | 『オールナイトニッポンPremium』が一時休止。 第2部が『オールナイトニッポン0』に統合。                                                                             |
| 翌1                                     | オールナイトニッポン                | オールナイトニッポン                      | オールナイトニッポン                |                                     | 『オールナイトニッポンPremium』が一時休止。 第2部が『オールナイトニッポン0』に統合。                                                                             |
| 翌2                                     | オールナイトニッポン                | オールナイトニッポン                      | オールナイトニッポン                |                                     | 『オールナイトニッポンPremium』が一時休止。 第2部が『オールナイトニッポン0』に統合。                                                                             |
| 翌3                                     | オールナイトニッポン0               | オールナイトニッポン0                     | オールナイトニッポン0               | オールナイトニッポン月イチ          | 『オールナイトニッポンPremium』が一時休止。 第2部が『オールナイトニッポン0』に統合。                                                                             |
| 翌4                                     | オールナイトニッポン0               | オールナイトニッポン0                     | オールナイトニッポン0               | オールナイトニッポン月イチ          | 『オールナイトニッポンPremium』が一時休止。 第2部が『オールナイトニッポン0』に統合。                                                                             |
| 別番組                                  |                                     |                                           |                                     | オールナイトニッポン月イチ          | 『オールナイトニッポンPremium』が一時休止。 第2部が『オールナイトニッポン0』に統合。                                                                             |
| 2018.10                                 |                                     |                                           |                                     |                                     | |
| 18                                      | オールナイトニッポンPremium         | オールナイトニッポンPremium               | 別番組                              | 別番組                              | 中島みゆきのオールナイトニッポン月イチが終了。 半年間限定でオールナイトニッポンPremiumが復活。                                                                   |
| 19                                      | オールナイトニッポンPremium         | オールナイトニッポンPremium               | 別番組                              | 別番組                              | 中島みゆきのオールナイトニッポン月イチが終了。 半年間限定でオールナイトニッポンPremiumが復活。                                                                   |
| 20                                      | オールナイトニッポンPremium         | オールナイトニッポンPremium               | 別番組                              | 別番組                              | 中島みゆきのオールナイトニッポン月イチが終了。 半年間限定でオールナイトニッポンPremiumが復活。                                                                   |
|                                         |                                     |                                           |                                     |                                     | 中島みゆきのオールナイトニッポン月イチが終了。 半年間限定でオールナイトニッポンPremiumが復活。                                                                   |
| 21                                      |                                     |                                           |                                     |                                     | 中島みゆきのオールナイトニッポン月イチが終了。 半年間限定でオールナイトニッポンPremiumが復活。                                                                   |
| 22                                      | オールナイトニッポン MUSIC10        | オールナイトニッポンGOLD                  |                                     |                                     | 中島みゆきのオールナイトニッポン月イチが終了。 半年間限定でオールナイトニッポンPremiumが復活。                                                                   |
| 23                                      | オールナイトニッポン MUSIC10        | オールナイトニッポンGOLD                  |                                     |                                     | 中島みゆきのオールナイトニッポン月イチが終了。 半年間限定でオールナイトニッポンPremiumが復活。                                                                   |
| オールナイトニッポン サタデースペシャル | オールナイトニッポン MUSIC10        | オールナイトニッポンGOLD                  |                                     |                                     | 中島みゆきのオールナイトニッポン月イチが終了。 半年間限定でオールナイトニッポンPremiumが復活。                                                                   |
| 翌0                                     | 別番組                              | 別番組                                    |                                     |                                     | 中島みゆきのオールナイトニッポン月イチが終了。 半年間限定でオールナイトニッポンPremiumが復活。                                                                   |
| 翌1                                     | オールナイトニッポン                | オールナイトニッポン                      | オールナイトニッポン                |                                     | 中島みゆきのオールナイトニッポン月イチが終了。 半年間限定でオールナイトニッポンPremiumが復活。                                                                   |
| 翌2                                     | オールナイトニッポン                | オールナイトニッポン                      | オールナイトニッポン                |                                     | 中島みゆきのオールナイトニッポン月イチが終了。 半年間限定でオールナイトニッポンPremiumが復活。                                                                   |
| 翌3                                     | オールナイトニッポン0               | オールナイトニッポン0                     | オールナイトニッポン0               |                                     | 中島みゆきのオールナイトニッポン月イチが終了。 半年間限定でオールナイトニッポンPremiumが復活。                                                                   |
| 翌4                                     | オールナイトニッポン0               | オールナイトニッポン0                     | オールナイトニッポン0               |                                     | 中島みゆきのオールナイトニッポン月イチが終了。 半年間限定でオールナイトニッポンPremiumが復活。                                                                   |
| 別番組                                  |                                     |                                           |                                     |                                     | 中島みゆきのオールナイトニッポン月イチが終了。 半年間限定でオールナイトニッポンPremiumが復活。                                                                   |
| 2019.04                                 |                                     |                                           |                                     |                                     | |
| 22                                      | オールナイトニッポン MUSIC10        | オールナイトニッポンGOLD                  | 別番組                              | 別番組                              | 『オールナイトニッポンPremium』が一時休止。 日曜深夜に『オールナイトニッポン〜にちようび〜』が開始。 高嶋ひでたけのオールナイトニッポン月イチが開始。            |
| 23                                      | オールナイトニッポン MUSIC10        | オールナイトニッポンGOLD                  | 別番組                              | 別番組                              | 『オールナイトニッポンPremium』が一時休止。 日曜深夜に『オールナイトニッポン〜にちようび〜』が開始。 高嶋ひでたけのオールナイトニッポン月イチが開始。            |
| オールナイトニッポン サタデースペシャル | オールナイトニッポン MUSIC10        | オールナイトニッポンGOLD                  |                                     |                                     | 『オールナイトニッポンPremium』が一時休止。 日曜深夜に『オールナイトニッポン〜にちようび〜』が開始。 高嶋ひでたけのオールナイトニッポン月イチが開始。            |
| 翌0                                     | 別番組                              | 別番組                                    |                                     |                                     | 『オールナイトニッポンPremium』が一時休止。 日曜深夜に『オールナイトニッポン〜にちようび〜』が開始。 高嶋ひでたけのオールナイトニッポン月イチが開始。            |
| 翌1                                     | オールナイトニッポン                | オールナイトニッポン                      | オールナイトニッポン                |                                     | 『オールナイトニッポンPremium』が一時休止。 日曜深夜に『オールナイトニッポン〜にちようび〜』が開始。 高嶋ひでたけのオールナイトニッポン月イチが開始。            |
| 翌1                                     | オールナイトニッポン                | オールナイトニッポン                      | オールナイトニッポン                | オールナイトニッポン 〜にちようび〜 | 『オールナイトニッポンPremium』が一時休止。 日曜深夜に『オールナイトニッポン〜にちようび〜』が開始。 高嶋ひでたけのオールナイトニッポン月イチが開始。            |
| 翌2                                     | オールナイトニッポン                | オールナイトニッポン                      | オールナイトニッポン                |                                     | 『オールナイトニッポンPremium』が一時休止。 日曜深夜に『オールナイトニッポン〜にちようび〜』が開始。 高嶋ひでたけのオールナイトニッポン月イチが開始。            |
| 翌3                                     | オールナイトニッポン0               | オールナイトニッポン0                     | オールナイトニッポン0               | オールナイトニッポン月イチ          | 『オールナイトニッポンPremium』が一時休止。 日曜深夜に『オールナイトニッポン〜にちようび〜』が開始。 高嶋ひでたけのオールナイトニッポン月イチが開始。            |
| 翌4                                     | オールナイトニッポン0               | オールナイトニッポン0                     | オールナイトニッポン0               | オールナイトニッポン月イチ          | 『オールナイトニッポンPremium』が一時休止。 日曜深夜に『オールナイトニッポン〜にちようび〜』が開始。 高嶋ひでたけのオールナイトニッポン月イチが開始。            |
| 別番組                                  |                                     |                                           |                                     | オールナイトニッポン月イチ          | 『オールナイトニッポンPremium』が一時休止。 日曜深夜に『オールナイトニッポン〜にちようび〜』が開始。 高嶋ひでたけのオールナイトニッポン月イチが開始。            |
| 2020.03                                 |                                     |                                           |                                     |                                     | |
| 22                                      | オールナイトニッポン MUSIC10        | オールナイトニッポンGOLD                  | 別番組                              | 別番組                              | 『オールナイトニッポン〜にちようび〜』が終了。 |
| 23                                      | オールナイトニッポン MUSIC10        | オールナイトニッポンGOLD                  | 別番組                              | 別番組                              | 『オールナイトニッポン〜にちようび〜』が終了。 |
| オールナイトニッポン サタデースペシャル | オールナイトニッポン MUSIC10        | オールナイトニッポンGOLD                  |                                     |                                     | 『オールナイトニッポン〜にちようび〜』が終了。 |
| 翌0                                     | 別番組                              | 別番組                                    |                                     |                                     | 『オールナイトニッポン〜にちようび〜』が終了。 |
| 翌1                                     | オールナイトニッポン                | オールナイトニッポン                      | オールナイトニッポン                |                                     | 『オールナイトニッポン〜にちようび〜』が終了。 |
| 翌2                                     | オールナイトニッポン                | オールナイトニッポン                      | オールナイトニッポン                |                                     | 『オールナイトニッポン〜にちようび〜』が終了。 |
| 翌3                                     | オールナイトニッポン0               | オールナイトニッポン0                     | オールナイトニッポン0               | オールナイトニッポン月イチ          | 『オールナイトニッポン〜にちようび〜』が終了。 |
| 翌4                                     | オールナイトニッポン0               | オールナイトニッポン0                     | オールナイトニッポン0               | オールナイトニッポン月イチ          | 『オールナイトニッポン〜にちようび〜』が終了。 |
| 別番組                                  |                                     |                                           |                                     | オールナイトニッポン月イチ          | 『オールナイトニッポン〜にちようび〜』が終了。 |
| 2021.04                                 |                                     |                                           |                                     |                                     | |
| 22                                      | オールナイトニッポン MUSIC10        | オールナイトニッポンGOLD                  | 別番組                              | 別番組                              | 「オールナイトニッポンX」が開始。 |
| 23                                      | オールナイトニッポン MUSIC10        | オールナイトニッポンGOLD                  | 別番組                              | 別番組                              | 「オールナイトニッポンX」が開始。 |
| オールナイトニッポン サタデースペシャル | オールナイトニッポン MUSIC10        | オールナイトニッポンGOLD                  |                                     |                                     | 「オールナイトニッポンX」が開始。 |
| 翌0                                     | オールナイトニッポンX               | オールナイトニッポンX                     |                                     |                                     | 「オールナイトニッポンX」が開始。 |
| 翌1                                     | オールナイトニッポン                | オールナイトニッポン                      | オールナイトニッポン                |                                     | 「オールナイトニッポンX」が開始。 |
| 翌2                                     | オールナイトニッポン                | オールナイトニッポン                      | オールナイトニッポン                |                                     | 「オールナイトニッポンX」が開始。 |
| 翌3                                     | オールナイトニッポン0               | オールナイトニッポン0                     | オールナイトニッポン0               | オールナイトニッポン月イチ          | 「オールナイトニッポンX」が開始。 |
| 翌4                                     | オールナイトニッポン0               | オールナイトニッポン0                     | オールナイトニッポン0               | オールナイトニッポン月イチ          | 「オールナイトニッポンX」が開始。 |
| 別番組                                  |                                     |                                           |                                     | オールナイトニッポン月イチ          | 「オールナイトニッポンX」が開始。 |
| 2024.04                                 |                                     |                                           |                                     |                                     | |
| 22                                      | オールナイトニッポン MUSIC10        | オールナイトニッポンGOLD                  | 別番組                              | 別番組                              | 「オールナイトニッポンX」金曜日の放送が取りやめ。 |
| 23                                      | オールナイトニッポン MUSIC10        | オールナイトニッポンGOLD                  | 別番組                              | 別番組                              | 「オールナイトニッポンX」金曜日の放送が取りやめ。 |
| オールナイトニッポン サタデースペシャル | オールナイトニッポン MUSIC10        | オールナイトニッポンGOLD                  |                                     |                                     | 「オールナイトニッポンX」金曜日の放送が取りやめ。 |
| 翌0                                     | オールナイトニッポンX               | 別番組                                    |                                     |                                     | 「オールナイトニッポンX」金曜日の放送が取りやめ。 |
| 翌1                                     | オールナイトニッポン                | オールナイトニッポン                      | オールナイトニッポン                |                                     | 「オールナイトニッポンX」金曜日の放送が取りやめ。 |
| 翌2                                     | オールナイトニッポン                | オールナイトニッポン                      | オールナイトニッポン                |                                     | 「オールナイトニッポンX」金曜日の放送が取りやめ。 |
| 翌3                                     | オールナイトニッポン0               | オールナイトニッポン0                     | オールナイトニッポン0               | オールナイトニッポン月イチ          | 「オールナイトニッポンX」金曜日の放送が取りやめ。 |
| 翌4                                     | オールナイトニッポン0               | オールナイトニッポン0                     | オールナイトニッポン0               | オールナイトニッポン月イチ          | 「オールナイトニッポンX」金曜日の放送が取りやめ。 |
| 別番組                                  |                                     |                                           |                                     | オールナイトニッポン月イチ          | 「オールナイトニッポンX」金曜日の放送が取りやめ。 |
| 2025.04                                 |                                     |                                           |                                     |                                     | |
| 22                                      | オールナイトニッポン MUSIC10        | オールナイトニッポンGOLD                  | 別番組                              | 別番組                              | 「オールナイトニッポンX」金曜日の放送が再開。 |
| 23                                      | オールナイトニッポン MUSIC10        | オールナイトニッポンGOLD                  | 別番組                              | 別番組                              | 「オールナイトニッポンX」金曜日の放送が再開。 |
| オールナイトニッポン サタデースペシャル | オールナイトニッポン MUSIC10        | オールナイトニッポンGOLD                  |                                     |                                     | 「オールナイトニッポンX」金曜日の放送が再開。 |
| 翌0                                     | オールナイトニッポンX               | オールナイトニッポンX                     |                                     |                                     | 「オールナイトニッポンX」金曜日の放送が再開。 |
| 翌1                                     | オールナイトニッポン                | オールナイトニッポン                      | オールナイトニッポン                |                                     | 「オールナイトニッポンX」金曜日の放送が再開。 |
| 翌2                                     | オールナイトニッポン                | オールナイトニッポン                      | オールナイトニッポン                |                                     | 「オールナイトニッポンX」金曜日の放送が再開。 |
| 翌3                                     | オールナイトニッポン0               | オールナイトニッポン0                     | オールナイトニッポン0               | オールナイトニッポン月イチ          | 「オールナイトニッポンX」金曜日の放送が再開。 |
| 翌4                                     | オールナイトニッポン0               | オールナイトニッポン0                     | オールナイトニッポン0               | オールナイトニッポン月イチ          | 「オールナイトニッポンX」金曜日の放送が再開。 |
| 別番組                                  |                                     |                                           |                                     | オールナイトニッポン月イチ          | 「オールナイトニッポンX」金曜日の放送が再開。 |

### ナイターオフ
| 平日ナイターオフ（18時台） | 平日ナイターオフ（18時台） | 平日ナイターオフ（18時台） | 平日ナイターオフ（18時台）      | 平日ナイターオフ（18時台） | 平日ナイターオフ（18時台） | 平日ナイターオフ（18時台）                                                           |
| 年度                       | パーソナリティ・番組名     | パーソナリティ・番組名     | パーソナリティ・番組名          | パーソナリティ・番組名     | パーソナリティ・番組名     | 備考                                                                                 |
| 年度                       | 月                         | 火                         | 水                              | 木                         | 金                         | 備考                                                                                 |
| -------------------------- | -------------------------- | -------------------------- | ------------------------------- | -------------------------- | -------------------------- | ------------------------------------------------------------------------------------ |
| 1977年度                   | 野末陳平                   | 金田正一                   | 坂本九                          | 玉置宏                     | 和田アキ子                 | 平日ナイターオフが「必勝ホームランワイド」に交代。                                   |
| 1978年度                   | 笑福亭仁鶴                 | 八代英太                   | 千昌夫                          | 金田正一                   | 五木ひろし                 | 平日ナイターオフが「花の五大スター チャンピオン大放送」に交代。                      |
| 1979年度                   | 高橋元太郎 森昌子          | 千昌夫                     | うつみ宮土理                    | 金田正一                   | 五木ひろし                 | 平日ナイターオフが「ハッピーバラエティ ほかほか大放送」に交代。                      |
| 1980年度 - 1983年度        | タモリ                     | タモリ                     | タモリ                          | タモリ                     | タモリ                     | 平日ナイターオフがタモリに交代。                                                     |
| 1984年度 - 1985年度        | 片岡鶴太郎                 | 片岡鶴太郎                 | 片岡鶴太郎                      | 片岡鶴太郎                 | 片岡鶴太郎                 | 平日ナイターオフが片岡鶴太郎に交代。                                                 |
| 1986年度                   | 片岡鶴太郎                 | 片岡鶴太郎                 | 片岡鶴太郎                      | 片岡鶴太郎                 | タモリ                     | 金曜ナイターオフがタモリに交代。                                                     |
| 1987年度                   | 高田文夫                   | 高田文夫                   | 高田文夫                        | 高田文夫                   | 萩本欽一                   | 平日ナイターオフが高田文夫に交代。 金曜ナイターオフが萩本欽一に交代。                |
| 1988年度                   | 高田文夫                   | 高田文夫                   | 高田文夫                        | 高田文夫                   | 板東英二                   | 金曜ナイターオフが板東英二に交代。                                                   |
| 1989年度                   | 笑福亭鶴光                 | 笑福亭鶴光                 | 笑福亭鶴光                      | 笑福亭鶴光                 | 笑福亭鶴光                 | 平日18時台が笑福亭鶴光に交代。                                                       |
| 1990年度                   | 安部譲二                   | 安部譲二                   | 安部譲二                        | 安部譲二                   | 和田勉                     | 平日18時台が安部譲二に交代。 金曜18時台に和田勉が担当。                              |
| 1991年度                   | 吉幾三                     | 吉幾三                     | 吉幾三                          | 吉幾三                     | 吉幾三                     | 平日18時台が吉幾三に交代。                                                           |
| 1992年度                   | 峰竜太                     | 峰竜太                     | 峰竜太                          | 峰竜太                     | 峰竜太                     | 峰竜太が平日18時台に進出。                                                           |
| 1993年度                   | 田代まさし                 | 田代まさし                 | 田代まさし                      | 田代まさし                 | 田代まさし                 | 平日18時台が田代まさしに交代。                                                       |
| 1994年度 - 1995年度        | 加藤茶                     | 加藤茶                     | 加藤茶                          | 加藤茶                     | 加藤茶                     | 平日18時台が加藤茶に交代。                                                           |
| 1996年度 - 1997年度        | 上柳昌彦                   | 上柳昌彦                   | 上柳昌彦                        | 上柳昌彦                   | タモリ                     | タモリが金曜18時台に復帰。                                                           |
| 1998年度                   | 松本ひでお                 | 松本ひでお                 | 松本ひでお                      | 松本ひでお                 | もろおか正雄               | 平日ナイターオフが大幅に交代。                                                       |
| 1999年度                   | 松本ひでお 石川みゆき      | 松本ひでお 石川みゆき      | 松本ひでお 石川みゆき           | 松本ひでお 石川みゆき      | 松本ひでお 石川みゆき      | 平日ナイターオフが大幅に交代。                                                       |
| 1999年度                   | 松本ひでお 石川みゆき      | 松本ひでお 石川みゆき      | 松本ひでお 石川みゆき           | 松本ひでお 石川みゆき      | タモリ                     | 平日ナイターオフが大幅に交代。                                                       |
| 2000年度                   | 松本ひでお 石川みゆき      | 松本ひでお 石川みゆき      | 松本ひでお 石川みゆき           | 松本ひでお 石川みゆき      | 松本ひでお 石川みゆき      | 平日18時台が松本ひでおと石川みゆきに交代。                                           |
| 2001年度                   | 松本ひでお 石川みゆき      | 松本ひでお 石川みゆき      | 松本ひでお 石川みゆき           | 松本ひでお 石川みゆき      | タモリ                     | タモリが金曜18時台に再復帰。                                                         |
| 2002年度                   | 松本ひでお 森永卓郎        | 松本ひでお 森永卓郎        | 松本ひでお 森永卓郎             | 松本ひでお 森永卓郎        | 松本ひでお 森永卓郎        | 平日ナイターオフが松本ひでおと森永卓郎に交代。                                       |
| 2003年度 - 2004年度        | 田尾安志                   | 田尾安志                   | 田尾安志                        | 田尾安志                   | 田尾安志                   | 平日ナイターオフが田尾安志に交代。                                                   |
| 2005年度                   | 松本ひでお                 | 松本ひでお                 | 松本ひでお                      | 松本ひでお                 | 松本ひでお                 | 平日ナイターオフが松本ひでおに交代。                                                 |
| 2006年度                   | 松本ひでお                 | 松本ひでお                 | 松本ひでお                      | 松本ひでお                 | 松本ひでお                 | 平日ナイターオフがショウアップナイターネクストに交代。                               |
| 2007年度                   | 松本ひでお 石井一久        | 松本ひでお                 | 松本ひでお                      | 松本ひでお                 | 松本ひでお 仁志敏久        | 月曜ナイターオフに石井一久が加入。 金曜ナイターオフに仁志敏久が加入。                |
| 2008年度                   | 松本ひでお                 | 松本ひでお                 | 松本ひでお                      | 松本ひでお                 | 松本ひでお                 | 平日ナイターオフがショウアップナイターGO!GO!に交代。                                 |
| 2009年度                   | 松本ひでお 飯田浩司        | 松本ひでお 飯田浩司        | 松本ひでお 飯田浩司             | 松本ひでお 飯田浩司        | 松本ひでお 飯田浩司        | 平日ナイターオフに飯田浩司が加入。                                                   |
| 2010年度                   | 飯田浩司                   | 飯田浩司                   | 飯田浩司                        | 飯田浩司                   | 飯田浩司                   | 飯田浩司が残留。                                                                     |
| 2011年度                   | 松本ひでお                 | 松本ひでお                 | 松本ひでお                      | 松本ひでお                 | 松本ひでお                 | 平日ナイターオフが松本ひでおに交代。                                                 |
| 2012年度                   | ショウアップスポーツ       | ショウアップスポーツ       | ショウアップスポーツ            | ショウアップスポーツ       | ショウアップスポーツ       | 平日17時台後半がショウアップスポーツに交代。                                         |
| 2012年度                   | 松本ひでお                 |                            |                                 |                            |                            | 平日17時台後半がショウアップスポーツに交代。                                         |
| 2013年度                   | ショウアップスポーツ       | ショウアップスポーツ       | ショウアップスポーツ            | ショウアップスポーツ       | ショウアップスポーツ       | 平日18 - 20時台が〜今日も一日〜 Good Job ニッポンに交代。                            |
| 2013年度                   | 大谷ノブ彦                 | 大谷ノブ彦                 | 大谷ノブ彦                      | 大谷ノブ彦                 | プチ鹿島 長野美郷          | 平日18 - 20時台が〜今日も一日〜 Good Job ニッポンに交代。                            |
| 2014年度                   | 上柳昌彦 松本秀夫          | 上柳昌彦 松本秀夫          | 上柳昌彦 松本秀夫               | 上柳昌彦 松本秀夫          | 六角精児 煙山光紀          | 平日ワイドが今夜もオトパラ!に交代。                                                  |
| 2015年度                   | 上柳昌彦 松本秀夫          | 上柳昌彦 松本秀夫          | 上柳昌彦 松本秀夫               | 上柳昌彦 松本秀夫          | 八嶋智人 荘口彰久          | 金曜ワイドが八嶋智人と荘口彰久に交代。                                               |
| 2016年度                   | 松本秀夫 渡辺一宏          | 松本秀夫 渡辺一宏          | 松本秀夫 渡辺一宏               | 松本秀夫 渡辺一宏          | 里崎智也 吉田尚記          | 松本秀夫が残留。 平日ワイドに渡辺一宏が加入。 金曜ワイドが里崎智也と吉田尚記に交代。 |
| 2017年度                   | 松本秀夫                   | 松本秀夫                   | 松本秀夫                        | 松本秀夫                   | 荘口彰久                   | 荘口彰久が金曜18時台に復帰。                                                         |
| 2018年度                   | ココリコ                   | 中川家                     | 中田敦彦 （オリエンタルラジオ） | よゐこ                     | Kis-My-Ft2                 | 平日ナイターオフがオールナイトニッポンPremiumに一本化。                              |
| 2019年度                   | 森田耕次                   | 森田耕次                   | 森田耕次                        | 森田耕次                   | 垣花正                     | 平日ワイドがザ・フォーカスに交代。                                                   |
| 2020年度 - 2021年度        | ミニ番組                   | 笑福亭鶴光                 | 笑福亭鶴光                      | 笑福亭鶴光                 | 安東弘樹                   | 平日ワイドが大幅に交代。                                                             |
| 2022年度                   | ミニ番組                   | 古家正亨                   | 笑福亭鶴光                      | 笑福亭鶴光                 | 笑福亭鶴光                 | 火曜に古家正亨が担当、笑福亭鶴光が水 - 金曜に移動                                    |

| 平日ナイターオフ（19時台） | 平日ナイターオフ（19時台）               | 平日ナイターオフ（19時台） | 平日ナイターオフ（19時台）      | 平日ナイターオフ（19時台） | 平日ナイターオフ（19時台） | 平日ナイターオフ（19時台）                                                           |
| 年度                       | パーソナリティ・番組名                   | パーソナリティ・番組名     | パーソナリティ・番組名          | パーソナリティ・番組名     | パーソナリティ・番組名     | 備考                                                                                 |
| 年度                       | 月                                       | 火                         | 水                              | 木                         | 金                         | 備考                                                                                 |
| -------------------------- | ---------------------------------------- | -------------------------- | ------------------------------- | -------------------------- | -------------------------- | ------------------------------------------------------------------------------------ |
| 1977年度                   | 野末陳平                                 | 金田正一                   | 坂本九                          | 玉置宏                     | 和田アキ子                 | 平日ナイターオフが「必勝ホームランワイド」に交代。                                   |
| 1978年度                   | 笑福亭仁鶴                               | 八代英太                   | 千昌夫                          | 金田正一                   | 五木ひろし                 | 平日ナイターオフが「花の五大スター チャンピオン大放送」に交代。                      |
| 1979年度                   | 高橋元太郎 森昌子                        | 千昌夫                     | うつみ宮土理                    | 金田正一                   | 五木ひろし                 | 平日ナイターオフが「ハッピーバラエティ ほかほか大放送」に交代。                      |
| 1980年度 - 1983年度        | タモリ                                   | タモリ                     | タモリ                          | タモリ                     | タモリ                     | 平日ナイターオフがタモリに交代。                                                     |
| 1984年度 - 1985年度        | 片岡鶴太郎                               | 片岡鶴太郎                 | 片岡鶴太郎                      | 片岡鶴太郎                 | 片岡鶴太郎                 | 平日ナイターオフが片岡鶴太郎に交代。                                                 |
| 1986年度                   | 片岡鶴太郎                               | 片岡鶴太郎                 | 片岡鶴太郎                      | 片岡鶴太郎                 | タモリ                     | 金曜ナイターオフがタモリに交代。                                                     |
| 1987年度                   | 高田文夫                                 | 高田文夫                   | 高田文夫                        | 高田文夫                   | 萩本欽一                   | 平日ナイターオフが高田文夫に交代。 金曜ナイターオフが萩本欽一に交代。                |
| 1988年度                   | 高田文夫                                 | 高田文夫                   | 高田文夫                        | 高田文夫                   | 板東英二                   | 金曜ナイターオフが板東英二に交代。                                                   |
| 1989年度                   | 大倉利晴                                 | 大倉利晴                   | 大倉利晴                        | 大倉利晴                   | B21スペシャル              | 平日19時台が腹よじれAGOHAZUSHI連盟に交代。                                           |
| 1990年度                   | そのまんま東                             | そのまんま東               | そのまんま東                    | そのまんま東               | そのまんま東               | 平日19時台がそのまんま東に交代。                                                     |
| 1991年度 - 1992年度        | 峰竜太                                   | 峰竜太                     | 峰竜太                          | 峰竜太                     | 峰竜太                     | 平日19時台が峰竜太に交代。                                                           |
| 1993年度                   | 羽川英樹                                 | 羽川英樹                   | 羽川英樹                        | 羽川英樹                   | 羽川英樹                   | 平日19時台が羽川英樹に交代。                                                         |
| 1994年度 - 1995年度        | 上柳昌彦                                 | 上柳昌彦                   | 上柳昌彦                        | 上柳昌彦                   | 上柳昌彦                   | ヨッ!お疲れさんが開始された。                                                        |
| 1996年度                   | 上柳昌彦                                 | 上柳昌彦                   | 上柳昌彦                        | 上柳昌彦                   | タモリ                     | タモリが金曜19時台に復帰。                                                           |
| 1997年度                   | 吉田拓郎                                 | ねのね                     | 泉谷しげる                      | 松山千春                   | 週替わり                   | 平日19時台がオールナイトニッポンDXに交代。                                           |
| 1998年度                   | 松本ひでお                               | 松本ひでお                 | 松本ひでお                      | 松本ひでお                 | もろおか正雄               | 平日ナイターオフが大幅に交代。                                                       |
| 1998年度                   | 昭和ベストヒットコレクション             |                            |                                 |                            |                            | 平日ナイターオフが大幅に交代。                                                       |
| 1999年度                   | 松本ひでお 石川みゆき                    | 松本ひでお 石川みゆき      | 松本ひでお 石川みゆき           | 松本ひでお 石川みゆき      | 松本ひでお タモリ          | 平日ナイターオフが大幅に交代。                                                       |
| 1999年度                   | マジカルミュージックツアー Countdown2000 |                            |                                 |                            |                            | 平日ナイターオフが大幅に交代。                                                       |
| 2000年度                   | 赤坂泰彦                                 | 松山千春                   | 坂上みき                        | 小林克也                   | 吉田拓郎                   | 平日19時台がSuper Music Stadiumに交代。                                              |
| 2001年度                   | 松本ひでお 石川みゆき                    | 松本ひでお 石川みゆき      | 松本ひでお 石川みゆき           | 松本ひでお 石川みゆき      | 松山千春                   | 金曜19時台が松山千春に交代。                                                         |
| 2002年度                   | 松本ひでお 森永卓郎                      | 松本ひでお 森永卓郎        | 松本ひでお 森永卓郎             | 松本ひでお 森永卓郎        | 松本ひでお 森永卓郎        | 平日ナイターオフが松本ひでおと森永卓郎に交代。                                       |
| 2003年度 - 2004年度        | 田尾安志                                 | 田尾安志                   | 田尾安志                        | 田尾安志                   | 田尾安志                   | 平日ナイターオフが田尾安志に交代。                                                   |
| 2005年度                   | 松本ひでお                               | 松本ひでお                 | 松本ひでお                      | 松本ひでお                 | 松本ひでお                 | 平日ナイターオフが松本ひでおに交代。                                                 |
| 2006年度                   | 松本ひでお                               | 松本ひでお                 | 松本ひでお                      | 松本ひでお                 | 松本ひでお                 | 平日ナイターオフがショウアップナイターネクストに交代。                               |
| 2007年度                   | 松本ひでお 石井一久                      | 松本ひでお                 | 松本ひでお                      | 松本ひでお                 | 松本ひでお 仁志敏久        | 月曜ナイターオフに石井一久が加入。 金曜ナイターオフに仁志敏久が加入。                |
| 2008年度                   | 松本ひでお                               | 松本ひでお                 | 松本ひでお                      | 松本ひでお                 | 松本ひでお                 | 平日ナイターオフがショウアップナイターGO!GO!に交代。                                 |
| 2009年度                   | 松本ひでお 飯田浩司                      | 松本ひでお 飯田浩司        | 松本ひでお 飯田浩司             | 松本ひでお 飯田浩司        | 松本ひでお 飯田浩司        | 平日ナイターオフに飯田浩司が加入。                                                   |
| 2010年度                   | 広瀬香美                                 | 広瀬香美                   | 広瀬香美                        | 広瀬香美                   | 広瀬香美                   | 平日19時台が広瀬香美に変更。                                                         |
| 2011年度 - 2012年度        | 松本ひでお                               | 松本ひでお                 | 松本ひでお                      | 松本ひでお                 | 松本ひでお                 | 平日ナイターオフが松本ひでおに交代。                                                 |
| 2013年度                   | 大谷ノブ彦                               | 大谷ノブ彦                 | 大谷ノブ彦                      | 大谷ノブ彦                 | プチ鹿島 長野美郷          | 平日18 - 20時台が〜今日も一日〜 Good Job ニッポンに交代。                            |
| 2014年度                   | 上柳昌彦 松本秀夫                        | 上柳昌彦 松本秀夫          | 上柳昌彦 松本秀夫               | 上柳昌彦 松本秀夫          | 六角精児 煙山光紀          | 平日ワイドが今夜もオトパラ!に交代。                                                  |
| 2015年度                   | 上柳昌彦 松本秀夫                        | 上柳昌彦 松本秀夫          | 上柳昌彦 松本秀夫               | 上柳昌彦 松本秀夫          | 八嶋智人 荘口彰久          | 金曜ワイドが八嶋智人と荘口彰久に交代。                                               |
| 2016年度                   | 松本秀夫 渡辺一宏                        | 松本秀夫 渡辺一宏          | 松本秀夫 渡辺一宏               | 松本秀夫 渡辺一宏          | 里崎智也 吉田尚記          | 松本秀夫が残留。 平日ワイドに渡辺一宏が加入。 金曜ワイドが里崎智也と吉田尚記に交代。 |
| 2017年度 前期              | 綾小路翔 （氣志團）                      | ココリコ                   | 藤井フミヤ                      | デーモン閣下               | 藤井隆                     | 平日19･20時台がオールナイトニッポンPremiumに交代。                                   |
| 2017年度 後期              | Toshi （X JAPAN）                        | 鴻上尚史                   | miwa                            | バカリズム                 | 大槻ケンヂ                 | オールナイトニッポンPremiumのパーソナリティが交代。                                  |
| 2018年度                   | ココリコ                                 | 中川家                     | 中田敦彦 （オリエンタルラジオ） | よゐこ                     | Kis-My-Ft2                 | 平日ナイターオフがオールナイトニッポンPremiumに一本化。                              |
| 2019年度                   | 森田耕次                                 | 森田耕次                   | 森田耕次                        | 森田耕次                   | 垣花正                     | 平日ワイドがザ・フォーカスに交代。                                                   |
| 2020年度                   | (ミニ番組)                               | 本田圭佑                   | 前田裕二                        | ゲッターズ飯田             | 安東弘樹                   | 平日ワイドが大幅に交代。                                                             |
| 2021年度                   | (ミニ番組)                               | 笑福亭鶴光                 | 笑福亭鶴光                      | 笑福亭鶴光                 | 安東弘樹                   | 平日ワイドが笑福亭鶴光に一本化。                                                     |
| 2022年度                   | (ミニ番組)                               | 古家正亨                   | 笑福亭鶴光                      | 笑福亭鶴光                 | 笑福亭鶴光                 | 火曜に古家正亨が担当、笑福亭鶴光が水 - 金曜に移動                                    |

| 平日ナイターオフ（20時台） | 平日ナイターオフ（20時台） | 平日ナイターオフ（20時台） | 平日ナイターオフ（20時台） | 平日ナイターオフ（20時台） | 平日ナイターオフ（20時台） | 平日ナイターオフ（20時台）                                          |
| 年度                       | パーソナリティ・番組名     | パーソナリティ・番組名     | パーソナリティ・番組名     | パーソナリティ・番組名     | パーソナリティ・番組名     | 備考                                                                |
| 年度                       | 月                         | 火                         | 水                         | 木                         | 金                         | 備考                                                                |
| -------------------------- | -------------------------- | -------------------------- | -------------------------- | -------------------------- | -------------------------- | ------------------------------------------------------------------- |
| 1974年度                   | 西郷輝彦                   | 愛川欽也                   | 鈴木ヒロミツ               | せんだみつお               | 小野進也                   | 平日20時台に「危機一髪!ラジオよひらけ!ハッピッピ」が開始。          |
| 1975年度                   | 愛川欽也                   | 研ナオコ                   | せんだみつお               | 志賀正浩                   | 鈴木ヒロミツ               | パーソナリティが大幅に交代・枠移動。                                |
| 1976年度                   | 鈴木ヒロミツ               | せんだみつお               | 山口百恵 大石悟郎          | 小林克也                   | 松任谷正隆 荒井由実        | 平日20時台が「ねらえ!サウンドライフ」に交代。                       |
| 1977年度                   | 山口百恵                   | さだまさし                 | かまやつひろし             | 沢田研二                   | 郷ひろみ                   | パーソナリティが大幅に交代。                                        |
| 1978年度                   | 山口百恵                   | さだまさし                 | ピンク・レディー           | 榊原郁恵 神谷明            | 杉田二郎 渡辺真知子        | 平日20時台が「激突!サウンド・フィーバー」に交代。                   |
| 1979年度                   | 沢田研二                   | 堀内孝雄                   | ゴダイゴ                   | イルカ                     | 山口百恵 宇崎竜童          | 平日20時台が「独占!サウンドヒーロー」に交代。                       |
| 1980年度                   | 長渕剛                     | 田原俊彦                   | 桑田佳祐                   | 石野真子 水島裕            | 榊原郁恵 神谷明            | 平日20時台が「独占!サウンドヒーロー」に交代。                       |
| 1981年度                   | ゴダイゴ                   | 松山千春                   | 桑田佳祐                   | シブがきトリオ             | 伊藤つかさ                 | 平日20時台が「アイドルスタースペシャル」に交代。                    |
| 1982年度                   | 武田久美子 水島裕          | 山下久美子                 | 松本伊代 チャゲ＆飛鳥      | シャネルズ 堀ちえみ        | 嶋大輔 伊藤さやか          | 平日20時台が「オジンはバッテン!まるごとヤングミュージック」に交代。 |
| 1983年度                   | 潘恵子                     | 小林克也 戸川純            | 平野文 松野達也            | シブがき隊                 | 鈴木雅之 岩崎良美          | 平日20時台が「まるのみヤングバーガー」に交代。                      |
| 1984年度                   | 大杉勝男 和田アキ子        | 大杉勝男 和田アキ子        | 大杉勝男 和田アキ子        | 大杉勝男 和田アキ子        | 大杉勝男 和田アキ子        | 平日20時台が2部制になった。                                         |
| 1984年度                   | 岡田有希子                 | 渡辺典子 高柳良一          | 高見知佳                   | 池田幸司                   | 石川秀美                   | 平日20時台が2部制になった。                                         |
| 1985年度                   | 笑福亭鶴光                 | 笑福亭鶴光                 | 笑福亭鶴光                 | 笑福亭鶴光                 | 笑福亭鶴光                 | 平日20時台が笑福亭鶴光に交代。                                      |
| 1986年度                   | 新田恵利                   | 高井麻巳子                 | 福永恵規                   | 吉沢秋絵                   | 大竹まこと                 | 平日20時台がアイドル夢工場に交代。 金曜20時台が大竹まことに交代。   |
| 1987年度                   | 高田純次                   | 高田純次                   | 高田純次                   | 高田純次                   | チョンマゲ娘               | 平日20時台がとんがりスタジオ まかせて!青春に交代。                  |
| 1988年度                   | 大平サブロー               | 大平サブロー               | 大平サブロー               | 大平サブロー               | ときめきBANANA             | 平日20時台が大幅に交代。                                            |
| 1989年度                   | 大倉利晴                   | 大倉利晴                   | 大倉利晴                   | 大倉利晴                   | B21スペシャル              | 平日20時台が腹よじれAGOHAZUSHI連盟に交代。                          |
| 1990年度                   | そのまんま東               | そのまんま東               | そのまんま東               | そのまんま東               | そのまんま東               | 平日20時台がそのまんま東に交代。                                    |
| 1991年度                   | 峰竜太                     | 峰竜太                     | 峰竜太                     | 峰竜太                     | 峰竜太                     | 平日20時台が峰竜太に交代。                                          |
| 1992年度                   | 加納典明                   | 日高晤郎                   | 浅利佳一郎                 | やしきたかじん             | 江本孟紀 田代優美          | 平日20時台が「そこまでいうか! 熱血!正義の60分」に交代。             |

| 平日ナイターオフ（21時台） | 平日ナイターオフ（21時台） | 平日ナイターオフ（21時台） | 平日ナイターオフ（21時台） | 平日ナイターオフ（21時台） | 平日ナイターオフ（21時台） | 平日ナイターオフ（21時台）                                          |
| 年度                       | パーソナリティ・番組名     | パーソナリティ・番組名     | パーソナリティ・番組名     | パーソナリティ・番組名     | パーソナリティ・番組名     | 備考                                                                |
| 年度                       | 月                         | 火                         | 水                         | 木                         | 金                         | 備考                                                                |
| -------------------------- | -------------------------- | -------------------------- | -------------------------- | -------------------------- | -------------------------- | ------------------------------------------------------------------- |
| 1974年度                   | 西郷輝彦                   | 愛川欽也                   | 鈴木ヒロミツ               | せんだみつお               | 小野進也                   | 平日21時台に「危機一髪!ラジオよひらけ!ハッピッピ」が開始。          |
| 1975年度                   | 愛川欽也                   | 研ナオコ                   | せんだみつお               | 志賀正浩                   | 鈴木ヒロミツ               | パーソナリティが大幅に交代・枠移動。                                |
| 1983年度                   | KINYA                      | 所ジョージ                 | なぎら健壱                 | 桂文珍                     | 坂崎幸之助                 | 平日21時台がもてもてスクランブルBEGIN the OJINに交代。              |
| 1984年度                   | キッチュ(松尾貴史)         | キッチュ(松尾貴史)         | キッチュ(松尾貴史)         | キッチュ(松尾貴史)         | キッチュ(松尾貴史)         | 平日21時台がラジオショック!うわさのTOP40に交代。                    |
| 1985年度                   | 島田紳助                   | 島田紳助                   | 島田紳助                   | 島田紳助                   | 島田紳助                   | 平日21時台が島田紳助に交代。                                        |
| 1986年度                   | 小倉久寛                   | 小倉久寛                   | 小倉久寛                   | 小倉久寛                   | 大竹まこと                 | 平日21時台が小倉久寛に交代。 金曜21時台が大竹まことに交代。         |
| 1987年度                   | 小倉久寛                   | 小倉久寛                   | 小倉久寛                   | 小倉久寛                   | 山田邦子                   | 金曜21時台が山田邦子に交代。                                        |
| 1988年度                   | 大平サブロー               | 大平サブロー               | 大平サブロー               | 大平サブロー               | ときめきBANANA             | 平日21時台が大幅に交代。                                            |
| 1989年度                   | 大倉利晴                   | 大倉利晴                   | 大倉利晴                   | 大倉利晴                   | B21スペシャル              | 平日21時台が腹よじれAGOHAZUSHI連盟に交代。                          |
| 1990年度                   | 爆笑問題                   | 爆笑問題                   | 爆笑問題                   | 爆笑問題                   | キャプテンジョージ         | 平日21時台が爆笑問題に交代。 金曜21時台がキャプテンジョージに交代。 |
| 1991年度                   | 羽野晶紀                   | 羽野晶紀                   | 羽野晶紀                   | 羽野晶紀                   | 羽野晶紀                   | 平日21時台が羽野晶紀に交代。                                        |
| 1992年度                   | 中西圭三                   | 中西圭三                   | 中西圭三                   | 中西圭三                   | 中西圭三                   | 平日21時台が中西圭三に交代。                                        |
| 1993年度                   | 山本シュウ                 | 山本シュウ                 | 山本シュウ                 | 山本シュウ                 | 山本シュウ                 | 平日21時台が山本シュウに交代。                                      |
| 1994年度                   | ラジオ7丁目劇場            | ラジオ7丁目劇場            | ラジオ7丁目劇場            | ラジオ7丁目劇場            | ラジオ7丁目劇場            | 平日21時台がラジオ7丁目劇場に交代。                                 |
| 1995年度                   | 海砂利水魚                 | 海砂利水魚                 | 海砂利水魚                 | 海砂利水魚                 | 海砂利水魚                 | 平日21時台が海砂利水魚に交代。                                      |
| 1996年度 - 1997年度        | ジャニーズJr.              | ジャニーズJr.              | ジャニーズJr.              | ジャニーズJr.              | ジャニーズJr.              | 平日21時台がジャニーズJr.に交代。                                   |
| 1998年度                   | 荘口彰久                   | 荘口彰久                   | 荘口彰久                   | 荘口彰久                   | LFクールK                  | 平日21時台が荘口彰久に交代。                                        |
| 1999年度                   | LF+Rサウンドコレクション   | LF+Rサウンドコレクション   | LF+Rサウンドコレクション   | LF+Rサウンドコレクション   | LF+Rサウンドコレクション   | 平日21時台がLF+Rサウンドコレクションに交代。                        |
| 2001年度                   | 秋元康                     | 秋元康                     | 秋元康                     | 秋元康                     | music stage                | 平日21時台が秋元康 自分の時間に交代。                               |
| 2002年度                   | 吉田尚記                   | 吉田尚記                   | 吉田尚記                   | 吉田尚記                   | 山本まゆ子                 | 平日21時台が東京キャラクターショーRADIOに交代。                     |
| 2003年度                   | 有田哲平                   | 有田哲平                   | 有田哲平                   | 有田哲平                   | 有田哲平                   | 平日21時台が目からウロコ!21に交代。                                 |
| 2004年度                   | 垣花正                     | 垣花正                     | 垣花正                     | 垣花正                     | （ミニ番組）               | 平日21時台がHOT'n HOT もうすぐお気に入りに追加!に交代。             |
| 2005年度                   | 吉田尚記                   | 吉田尚記                   | 吉田尚記                   | 吉田尚記                   | 吉田尚記                   | 平日21時台が熱血!!ラジカルチャーに交代。                            |
| 2006年度                   | 高須光聖                   | おちまさと                 | 石川昭人                   | 鈴木おさむ                 | 江原啓之                   | 平日21時台がTHE 放送サッカーズに交代。                              |
| 2007年度                   | 江原啓之                   | 吉田尚記                   | 増田みのり                 | 吉田尚記                   | 増田みのり                 | 平日21時台がメダマ!?ラジオに交代。                                  |
| 2010年度                   | 福井謙二 斉藤舞子          | 福井謙二 斉藤舞子          | 福井謙二 斉藤舞子          | 川端健嗣 西山喜久恵        | 川端健嗣 西山喜久恵        | 平日21時台が開局!フジテレビラジオに交代。                           |
| 2011年度                   | 五戸美樹                   | 五戸美樹                   | 五戸美樹                   | 五戸美樹                   | 那須恵理子                 | 平日21時台がマイ プレイリスト Love for Japan 〜kizashi〜に交代。    |
| 2012年度                   | SILVA                      | 森若香織                   | SILVA                      | 森若香織                   | ズバリ!ラジオ              | 平日21時台がAGES 〜エイジス〜に交代。                               |

### ワイド番組
| 平日ワイド(22～23時台)          | 平日ワイド(22～23時台)      | 平日ワイド(22～23時台)          | 平日ワイド(22～23時台)        | 平日ワイド(22～23時台)      | 平日ワイド(22～23時台)                                      | 平日ワイド(22～23時台)                                                                                                 |
| 期間                            | パーソナリティ・番組名      | パーソナリティ・番組名          | パーソナリティ・番組名        | パーソナリティ・番組名      | パーソナリティ・番組名                                      | 備考 |
| 期間                            | 月                          | 火                              | 水                            | 木                          | 金                                                          | 備考 |
| ------------------------------- | --------------------------- | ------------------------------- | ----------------------------- | --------------------------- | ----------------------------------------------------------- | --- |
| 1975年4月7日 - 1976年4月2日     | 高嶋秀武                    | 高嶋秀武                        | 高嶋秀武                      | 高嶋秀武                    | 高嶋秀武                                                    | 大入りダイヤルまだ宵の口が開始された。                                                                                 |
| 1976年4月5日 - 1979年3月30日    | 高島ヒゲ武                  | 高島ヒゲ武                      | 高島ヒゲ武                    | 高島ヒゲ武                  | くり万太郎                                                  | 金曜ワイドがくり万太郎に交代。                                                                                         |
| 1979年4月2日 - 1980年3月28日    | はた金次郎                  | はた金次郎                      | はた金次郎                    | はた金次郎                  | くり万太郎                                                  | 月曜 - 木曜ワイドがはた金次郎に交代。                                                                                  |
| 1980年3月31日 - 1981年10月30日  | くり万太郎                  | くり万太郎                      | くり万太郎                    | くり万太郎                  | 塚越孝                                                      | くり万太郎が月曜 - 木曜ワイドに移動。 金曜ワイドは塚越孝が担当。                                                       |
| 1981年11月2日 - 1982年10月1日   | 塚越孝                      | 塚越孝                          | 塚越孝                        | 塚越孝                      | 林家こぶ平                                                  | 月曜 - 木曜ワイドがくるくるダイヤル ザ・ゴリラに交代。                                                                 |
| 1982年10月4日 - 1983年4月29日   | 塚越孝                      | 塚越孝                          | 塚越孝                        | 塚越孝                      | 上柳昌彦                                                    | 金曜ワイドが上柳昌彦に交代。                                                                                           |
| 1983年5月2日 - 1984年2月3日     | 高原兄                      | 高原兄                          | 高原兄                        | 高原兄                      | コント赤信号                                                | 平日ワイドがヤングパラダイスに交代。                                                                                   |
| 1984年2月6日 - 1986年10月3日    | 三宅裕司                    | 三宅裕司                        | 三宅裕司                      | 三宅裕司                    | 伊藤政則                                                    | 月曜 - 木曜ワイドが三宅裕司に交代。 金曜ワイドがTOKYOベストヒットに交代。                                              |
| 1986年10月6日 - 1990年3月30日   | 三宅裕司                    | 三宅裕司                        | 三宅裕司                      | 三宅裕司                    | 関根勤                                                      | 金曜ワイドが関根勤に交代。                                                                                             |
| 1990年4月2日 - 1991年2月22日    | 内海ゆたお                  | 内海ゆたお                      | 内海ゆたお                    | 内海ゆたお                  | B21スペシャル                                               | 平日ワイドが大幅に交代。                                                                                               |
| 1991年2月25日 - 1991年3月1日    | 内海ゆたお                  | 内海ゆたお                      | 内海ゆたお                    | 内海ゆたお                  | 伊集院光                                                    | 金曜ワイドが伊集院光に交代。                                                                                           |
| 1991年3月4日 - 1994年3月25日    | 伊集院光                    | 伊集院光                        | 伊集院光                      | 伊集院光                    | 伊集院光                                                    | 月曜 - 木曜ワイドが伊集院光に交代。                                                                                    |
| 1994年3月28日 - 1995年4月28日   | 伊集院光                    | 伊集院光                        | 伊集院光                      | 伊集院光                    | 入江雅人                                                    | 金曜ワイドが入江雅人に交代。                                                                                           |
| 1995年5月1日 - 1995年11月3日    | 天野ひろゆき （キャイ〜ン） | 天野ひろゆき （キャイ〜ン）     | 天野ひろゆき （キャイ〜ン）   | 天野ひろゆき （キャイ〜ン） | 入江雅人                                                    | 月曜 - 木曜ワイドがキャイ〜ン天野ひろゆきに交代。                                                                      |
| 1995年11月6日 - 1996年3月29日   | 井手功二 LFクールK 山岡和美 | 井手功二 LFクールK 山岡和美     | 井手功二 LFクールK 山岡和美   | 井手功二 LFクールK 山岡和美 | 入江雅人                                                    | 月曜 - 木曜ワイドが井手功二に交代。                                                                                    |
| 1996年4月1日 - 1997年4月4日     | 井手功二 LFクールK 山岡和美 | 井手功二 LFクールK 山岡和美     | 井手功二 LFクールK 山岡和美   | 井手功二 LFクールK 山岡和美 | 海砂利水魚                                                  | 金曜ワイドが海砂利水魚に交代。                                                                                         |
| 1997年4月7日 - 1997年9月26日    | 井手功二 LFクールK          | 井手功二 LFクールK              | 井手功二 LFクールK            | 井手功二 LFクールK          | 岩男潤子 荘口彰久                                           | 井手功二とLFクールKが残留。 金曜ワイドが岩男潤子と荘口彰久に交代。                                                     |
| 1997年9月29日 - 1998年3月27日   | 井手功二 LFクールK 大賀埜々 | 井手功二 LFクールK 麻績村まゆ子 | 井手功二 LFクールK 仲間由紀恵 | 井手功二 LFクールK 江藤麻由 | 岩男潤子 荘口彰久                                           | 月曜 - 木曜ワイドに日替わりアシスタントが加入。                                                                        |
| 1998年3月30日 - 1998年7月3日    | 井手功二 LFクールK 大賀埜々 | 井手功二 LFクールK 麻績村まゆ子 | 井手功二 LFクールK 森ひろこ   | 井手功二 LFクールK 江藤麻由 | LFクールK                                                   | 水曜アシスタントが森ひろこに交代。 金曜ワイドがLFクールKに交代。                                                       |
| 1998年7月6日 - 1999年3月26日    | 井手功二 LFクールK          | 井手功二 LFクールK              | 井手功二 LFクールK            | 井手功二 LFクールK          | 井手功二とLFクールKが残留。                                 | |
| 1999年3月29日 - 1999年10月1日   | ロンドンブーツ1号2号        | 西川貴教                        | ゆず                          | ナインティナイン            | ネプチューン                                                | 平日ワイドが『allnightnippon SUPER!』に交代。                                                                          |
| 1999年10月4日 - 2000年4月1日    | ロンドンブーツ1号2号        | 西川貴教                        | ゆず                          | SILVA                       | ネプチューン                                                | 木曜SUPER!がSILVAに交代。                                                                                              |
| 2000年4月3日 - 2000年10月28日   | ロンドンブーツ1号2号        | 西川貴教                        | ゆず                          | 中澤裕子                    | ネプチューン                                                | 木曜SUPER!が中澤裕子に交代。                                                                                           |
| 2000年10月30日 - 2000年12月30日 | ロンドンブーツ1号2号        | 西川貴教                        | 週替わり                      | 中澤裕子                    | ネプチューン                                                | 水曜SUPER!が週替わり枠となる。                                                                                         |
| 2001年1月2日 - 2001年3月31日    | ロンドンブーツ1号2号        | 西川貴教                        | ポルノグラフィティ            | 中澤裕子                    | ネプチューン                                                | 水曜SUPER!がポルノグラフィティに固定。                                                                                 |
| 2001年4月2日 - 2002年9月30日    | ロンドンブーツ1号2号        | 西川貴教                        | ポルノグラフィティ            | 矢口真里                    | ネプチューン                                                | 木曜SUPER!が矢口真里に交代。                                                                                           |
| 2002年9月30日 - 2003年3月28日   | ロンドンブーツ1号2号        | 西川貴教                        | ポルノグラフィティ            | 矢口真里                    | 堀内健 ビビる大木                                           | 金曜ワイドが堀内健とビビる大木に交代。                                                                                 |
| 2003年3月31日 - 2003年9月27日   | 田村淳                      | 木下明水                        | TAKEMURA (SNAIL RAMP)         | グローバー                  | 長渕剛                                                      | 月曜 - 木曜ワイドが『オールナイトニッポンいいネ!』に交代。 金曜ワイドで長渕剛による「今夜はバリサン」を放送。          |
| 2003年9月29日 - 2003年10月31日  | 田村淳                      | 木下明水                        | TAKEMURA (SNAIL RAMP)         | グローバー                  | 週替わり                                                    | 金曜ワイドが週替わり枠となる。                                                                                         |
| 2003年11月3日 - 2004年3月27日   | 田村淳                      | 木下明水                        | TAKEMURA (SNAIL RAMP)         | グローバー                  | SHOGO                                                       | 金曜ワイドがSHOGOで固定。                                                                                              |
| 2004年3月29日 - 2005年3月25日   | 垣花正                      | 平日ワイドが垣花正に交代。      |                               |                             |                                                             | |
| 2005年3月28日 - 2005年9月30日   | デーモン小暮 犬山イヌコ     | デーモン小暮 魚住りえ           | デーモン小暮 島崎和歌子       | デーモン小暮 佐藤江梨子     | デーモン小暮 友近                                           | 平日ワイドがデーモン小暮に交代。                                                                                       |
| 2005年10月3日 - 2006年3月31日   | 東貴博 犬山イヌコ           | 東貴博 魚住りえ                 | 東貴博 島崎和歌子             | 東貴博 はしのえみ           | 東貴博 友近                                                 | 平日ワイドが東貴博に交代。 木曜パートナーがはしのえみに交代。                                                          |
| 2006年4月3日 - 2006年9月29日    | 東貴博                      | 東貴博                          | 東貴博                        | 東貴博                      | 東貴博                                                      | 東貴博が残留。 |
| 2006年10月2日 - 2008年8月29日   | 東貴博                      | 東貴博                          | 東貴博                        | 東貴博                      | 山里亮太 （南海キャンディーズ）                             | 平日ワイドがヤンピースに交代。                                                                                         |
| 2008年9月1日 - 2008年9月5日     | 大沢あかね 新保友映         | マリエ 新保友映                 | 山本梓 新保友映               | ザブングル 新保友映         | 里田まい 新保友映                                           | 平日ワイドがヤンピーススペシャル ティーンズコイバナ学園に交代。                                                        |
| 2008年9月8日 - 2009年11月28日   | 星野卓也                    | 星野卓也                        | 星野卓也                      | 星野卓也                    | 星野卓也                                                    | 平日ワイドが星野卓也に交代。                                                                                           |
| 2009年11月30日 - 2009年12月26日 | 坂崎幸之助 吉田拓郎         | ゆず                            | ピストン西沢                  | 所ジョージ                  | 週替わり                                                    | 平日ワイドが『オールナイトニッポンGOLD』に交代。                                                                       |
| 2009年12月28日 - 2011年1月1日   | 坂崎幸之助 吉田拓郎         | ゆず                            | ピストン西沢                  | 所ジョージ                  | 新保友映                                                    | 金曜が新保友映に固定。                                                                                                 |
| 2011年1月3日 - 2011年3月25日    | 坂崎幸之助 吉田拓郎         | ゆず                            | ピストン西沢                  | 大竹しのぶ                  | 新保友映                                                    | 木曜が大竹しのぶに交代。                                                                                               |
| 2011年3月28日 - 2011年4月1日    | 坂崎幸之助 吉田拓郎         | ゆず                            | ピストン西沢                  | 大竹しのぶ                  | 週替わり                                                    | 金曜が週替わり枠となる。                                                                                               |
| 2011年4月4日 - 2012年4月8日     | 坂崎幸之助 吉田拓郎         | ゆず                            | 広瀬香美                      | 大竹しのぶ                  | 週替わり                                                    | 水曜が広瀬香美に交代。                                                                                                 |
| 2011年4月11日 - 2012年3月31日   | 坂崎幸之助 吉田拓郎         | ゆず                            | 広瀬香美                      | 大竹しのぶ                  | 吉田尚記                                                    | 水曜が広瀬香美に交代。 金曜で吉田尚記による「app10.jp」を放送。                                                        |
| 2012年4月2日 - 2013年3月29日    | 坂崎幸之助 吉田拓郎         | ゆず                            | 広瀬香美                      | 大竹しのぶ                  | 45周年特別企画                                              | 金曜が週替わり枠となる。                                                                                               |
| 2013年4月1日 - 2013年10月4日    | 坂崎幸之助 吉田拓郎         | ゆず                            | 小島慶子                      | 大竹しのぶ                  | 45周年特別企画                                              | 水曜が小島慶子に交代。                                                                                                 |
| 2013年10月7日 - 2013年11月1日   | バカリズム                  | ゆず                            | 小島慶子 ミッツ･マングローブ  | 宮藤官九郎                  | 週替わり                                                    | 月曜がバカリズムに交代。 水曜にミッツ･マングローブが加入。 木曜が宮藤官九郎に交代。                                    |
| 2013年11月4日 - 2015年1月2日    | バカリズム                  | 宮藤官九郎                      | 小島慶子 ミッツ･マングローブ  | ゆず                        | 週替わり                                                    | 宮藤官九郎とゆずの放送曜日が入れ替わる。                                                                               |
| 2015年1月5日 - 2015年3月27日    | バカリズム                  | 宮藤官九郎                      | ミッツ･マングローブ           | ゆず                        | 週替わり                                                    | ミッツ･マングローブが残留。                                                                                            |
| 2015年3月30日 - 2015年9月25日   | バカリズム                  | 宮藤官九郎                      | ミッツ･マングローブ           | 久保ミツロウ 能町みね子     | 週替わり 広瀬香美                                           | 久保ミツロウと能町みね子が木曜で復帰。                                                                                 |
| 2015年9月29日 - 2016年3月25日   | 森山良子                    | 名取裕子 松田聖子               | 鈴木杏樹                      | 斉藤由貴                    | 週替わり 宮藤官九郎                                         | 月曜 - 木曜ワイドが『オールナイトニッポン MUSIC10』に交代。 宮藤官九郎が第1金曜に移動。                                |
| 2016年3月28日 - 2016年9月30日   | 森山良子                    | 名取裕子 松田聖子               | 鈴木杏樹                      | 斉藤由貴                    | 週替わり 宮藤官九郎 松任谷由実                              | 松任谷由実が第4金曜で復帰。                                                                                            |
| 2016年10月3日 - 2017年9月8日    | 森山良子                    | 名取裕子 松田聖子               | 鈴木杏樹                      | 斉藤由貴                    | 週替わり 宮藤官九郎 古舘伊知郎 松任谷由実                   | 金曜ワイドに古舘伊知郎が加入。                                                                                         |
| 2017年9月11日 - 2017年12月29日  | 森山良子                    | 名取裕子 松田聖子               | 鈴木杏樹                      | 週替わり                    | 週替わり 宮藤官九郎 古舘伊知郎 松任谷由実                   | 木曜が週替わり枠となる。                                                                                               |
| 2018年1月1日 - 2018年3月30日    | 森山良子                    | 名取裕子 松田聖子               | 鈴木杏樹                      | 渡辺満里奈                  | 週替わり 宮藤官九郎 古舘伊知郎 松任谷由実                   | 木曜が渡辺満里奈に固定。                                                                                               |
| 2018年4月2日 - 2019年3月29日    | 森山良子                    | 名取裕子                        | 鈴木杏樹                      | 渡辺満里奈                  | 週替わり 宮藤官九郎 古舘伊知郎 松任谷由実                   | 松田聖子が月1火曜を卒業。                                                                                              |
| 2019年4月1日 - 2019年6月28日    | 森山良子                    | 名取裕子                        | 鈴木杏樹                      | 渡辺満里奈                  | 週替わり 古舘伊知郎 松任谷由実                              | 宮藤官九郎が金曜ワイドを卒業。                                                                                         |
| 2019年7月1日 - 2020年3月27日    | 森山良子                    | 名取裕子                        | 鈴木杏樹                      | 渡辺満里奈                  | 週替わり 古舘伊知郎 ラブライブ!シリーズ 松任谷由実          | 古舘伊知郎が第1金曜に移動。 第3金曜をラブライブ!シリーズが担当。                                                       |
| 2020年3月30日 - 2020年6月26日   | 森山良子                    | 鈴木杏樹                        | 名取裕子 森高千里 岸谷香      | 渡辺満里奈                  | 週替わり 古舘伊知郎 吉田拓郎 松任谷由実                     | 鈴木杏樹と名取裕子の放送曜日が入れ替わる。 第2水曜を森高千里が担当。 第4水曜を岸谷香が担当。 吉田拓郎が第2金曜で復帰。 |
| 2020年6月29日 - 2020年9月25日   | 森山良子                    | 鈴木杏樹                        | 名取裕子 森高千里 岸谷香      | 渡辺満里奈                  | 週替わり 古舘伊知郎 吉田拓郎 ラブライブ!シリーズ 松任谷由実 | ラブライブ!シリーズが第3金曜で復帰。                                                                                   |
| 2020年9月28日 - 2022年3月25日   | 森山良子                    | 鈴木杏樹                        | 名取裕子 森高千里 岸谷香      | 渡辺満里奈                  | 週替わり 古舘伊知郎 吉田拓郎 松任谷由実 ラブライブ!シリーズ | 松任谷由実が第3金曜に移動。 ラブライブ!シリーズが最終金曜に移動。                                                      |
| 2022年3月28日 - 2023年3月31日   | 森山良子                    | 鈴木杏樹                        | 名取裕子 森高千里 岸谷香      | 渡辺満里奈                  | 週替わり MISIA 吉田拓郎 松任谷由実 ラブライブ!シリーズ      | MISIAが第1金曜で復帰。                                                                                                 |
| 2023年4月3日 - 2025年3月28日    | 森山良子                    | 鈴木杏樹                        | 名取裕子 森高千里 岸谷香      | 渡辺満里奈                  | 週替わり あいみょん 松任谷由実 ラブライブ!シリーズ          | 第1金曜をあいみょんに交代。                                                                                            |
| 2025年3月31日 - 現在            | 森山良子                    | 鈴木杏樹                        | 名取裕子 森高千里 岸谷香      | 渡辺満里奈                  | 週替わり あいみょん 松任谷由実                              | ラブライブ!シリーズが金曜ワイドを卒業。                                                                                |

| 平日ワイド(24時台)            | 平日ワイド(24時台)            | 平日ワイド(24時台)              | 平日ワイド(24時台)            | 平日ワイド(24時台)            | 平日ワイド(24時台)                    | 平日ワイド(24時台)                                                             |
| 期間                          | パーソナリティ・番組名        | パーソナリティ・番組名          | パーソナリティ・番組名        | パーソナリティ・番組名        | パーソナリティ・番組名                | 備考                                                                           |
| 期間                          | 月                            | 火                              | 水                            | 木                            | 金                                    | 備考                                                                           |
| ----------------------------- | ----------------------------- | ------------------------------- | ----------------------------- | ----------------------------- | ------------------------------------- | ------------------------------------------------------------------------------ |
| 1981年11月2日 - 1982年10月1日 | 塚越孝                        | 塚越孝                          | 塚越孝                        | 塚越孝                        | 林家こぶ平                            | 平日ワイドが24時台に進出。                                                     |
| 1982年10月4日 - 1983年4月29日 | 塚越孝                        | 塚越孝                          | 塚越孝                        | 塚越孝                        | 上柳昌彦                              |                                                                                |
| 1983年5月2日 - 1984年2月3日   | (ミニ番組)                    | (ミニ番組)                      | (ミニ番組)                    | (ミニ番組)                    | コント赤信号                          | 平日ワイドが大幅に変更。                                                       |
| 1984年2月6日 - 1986年10月3日  | (ミニ番組)                    | (ミニ番組)                      | (ミニ番組)                    | (ミニ番組)                    | 伊藤政則                              |                                                                                |
| 1986年10月6日 - 1990年3月30日 | (ミニ番組)                    | (ミニ番組)                      | (ミニ番組)                    | (ミニ番組)                    | 関根勤                                |                                                                                |
| 1990年4月2日 - 1991年2月22日  | 内海ゆたお                    | 内海ゆたお                      | 内海ゆたお                    | 内海ゆたお                    | B21スペシャル                         |                                                                                |
| 1991年2月25日 - 1991年3月1日  | 内海ゆたお                    | 内海ゆたお                      | 内海ゆたお                    | 内海ゆたお                    | 伊集院光                              |                                                                                |
| 1991年3月4日 - 1994年3月25日  | 伊集院光                      | 伊集院光                        | 伊集院光                      | 伊集院光                      | 伊集院光                              |                                                                                |
| 1994年3月28日 - 1995年4月28日 | 伊集院光                      | 伊集院光                        | 伊集院光                      | 伊集院光                      | 入江雅人                              |                                                                                |
| 1995年5月1日 - 1995年12月1日  | 荘口彰久                      | 荘口彰久                        | 荘口彰久                      | 荘口彰久                      | 入江雅人                              | 平日24時台がミッドナイトミュージックダンクに変更となる。                       |
| 1995年12月4日 - 1996年3月29日 | 井手功二 LFクールK 山岡和美   | 井手功二 LFクールK 山岡和美     | 井手功二 LFクールK 山岡和美   | 井手功二 LFクールK 山岡和美   | 入江雅人                              | ゲルゲットショッキングセンターが1時間延長。                                    |
| 1996年4月1日 - 1997年4月4日   | 井手功二 LFクールK 山岡和美   | 井手功二 LFクールK 山岡和美     | 井手功二 LFクールK 山岡和美   | 井手功二 LFクールK 山岡和美   | 海砂利水魚                            |                                                                                |
| 1997年4月7日 - 1997年9月26日  | 井手功二 LFクールK            | 井手功二 LFクールK              | 井手功二 LFクールK            | 井手功二 LFクールK            | 岩男潤子 荘口彰久                     |                                                                                |
| 1997年9月29日 - 1998年3月27日 | 井手功二 LFクールK 大賀埜々   | 井手功二 LFクールK 麻績村まゆ子 | 井手功二 LFクールK 仲間由紀恵 | 井手功二 LFクールK 江藤麻由   | 岩男潤子 荘口彰久                     |                                                                                |
| 1998年3月30日 - 1998年7月3日  | 井手功二 LFクールK 大賀埜々   | 井手功二 LFクールK 麻績村まゆ子 | 井手功二 LFクールK 森ひろこ   | 井手功二 LFクールK 江藤麻由   | LFクールK                             |                                                                                |
| 1998年7月6日 - 1999年3月26日  | 井手功二 LFクールK            | 井手功二 LFクールK              | 井手功二 LFクールK            | 井手功二 LFクールK            | LFクールK                             |                                                                                |
| 1999年3月29日 - 1999年10月1日 | LFクールK                     | LFクールK                       | LFクールK                     | LFクールK                     | (ミニ番組)                            | LFクールKが残留。                                                              |
| 1999年10月4日 - 2002年3月29日 | 荘口彰久                      | 荘口彰久                        | 荘口彰久                      | 荘口彰久 八反安未果           | (ミニ番組)                            | 平日24時台にLF+RフライングNIGHT!がスタート。                                   |
| 2002年4月1日 - 2003年9月27日  | グローバー バースデー喜多寺   | グローバー 弦エニシ             | グローバー マダム･ミハエル    | グローバー                    | (ミニ番組)                            | 平日24時台がグローバーのウラナイ!がスタート。                                  |
| 2002年9月30日 - 2003年3月28日 | グローバー バースデー喜多寺   | グローバー 弦エニシ             | グローバー マダム･ミハエル    | グローバー                    | 堀内健 ビビる大木                     |                                                                                |
| 2003年3月31日 - 2005年7月2日  | 上田晋也 （くりぃむしちゅー） | 上田晋也 （くりぃむしちゅー）   | 上田晋也 （くりぃむしちゅー） | 上田晋也 （くりぃむしちゅー） | (ミニ番組)                            | 平日24時台に知ってる?24時。がスタート。                                        |
| 2005年7月4日 - 2006年3月31日  | 増田英彦 （ますだおかだ）     | 増田英彦 （ますだおかだ）       | 増田英彦 （ますだおかだ）     | 増田英彦 （ますだおかだ）     | (ミニ番組)                            | 平日24時台が増田英彦に交代。                                                   |
| 2006年4月3日 - 2007年3月30日  | 吉田尚記                      | 吉田尚記                        | 吉田尚記                      | 吉田尚記                      | (ミニ番組)                            | 平日24時台にミューコミがスタート。                                             |
| 2007年4月2日 - 2009年3月28日  | 吉田尚記                      | 吉田尚記                        | 吉田尚記                      | 吉田尚記 田中理恵             | (ミニ番組)                            | 木曜24時台に田中理恵が加入。                                                   |
| 2009年3月30日 - 2010年1月2日  | 星野卓也 吉田尚記             | 星野卓也 吉田尚記               | 星野卓也 吉田尚記             | 星野卓也 吉田尚記             | (ミニ番組)                            | 平日24時台に宇宙GメンEXがスタート。                                            |
| 2010年1月4日 - 2013年3月29日  | 吉田尚記                      | 吉田尚記                        | 吉田尚記                      | 吉田尚記                      | (ミニ番組)                            | 平日24時台にミュ〜コミ+プラスがスタート。                                      |
| 2013年4月1日 - 2018年3月23日  | 吉田尚記 松井玲奈             | 吉田尚記 田所あずさ             | 吉田尚記                      | 吉田尚記                      | (ミニ番組)                            | 月曜24時台に松井玲奈が加入。 火曜24時台に田所あずさが加入。                    |
| 2018年3月26日 - 2019年3月29日 | 吉田尚記                      | 吉田尚記 田所あずさ             | 吉田尚記                      | 吉田尚記                      | (ミニ番組)                            | 松井玲奈が月曜24時台を卒業。                                                   |
| 2019年4月1日 - 2019年8月30日  | 吉田尚記                      | 吉田尚記 田所あずさ             | 吉田尚記                      | 吉田尚記                      | 山下健二郎 （三代目 J SOUL BROTHERS） | 金曜24時台が三代目 J SOUL BROTHERSの山下健二郎に交代。                         |
| 2019年9月2日 - 2020年2月7日   | 吉田尚記 西井万理那           | 吉田尚記 田所あずさ             | 吉田尚記                      | 吉田尚記                      | 山下健二郎 （三代目 J SOUL BROTHERS） | 月曜24時台に西井万理那が加入。                                                 |
| 2020年2月10日 - 2020年4月3日  | 吉田尚記 西井万理那           | 吉田尚記 田所あずさ             | 吉田尚記 三田美吹             | 吉田尚記                      | 山下健二郎 （三代目 J SOUL BROTHERS） | 水曜24時台に三田美吹が加入。                                                   |
| 2020年4月6日 - 2021年3月26日  | 吉田尚記 西井万理那           | 吉田尚記 末吉9太郎              | 吉田尚記 三田美吹             | 吉田尚記                      | 山下健二郎 （三代目 J SOUL BROTHERS） | 火曜24時台が末吉9太郎に交代。                                                  |
| 2021年3月29日 - 2022年3月25日 | ENHYPEN                       | YOASOBI                         | フワちゃん                    | ぺこぱ                        | 週替わり                              | 平日24時台が「オールナイトニッポンX」に交代。                                  |
| 2022年3月28日 - 2024年3月29日 | 山田裕貴                      | 長屋晴子 （緑黄色社会）         | JO1                           | 週替わり 高橋文哉             | EXIT                                  | 平日24時台が大幅に交代。                                                       |
| 2024年4月1日 - 2025年3月28日  | キタニタツヤ                  | 高橋文哉                        | JO1                           | 松田好花 （日向坂46）         | （なにわ男子）                        | 平日24時台が大幅に交代。 金曜Xを廃止しなにわ男子に交代。                       |
| 2025年3月31日 - 2025年5月16日 | 永野芽郁                      | 高橋文哉                        | JO1                           | 松田好花 （日向坂46）         | 週替わり &TEAM                        | 月曜24時台が永野芽郁に交代。 金曜24時台が「オールナイトニッポンX」に再度交代。 |
| 2025年5月19日 - 2025年7月4日  | 週替わり                      | 高橋文哉                        | JO1                           | 松田好花 （日向坂46）         | 週替わり &TEAM                        | 月曜24時台が週替わり枠となる。                                                 |
| 2025年7月7日 - 現在           | FRUITS ZIPPER                 | 高橋文哉                        | JO1                           | 松田好花 （日向坂46）         | 週替わり &TEAM                        | 月曜24時台がFRUITS ZIPPERに交代。                                              |

| 1975年4月11日 - 1976年4月2日    | 高嶋秀武                        | 高嶋秀武                        | 高嶋秀武                        | 高嶋秀武                        | 高嶋秀武                                  | 高嶋秀武                                  | (ミニ番組)                            | (ミニ番組)                            | (ミニ番組)                            | (ミニ番組)                            | (ミニ番組)                            | (ミニ番組)                            | 金曜日にワイド番組が設置。                                                                                        |
| 1976年4月9日 - 1980年3月28日    | くり万太郎                      | くり万太郎                      | くり万太郎                      | くり万太郎                      | くり万太郎                                | くり万太郎                                | (ミニ番組)                            | (ミニ番組)                            | (ミニ番組)                            | (ミニ番組)                            | (ミニ番組)                            | (ミニ番組)                            | 金曜ワイドがくり万太郎に交代。                                                                                    |
| 1980年4月4日 - 1981年10月30日   | 塚越孝                          | 塚越孝                          | 塚越孝                          | 塚越孝                          | 塚越孝                                    | 塚越孝                                    | (ミニ番組)                            | (ミニ番組)                            | (ミニ番組)                            | (ミニ番組)                            | (ミニ番組)                            | (ミニ番組)                            | 金曜ワイドが塚越孝に交代。                                                                                        |
| 1981年11月2日 - 1982年10月1日   | 林家こぶ平                      | 林家こぶ平                      | 林家こぶ平                      | 林家こぶ平                      | 林家こぶ平                                | 林家こぶ平                                | 林家こぶ平                            | 林家こぶ平                            | 林家こぶ平                            | 林家こぶ平                            | 林家こぶ平                            | 林家こぶ平                            | 金曜ワイドが林家こぶ平に交代。                                                                                    |
| 1982年10月8日 - 1983年4月29日   | 上柳昌彦                        | 上柳昌彦                        | 上柳昌彦                        | 上柳昌彦                        | 上柳昌彦                                  | 上柳昌彦                                  | 上柳昌彦                              | 上柳昌彦                              | 上柳昌彦                              | 上柳昌彦                              | 上柳昌彦                              | 上柳昌彦                              | 金曜ワイドが上柳昌彦に交代。                                                                                      |
| 1983年5月6日 - 1984年2月3日     | コント赤信号                    | コント赤信号                    | コント赤信号                    | コント赤信号                    | コント赤信号                              | コント赤信号                              | コント赤信号                          | コント赤信号                          | コント赤信号                          | コント赤信号                          | コント赤信号                          | コント赤信号                          | 金曜ワイドがコント赤信号に交代。                                                                                  |
| 1984年2月10日 - 1986年10月3日   | 伊藤政則                        | 伊藤政則                        | 伊藤政則                        | 伊藤政則                        | 伊藤政則                                  | 伊藤政則                                  | 伊藤政則                              | 伊藤政則                              | 伊藤政則                              | 伊藤政則                              | 伊藤政則                              | 伊藤政則                              | 金曜ワイドがTOKYOベストヒットに交代。                                                                             |
| 1986年10月10日 - 1989年3月31日  | 関根勤                          | 関根勤                          | 関根勤                          | 関根勤                          | 関根勤                                    | 関根勤                                    | 関根勤                                | 関根勤                                | 関根勤                                | 関根勤                                | 関根勤                                | 関根勤                                | 金曜ワイドが関根勤に交代。                                                                                        |
| 1989年4月7日 - 1990年3月30日    | GENJI                           | 関根勤                          | 関根勤                          | 関根勤                          | 関根勤                                    | 関根勤                                    | 関根勤                                | 関根勤                                | 関根勤                                | 関根勤                                | 関根勤                                | 関根勤                                | 金曜22時前半枠がGENJIに交代。                                                                                     |
| 1990年4月6日 - 1991年2月22日    | GENJI                           | B21スペシャル                   | B21スペシャル                   | B21スペシャル                   | B21スペシャル                             | B21スペシャル                             | B21スペシャル                         | B21スペシャル                         | B21スペシャル                         | B21スペシャル                         | B21スペシャル                         | B21スペシャル                         | 金曜ワイドがB21スペシャルに交代。                                                                                 |
| 1991年3月1日 - 1994年4月5日     | GENJI                           | 伊集院光                        | 伊集院光                        | 伊集院光                        | 伊集院光                                  | 伊集院光                                  | 伊集院光                              | 伊集院光                              | 伊集院光                              | 伊集院光                              | 伊集院光                              | 伊集院光                              | 金曜ワイドが伊集院光に交代。                                                                                      |
| 1991年4月12日 - 1994年3月25日   | 伊集院光                        | 伊集院光                        | 伊集院光                        | 伊集院光                        | 伊集院光                                  | 伊集院光                                  | 伊集院光                              | 伊集院光                              | 伊集院光                              | 伊集院光                              | 伊集院光                              | 伊集院光                              | 金曜ワイドが30分拡大。                                                                                            |
| 1994年4月1日 - 1995年9月29日    | 入江雅人                        | 入江雅人                        | 入江雅人                        | 入江雅人                        | 入江雅人                                  | 入江雅人                                  | 入江雅人                              | 入江雅人                              | 入江雅人                              | 入江雅人                              | 入江雅人                              | 入江雅人                              | 金曜ワイドが入江雅人に交代。                                                                                      |
| 1995年10月6日 - 1996年3月29日   | V6 ジャニーズJr.                | 入江雅人                        | 入江雅人                        | 入江雅人                        | 入江雅人                                  | 入江雅人                                  | 入江雅人                              | 入江雅人                              | 入江雅人                              | 入江雅人                              | 入江雅人                              | 入江雅人                              | 金曜22時前半枠がV6とジャニーズJr.に交代。                                                                         |
| 1996年4月5日 - 1997年4月4日     | 海砂利水魚                      | 海砂利水魚                      | 海砂利水魚                      | 海砂利水魚                      | 海砂利水魚                                | 海砂利水魚                                | 海砂利水魚                            | 海砂利水魚                            | 海砂利水魚                            | LFクールK                             | LFクールK                             | LFクールK                             | 金曜ワイドが海砂利水魚に交代。                                                                                    |
| 1997年4月11日 - 1998年3月27日   | 岩男潤子 荘口彰久               | 岩男潤子 荘口彰久               | 岩男潤子 荘口彰久               | 岩男潤子 荘口彰久               | 岩男潤子 荘口彰久                         | 岩男潤子 荘口彰久                         | 岩男潤子 荘口彰久                     | 岩男潤子 荘口彰久                     | 岩男潤子 荘口彰久                     | LFクールK                             | LFクールK                             | LFクールK                             | 金曜ワイドが岩男潤子と荘口彰久に交代。                                                                            |
| 1998年4月3日 - 1998年10月2日    | LFクールK                       | LFクールK                       | LFクールK                       | LFクールK                       | LFクールK                                 | LFクールK                                 | LFクールK                             | LFクールK                             | LFクールK                             | LFクールK                             | LFクールK                             | LFクールK                             | 金曜ワイドがLFクールKに交代。                                                                                     |
| 1998年10月9日 - 1999年3月26日   | LFクールK                       | LFクールK                       | LFクールK                       | LFクールK                       | LFクールK                                 | LFクールK                                 | LFクールK                             | LFクールK                             | LFクールK                             | TKワールド                            | TKワールド                            | TKワールド                            | 金曜24時後半枠が小室哲哉によるTKワールドに交代。                                                                  |
| 1999年4月2日 - 2000年3月30日    | ネプチューン                    | ネプチューン                    | ネプチューン                    | ネプチューン                    | ネプチューン                              | ネプチューン                              | 田中麗奈                              | 田中麗奈                              | 田中麗奈                              | 洋楽フライングビート                  | 洋楽フライングビート                  | 荘口彰久                              | 金曜ワイドがネプチューンに交代。 金曜24時台にミニ番組が設置。                                                     |
| 2000年4月7日 - 2001年9月28日    | ネプチューン                    | ネプチューン                    | ネプチューン                    | ネプチューン                    | ネプチューン                              | ネプチューン                              | 小柳ゆき                              | 小柳ゆき                              | Dragon Ash                            | Dragon Ash                            | 吉田尚記                              | 吉田尚記                              | 金曜24時台が総入れ替え                                                                                            |
| 2001年10月5日 - 2002年9月27日   | ネプチューン                    | ネプチューン                    | ネプチューン                    | ネプチューン                    | ネプチューン                              | ネプチューン                              | 小柳ゆき                              | 小柳ゆき                              | 島袋寛子 （SPEED）                    | 島袋寛子 （SPEED）                    | 吉田尚記                              | 吉田尚記                              | 金曜24:20枠がSPEEDの島袋寛子に交代。                                                                              |
| 2002年10月4日 - 2003年3月28日   | 堀内健 ビビる大木               | 堀内健 ビビる大木               | 堀内健 ビビる大木               | 堀内健 ビビる大木               | 堀内健 ビビる大木                         | 堀内健 ビビる大木                         | 堀内健 ビビる大木                     | 堀内健 ビビる大木                     | 堀内健 ビビる大木                     | 堀内健 ビビる大木                     | 堀内健 ビビる大木                     | 堀内健 ビビる大木                     | 金曜ワイドが堀内健とビビる大木に交代。                                                                            |
| 2003年4月4日 - 2003年9月26日    | 長渕剛                          | 長渕剛                          | 長渕剛                          | 長渕剛                          | 長渕剛                                    | 長渕剛                                    | BoA                                   | BoA                                   | CHARCOAL FILTER                       | CHARCOAL FILTER                       | 吉田尚記                              | 吉田尚記                              | 金曜ワイドが長渕剛に交代。 金曜24時台にミニ番組が再設置。                                                         |
| 2003年10月3日 - 2003年10月31日  | 週替わり                        | 週替わり                        | 週替わり                        | 週替わり                        | 週替わり                                  | 週替わり                                  | BoA                                   | BoA                                   | CHARCOAL FILTER                       | CHARCOAL FILTER                       | 吉田尚記                              | 吉田尚記                              | 金曜ワイドが週替わり枠となる。                                                                                    |
| 2003年11月7日 - 2004年3月26日   | SHOGO                           | SHOGO                           | SHOGO                           | SHOGO                           | SHOGO                                     | SHOGO                                     | BoA                                   | BoA                                   | CHARCOAL FILTER                       | CHARCOAL FILTER                       | 吉田尚記                              | 吉田尚記                              | 金曜ワイドがSHOGOで固定。                                                                                         |
| 2004年4月2日 - 2004年9月25日    | 垣花正                          | 垣花正                          | 垣花正                          | 垣花正                          | 垣花正                                    | 垣花正                                    | 山本麻祐子                            | 山本麻祐子                            | 美少女クラブ21 ↓ 美少女クラブ31       | 美少女クラブ21 ↓ 美少女クラブ31       | 吉田尚記                              | 吉田尚記                              | 金曜ワイドが垣花正に交代。                                                                                        |
| 2004年9月28日 - 2005年3月18日   | 垣花正                          | 垣花正                          | 垣花正                          | 垣花正                          | 垣花正                                    | 垣花正                                    | 有田哲平 （くりぃむしちゅー）         | 有田哲平 （くりぃむしちゅー）         | 美少女クラブ21 ↓ 美少女クラブ31       | 美少女クラブ21 ↓ 美少女クラブ31       | 吉田尚記                              | 吉田尚記                              | 金曜24:00枠がくりぃむしちゅーの有田哲平に交代。                                                                   |
| 2005年3月25日                   | 垣花正                          | 垣花正                          | 垣花正                          | 垣花正                          | 垣花正                                    | 垣花正                                    | 有田哲平 （くりぃむしちゅー）         | 有田哲平 （くりぃむしちゅー）         | ホリ                                  | ホリ                                  | 吉田尚記                              | 吉田尚記                              | 金曜24:20枠がホリに交代。                                                                                         |
| 2005年4月1日 - 2005年6月24日    | デーモン小暮 友近               | デーモン小暮 友近               | デーモン小暮 友近               | デーモン小暮 友近               | デーモン小暮 友近                         | デーモン小暮 友近                         | 有田哲平 （くりぃむしちゅー）         | 有田哲平 （くりぃむしちゅー）         | w-inds.                               | w-inds.                               | 吉田尚記                              | 吉田尚記                              | 金曜ワイドがデーモン小暮と友近に交代。 金曜24:20枠がw-inds.に交代。                                               |
| 2005年7月1日 - 2005年9月30日    | デーモン小暮 友近               | デーモン小暮 友近               | デーモン小暮 友近               | デーモン小暮 友近               | デーモン小暮 友近                         | デーモン小暮 友近                         | 岡田圭右 （ますだおかだ）             | 岡田圭右 （ますだおかだ）             | w-inds.                               | w-inds.                               | 吉田尚記                              | 吉田尚記                              | 金曜24:00枠がますだおかだの岡田圭右に交代。                                                                       |
| 2005年10月7日 - 2006年3月31日   | 東貴博 友近                     | 東貴博 友近                     | 東貴博 友近                     | 東貴博 友近                     | 東貴博 友近                               | 東貴博 友近                               | 岡田圭右 （ますだおかだ）             | 岡田圭右 （ますだおかだ）             | 川嶋あい                              | 川嶋あい                              | 吉田尚記                              | 吉田尚記                              | 金曜ワイドが東貴博に交代。 金曜24:20枠が川嶋あいに交代。                                                          |
| 2006年4月7日 - 2006年9月29日    | 東貴博                          | 東貴博                          | 東貴博                          | 東貴博                          | 東貴博                                    | 東貴博                                    | 岡田圭右 （ますだおかだ）             | 岡田圭右 （ますだおかだ）             | 川嶋あい                              | 川嶋あい                              | 吉田尚記                              | 吉田尚記                              | 東貴博が残留。 |
| 2006年10月6日 - 2007年3月30日   | 山里亮太 （南海キャンディーズ） | 山里亮太 （南海キャンディーズ） | 山里亮太 （南海キャンディーズ） | 山里亮太 （南海キャンディーズ） | 山里亮太 （南海キャンディーズ）           | 山里亮太 （南海キャンディーズ）           | 岡田圭右 （ますだおかだ）             | 岡田圭右 （ますだおかだ）             | 川嶋あい                              | 川嶋あい                              | 吉田尚記                              | 吉田尚記                              | 金曜ワイドは南海キャンディーズの山里亮太が担当。                                                                  |
| 2007年4月6日 - 2008年3月28日    | 山里亮太 （南海キャンディーズ） | 山里亮太 （南海キャンディーズ） | 山里亮太 （南海キャンディーズ） | 山里亮太 （南海キャンディーズ） | 山里亮太 （南海キャンディーズ）           | 山里亮太 （南海キャンディーズ）           | ますだおかだ                          | ますだおかだ                          | 川嶋あい                              | 川嶋あい                              | ほっしゃん。                          | ほっしゃん。                          | 金曜24:00枠に増田英彦が加入。 金曜24:40枠がほっしゃん。に交代。                                                   |
| 2008年4月4日 - 2008年8月29日    | 山里亮太 （南海キャンディーズ） | 山里亮太 （南海キャンディーズ） | 山里亮太 （南海キャンディーズ） | 山里亮太 （南海キャンディーズ） | 山里亮太 （南海キャンディーズ）           | ますだおかだ                              | ますだおかだ                          | 中川翔子                              | 中川翔子                              | 中川翔子                              | ほっしゃん。                          | ほっしゃん。                          | 金曜ワイドが10分縮小 ますだおかだが10分前倒し。 金曜24:10枠に中川翔子のGサイエンス!がスタート。                   |
| 2008年9月5日                    | 里田まい 新保友映               | 里田まい 新保友映               | 里田まい 新保友映               | 里田まい 新保友映               | 里田まい 新保友映                         | ますだおかだ                              | ますだおかだ                          | 中川翔子                              | 中川翔子                              | 中川翔子                              | ほっしゃん。                          | ほっしゃん。                          | 金曜ワイドが里田まいと新保友映に交代。                                                                            |
| 2008年9月12日 - 2008年9月26日   | 星野卓也                        | 星野卓也                        | 星野卓也                        | 星野卓也                        | 星野卓也                                  | ますだおかだ                              | ますだおかだ                          | 中川翔子                              | 中川翔子                              | 中川翔子                              | ほっしゃん。                          | ほっしゃん。                          | 金曜ワイドが星野卓也に交代。                                                                                      |
| 2008年10月3日 - 2009年3月27日   | 星野卓也                        | 星野卓也                        | 星野卓也                        | 星野卓也                        | 星野卓也                                  | 星野卓也                                  | ますだおかだ                          | ますだおかだ                          | 山本剛士                              | 中川翔子                              | 中川翔子                              | 中川翔子                              | 金曜ワイドが10分拡大 ますだおかだが24:00枠に戻る。 金曜24:20枠が山本剛士が担当。 中川翔子が金曜24:30枠に移動。    |
| 2009年4月3日 - 2009年10月2日    | 星野卓也                        | 星野卓也                        | 星野卓也                        | 星野卓也                        | 星野卓也                                  | 星野卓也                                  | ますだおかだ                          | ますだおかだ                          | 石原剛                                | 中川翔子                              | 中川翔子                              | 中川翔子                              | 金曜24:20枠が石原剛に交代。                                                                                       |
| 2009年10月9日 - 2009年11月27日  | 星野卓也                        | 星野卓也                        | 星野卓也                        | 星野卓也                        | 星野卓也                                  | 星野卓也                                  | ますだおかだ                          | ますだおかだ                          | ノースリーブス                        | 中川翔子                              | 中川翔子                              | 中川翔子                              | 金曜24:20枠がノースリーブスに交代。                                                                               |
| 2009年12月4日 - 2009年12月28日  | 週替わり                        | 週替わり                        | 週替わり                        | はる                            | 亀梨和也 （KAT-TUN）                      | 亀梨和也 （KAT-TUN）                      | ますだおかだ                          | ますだおかだ                          | ノースリーブス                        | 中川翔子                              | 中川翔子                              | 中川翔子                              | 金曜ワイドが週替わり枠となる。 金曜23時台後半にミニ番組が設置。                                                   |
| 2010年1月1日 - 2010年4月2日     | 新保友映                        | 新保友映                        | 新保友映                        | はる                            | 亀梨和也 （KAT-TUN）                      | 亀梨和也 （KAT-TUN）                      | ますだおかだ                          | ますだおかだ                          | ノースリーブス                        | 中川翔子                              | 中川翔子                              | 中川翔子                              | 金曜ワイドが新保友映に固定。                                                                                      |
| 2010年4月9日 - 2011年3月25日    | 新保友映                        | 新保友映                        | 新保友映                        | はる                            | 亀梨和也 （KAT-TUN）                      | 亀梨和也 （KAT-TUN）                      | ますだおかだ                          | ますだおかだ                          | ノースリーブス                        | ノースリーブス                        | 金子ノブアキ                          | 金子ノブアキ                          | 金曜24:20枠が10分拡大する。 金曜24:40枠は金子ノブアキが担当。                                                     |
| 2011年4月1日 - 2011年4月8日     | 週替わり                        | 週替わり                        | 週替わり                        | はる                            | 亀梨和也 （KAT-TUN）                      | 亀梨和也 （KAT-TUN）                      | ますだおかだ                          | ますだおかだ                          | ノースリーブス                        | ノースリーブス                        | 土田晃之                              | 土田晃之                              | 金曜ワイドが週替わり枠となる。 金曜24:40枠が土田晃之に交代。                                                      |
| 2011年4月15日 - 2011年9月30日   | 吉田尚記                        | 吉田尚記                        | 吉田尚記                        | はる                            | 亀梨和也 （KAT-TUN）                      | 亀梨和也 （KAT-TUN）                      | ますだおかだ                          | ますだおかだ                          | ノースリーブス                        | ノースリーブス                        | 土田晃之                              | 土田晃之                              | 金曜ワイドが吉田尚記に固定。                                                                                      |
| 2011年10月7日 - 2012年3月30日   | 吉田尚記                        | 吉田尚記                        | 吉田尚記                        | はる                            | 田口淳之介 （KAT-TUN） 田中聖 （KAT-TUN） | 田口淳之介 （KAT-TUN） 田中聖 （KAT-TUN） | ますだおかだ                          | ますだおかだ                          | Fairies                               | Fairies                               | ノースリーブス                        | ノースリーブス                        | 金曜23:40枠がKAT-TUNの田口淳之介と田中聖に交代。 ノースリーブスが金曜24:40枠に移動。 金曜24:20枠はFairiesが担当。 |
| 2012年4月6日 - 2013年3月29日    | 45周年特別企画                  | 45周年特別企画                  | 45周年特別企画                  | 45周年特別企画                  | 45周年特別企画                            | はる                                      | 剛力彩芽                              | 剛力彩芽                              | Fairies                               | Fairies                               | ノースリーブス                        | ノースリーブス                        | 金曜ワイドが週替わり枠となる。 はるが金曜23:50枠に移動。                                                          |
| 2013年4月5日 - 2013年10月4日    | 45周年特別企画                  | 45周年特別企画                  | 45周年特別企画                  | 広瀬香美                        | 広瀬香美                                  | 広瀬香美                                  | 剛力彩芽                              | 剛力彩芽                              | Fairies                               | Fairies                               | ノースリーブス                        | ノースリーブス                        | 金曜ワイドが20分縮小。                                                                                            |
| 2013年10月11日 - 2013年12月27日 | 週替わり                        | 週替わり                        | 週替わり                        | 広瀬香美                        | 広瀬香美                                  | 広瀬香美                                  | 剛力彩芽                              | 剛力彩芽                              | Fairies                               | Fairies                               | ノースリーブス                        | ノースリーブス                        | |
| 2014年1月3日 - 2014年3月28日    | 週替わり                        | 週替わり                        | 週替わり                        | 広瀬香美                        | 広瀬香美                                  | 広瀬香美                                  | ノースリーブス                        | ノースリーブス                        | Fairies                               | Fairies                               | 剛力彩芽                              | 剛力彩芽                              | ノースリーブスと剛力彩芽の放送枠が入れ替わる。                                                                    |
| 2014年4月4日 - 2015年3月27日    | 週替わり                        | 週替わり                        | 週替わり                        | 広瀬香美                        | 広瀬香美                                  | 広瀬香美                                  | 剛力彩芽                              | 剛力彩芽                              | Fairies                               | Fairies                               | 古坂大魔王                            | 古坂大魔王                            | 剛力彩芽が金曜24:00枠に移動。 金曜24:40枠は古坂大魔王が担当。                                                     |
| 2015年4月3日 - 2015年9月27日    | 週替わり                        | 週替わり                        | 週替わり                        | 週替わり                        | 週替わり                                  | 週替わり                                  | 剛力彩芽                              | 剛力彩芽                              | Fairies                               | Fairies                               | 古坂大魔王                            | 古坂大魔王                            | 金曜ワイドが30分拡大。                                                                                            |
| 2015年10月2日 - 2016年3月25日   | オールナイトニッポンGOLD        | オールナイトニッポンGOLD        | オールナイトニッポンGOLD        | オールナイトニッポンGOLD        | オールナイトニッポンGOLD                  | オールナイトニッポンGOLD                  | 剛力彩芽                              | 剛力彩芽                              | Fairies                               | Fairies                               | 長嶋トモヒコ （ダーリンハニー）       | 長嶋トモヒコ （ダーリンハニー）       | 金曜24:40枠がダーリンハニーの長嶋トモヒコに交代。                                                                 |
| 2016年4月1日 - 2017年3月31日    | オールナイトニッポンGOLD        | オールナイトニッポンGOLD        | オールナイトニッポンGOLD        | オールナイトニッポンGOLD        | オールナイトニッポンGOLD                  | オールナイトニッポンGOLD                  | 剛力彩芽                              | 剛力彩芽                              | 欅坂46                                | 欅坂46                                | 能町みね子                            | 能町みね子                            | 金曜24:20枠が欅坂46に交代。 金曜24:40枠が能町みね子に交代。                                                       |
| 2017年4月7日 - 2019年3月29日    | オールナイトニッポンGOLD        | オールナイトニッポンGOLD        | オールナイトニッポンGOLD        | オールナイトニッポンGOLD        | オールナイトニッポンGOLD                  | オールナイトニッポンGOLD                  | 剛力彩芽                              | 剛力彩芽                              | 欅坂46                                | 欅坂46                                | 上白石萌音                            | 上白石萌音                            | 金曜24:40枠が上白石萌音に交代。                                                                                   |
| 2019年4月5日 - 2021年3月26日    | オールナイトニッポンGOLD        | オールナイトニッポンGOLD        | オールナイトニッポンGOLD        | オールナイトニッポンGOLD        | オールナイトニッポンGOLD                  | オールナイトニッポンGOLD                  | 山下健二郎 （三代目 J SOUL BROTHERS） | 山下健二郎 （三代目 J SOUL BROTHERS） | 山下健二郎 （三代目 J SOUL BROTHERS） | 山下健二郎 （三代目 J SOUL BROTHERS） | 山下健二郎 （三代目 J SOUL BROTHERS） | 山下健二郎 （三代目 J SOUL BROTHERS） | 金曜24時台が三代目 J SOUL BROTHERSの山下健二郎に交代。                                                            |
| 2021年4月2日 - 2024年3月29日    | オールナイトニッポンGOLD        | オールナイトニッポンGOLD        | オールナイトニッポンGOLD        | オールナイトニッポンGOLD        | オールナイトニッポンGOLD                  | オールナイトニッポンGOLD                  | オールナイトニッポンX                 | オールナイトニッポンX                 | オールナイトニッポンX                 | オールナイトニッポンX                 | オールナイトニッポンX                 | オールナイトニッポンX                 | 金曜24時台が「オールナイトニッポンX」に交代。                                                                     |
| 2024年4月5日 - 2025年3月28日    | オールナイトニッポンGOLD        | オールナイトニッポンGOLD        | オールナイトニッポンGOLD        | オールナイトニッポンGOLD        | オールナイトニッポンGOLD                  | オールナイトニッポンGOLD                  | なにわ男子                            | なにわ男子                            | なにわ男子                            | なにわ男子                            | なにわ男子                            | なにわ男子                            | 金曜24時台がなにわ男子に交代。                                                                                    |
| 2025年4月4日 - 現在             | オールナイトニッポンGOLD        | オールナイトニッポンGOLD        | オールナイトニッポンGOLD        | オールナイトニッポンGOLD        | オールナイトニッポンGOLD                  | オールナイトニッポンGOLD                  | オールナイトニッポンX                 | オールナイトニッポンX                 | オールナイトニッポンX                 | オールナイトニッポンX                 | オールナイトニッポンX                 | オールナイトニッポンX                 | 金曜24時台が「オールナイトニッポンX」に再度交代。                                                                 |

| 土曜ワイド                     | 土曜ワイド                            | 土曜ワイド                | 土曜ワイド             | 土曜ワイド                    | 土曜ワイド                    | 土曜ワイド                    | 土曜ワイド                                                                       |
| 期間                           | パーソナリティ・番組名                | パーソナリティ・番組名    | パーソナリティ・番組名 | パーソナリティ・番組名        | パーソナリティ・番組名        | パーソナリティ・番組名        | 備考                                                                             |
| 期間                           | 22:00                                 | 22:30                     | 23:00                  | 23:30                         | 24:00                         | 24:30                         | 備考                                                                             |
| ------------------------------ | ------------------------------------- | ------------------------- | ---------------------- | ----------------------------- | ----------------------------- | ----------------------------- | -------------------------------------------------------------------------------- |
| 1974年4月20日 - 1980年4月5日   | 不明                                  | 不明                      | せんだみつお           | せんだみつお                  | せんだみつお                  | せんだみつお                  | 土曜日にワイド番組が設置。                                                       |
| 1980年4月12日 - 1983年4月30日  | 不明                                  | 不明                      | 所ジョージ             | 所ジョージ                    | 所ジョージ                    | 所ジョージ                    | 土曜ワイドが所ジョージに交代。                                                   |
| 1983年5月7日 - 1988年3月26日   | 不明                                  | 不明                      | 明石家さんま           | 明石家さんま                  | 明石家さんま                  | 明石家さんま                  | 土曜ワイドが明石家さんまに交代。                                                 |
| 1988年4月2日 - 1990年4月7日    | 不明                                  | 不明                      | 渡辺正行               | 渡辺正行                      | 渡辺正行                      | 渡辺正行                      | 土曜ワイドが渡辺正行に交代。                                                     |
| 1990年4月14日 - 1990年10月6日  | 不明                                  | 不明                      | 森川由加里             | 森川由加里                    | 森川由加里                    | 森川由加里                    | 土曜ワイドが森川由加里に交代。                                                   |
| 1990年10月13日 - 1991年3月30日 | 不明                                  | 不明                      | 森脇健児 山田雅人      | 森脇健児 山田雅人             | 森脇健児 山田雅人             | 森脇健児 山田雅人             | 土曜ワイドが森脇健児と山田雅人に交代。                                           |
| 1991年4月6日 - 1992年4月4日    | UL-SAYS                               | UL-SAYS                   | UL-SAYS                | UL-SAYS                       | UL-SAYS                       | UL-SAYS                       | 土曜ワイドが1時間拡大。                                                          |
| 1992年4月11日 - 1993年4月3日   | 牧瀬里穂                              | 観月ありさ                | 浅草キッド             | 浅草キッド                    | 浅草キッド                    | 浅草キッド                    | 土曜22時台にミニ番組が設置。                                                     |
| 1993年4月10日 - 1994年4月2日   | 牧瀬里穂                              | 観月ありさ                | 西田ひかる             | 浅草キッド                    | 浅草キッド                    | 浅草キッド                    | 土曜23時前半枠が西田ひかるに交代。                                               |
| 1994年4月9日 - 1994年10月8日   | 牧瀬里穂                              | 観月ありさ                | 中山美穂               | 浅草キッド                    | 浅草キッド                    | 浅草キッド                    | 土曜23時前半枠が中山美穂に交代。                                                 |
| 1994年10月15日 - 1995年3月25日 | 牧瀬里穂                              | 観月ありさ                | 中山美穂               | ぜんじろう                    | ぜんじろう                    | ぜんじろう                    | 土曜ワイドがぜんじろうに交代。                                                   |
| 1995年4月1日 - 1995年6月24日   | 牧瀬里穂                              | 観月ありさ                | 中山美穂               | 後藤鮪郎                      | 後藤鮪郎                      | 後藤鮪郎                      | 土曜ワイドが後藤鮪郎に交代。                                                     |
| 1995年7月1日 - 1995年10月7日   | 牧瀬里穂                              | 観月ありさ                | 中居正広 （SMAP）      | 後藤鮪郎                      | 後藤鮪郎                      | 後藤鮪郎                      | 土曜23時前半枠がSMAPの中居正広に交代。                                           |
| 1995年10月14日 - 1996年6月29日 | 牧瀬里穂                              | KinKi Kids                | 中居正広 （SMAP）      | ドリアン助川                  | ドリアン助川                  | ドリアン助川                  | 土曜22時後半枠がKinKi Kidsに交代。 土曜ワイドがドリアン助川に交代。              |
| 1996年7月6日 - 1997年3月29日   | 笠原弘子 荘口彰久                     | KinKi Kids                | 中居正広 （SMAP）      | ドリアン助川                  | ドリアン助川                  | ドリアン助川                  | 土曜22時前半枠が笠原弘子と荘口彰久に交代。                                       |
| 1997年4月5日 - 1997年9月27日   | ジャニーズJr.                         | KinKi Kids                | 中居正広 （SMAP）      | ドリアン助川                  | ドリアン助川                  | ドリアン助川                  | 土曜22時前半枠がジャニーズJr.に交代。                                            |
| 1997年10月4日 - 1998年3月28日  | 横山智佐                              | KinKi Kids                | 中居正広 （SMAP）      | ドリアン助川                  | ドリアン助川                  | ドリアン助川                  | 土曜22時前半枠が横山智佐に交代。                                                 |
| 1998年4月4日 - 2000年3月18日   | 松岡昌宏 （TOKIO） 長瀬智也 （TOKIO） | KinKi Kids                | 中居正広 （SMAP）      | ドリアン助川                  | ドリアン助川                  | ドリアン助川                  | 土曜22時前半枠がTOKIOの松岡昌宏と長瀬智也に交代。                                |
| 2000年3月25日 - 2007年9月29日  | 松岡昌宏 （TOKIO） 長瀬智也 （TOKIO） | KinKi Kids                | 中居正広 （SMAP）      | 福山雅治                      | 福山雅治                      | 福山雅治                      | 土曜ワイドが福山雅治に交代。                                                     |
| 2007年10月6日 - 2008年3月29日  | 松岡昌宏 （TOKIO） 長瀬智也 （TOKIO） | 滝沢秀明 （タッキー&翼）  | 中居正広 （SMAP）      | 福山雅治                      | 福山雅治                      | 福山雅治                      | 土曜22時後半枠がタッキー&翼の滝沢秀明に交代。                                    |
| 2008年4月5日 - 2013年3月30日   | 松岡昌宏 （TOKIO）                    | 滝沢秀明 （タッキー&翼）  | 中居正広 （SMAP）      | 福山雅治                      | 福山雅治                      | 福山雅治                      | TOKIOの松岡昌宏が残留。                                                          |
| 2013年4月6日 - 2014年3月29日   | 杏                                    | 滝沢秀明 （タッキー&翼）  | 中居正広 （SMAP）      | 福山雅治                      | 福山雅治                      | 福山雅治                      | 土曜22時前半枠が杏に交代。                                                       |
| 2014年4月5日 - 2015年3月28日   | 大倉忠義 （関ジャニ∞）                | 滝沢秀明 （タッキー&翼）  | 中居正広 （SMAP）      | 福山雅治                      | 福山雅治                      | 福山雅治                      | 土曜22時前半枠が関ジャニ∞の大倉忠義に交代。                                      |
| 2015年4月4日 - 2015年12月26日  | 大原櫻子                              | 滝沢秀明 （タッキー&翼）  | 中居正広 （SMAP）      | 大倉忠義 （関ジャニ∞） 高橋優 | 大倉忠義 （関ジャニ∞） 高橋優 | 大倉忠義 （関ジャニ∞） 高橋優 | 土曜22時前半枠が大原櫻子に交代。 土曜ワイドが関ジャニ∞の大倉忠義と高橋優に交代。 |
| 2016年1月2日 - 2016年3月26日   | いきものがかり                        | 滝沢秀明 （タッキー&翼）  | 中居正広 （SMAP）      | 大倉忠義 （関ジャニ∞） 高橋優 | 大倉忠義 （関ジャニ∞） 高橋優 | 大倉忠義 （関ジャニ∞） 高橋優 | 土曜22時前半枠がいきものがかりに交代。                                           |
| 2016年4月2日 - 2016年9月24日   | 清水富美加                            | 滝沢秀明 （タッキー&翼）  | 中居正広 （SMAP）      | 大倉忠義 （関ジャニ∞） 高橋優 | 大倉忠義 （関ジャニ∞） 高橋優 | 大倉忠義 （関ジャニ∞） 高橋優 | 土曜22時前半枠が清水富美加に交代。                                               |
| 2016年10月1日 - 2018年12月29日 | 鈴木亮平                              | 滝沢秀明 （タッキー&翼）  | 中居正広 （SMAP）      | 大倉忠義 （関ジャニ∞） 高橋優 | 大倉忠義 （関ジャニ∞） 高橋優 | 大倉忠義 （関ジャニ∞） 高橋優 | 土曜22時前半枠が鈴木亮平に交代。                                                 |
| 2019年1月6日 - 2019年3月30日   | 鈴木亮平                              | 週替わり                  | 中居正広 （SMAP）      | 大倉忠義 （関ジャニ∞） 高橋優 | 大倉忠義 （関ジャニ∞） 高橋優 | 大倉忠義 （関ジャニ∞） 高橋優 | 土曜22時後半枠が週替わり枠になる。                                               |
| 2019年4月6日 - 2020年3月28日   | 鈴木亮平                              | 藤ヶ谷太輔 （Kis-My-Ft2） | 中居正広 （SMAP）      | 大倉忠義 （関ジャニ∞） 高橋優 | 大倉忠義 （関ジャニ∞） 高橋優 | 大倉忠義 （関ジャニ∞） 高橋優 | 土曜22時後半枠が藤ヶ谷太輔に固定。                                               |
| 2020年4月4日 - 2022年9月25日   | 鈴木亮平                              | 藤ヶ谷太輔 （Kis-My-Ft2） | 中居正広 （SMAP）      | SixTONES                      | SixTONES                      | SixTONES                      | 土曜ワイドがSixTONESに交代。                                                     |
| 2021年10月2日 - 2023年9月30日  | 松田好花 （日向坂46）                 | 藤ヶ谷太輔 （Kis-My-Ft2） | 中居正広 （SMAP）      | SixTONES                      | SixTONES                      | SixTONES                      | 土曜22時前半枠が松田好花に交代。                                                 |
| 2023年10月7日 - 2025年1月4日   | 僕が見たかった青空                    | 藤ヶ谷太輔 （Kis-My-Ft2） | 中居正広 （SMAP）      | SixTONES                      | SixTONES                      | SixTONES                      | 土曜22時前半枠が僕が見たかった青空に交代。                                       |
| 2025年1月11日 - 2025年3月29日  | 僕が見たかった青空                    | 藤ヶ谷太輔 （Kis-My-Ft2） | 週替わり               | SixTONES                      | SixTONES                      | SixTONES                      | 土曜23時前半枠が週替わり枠になる。                                               |
| 2025年4月5日 - 現在            | 僕が見たかった青空                    | なにわ男子                | なにわ男子             | SixTONES                      | SixTONES                      | SixTONES                      | 土曜22時後半枠がなにわ男子に交代。                                               |

### オールナイトニッポン

#### 月曜日～土曜日

##### 4時間時代
| オールナイトニッポン            | オールナイトニッポン   | オールナイトニッポン   | オールナイトニッポン   | オールナイトニッポン   | オールナイトニッポン   | オールナイトニッポン   | オールナイトニッポン                                                                                       |
| 期間                            | パーソナリティ・番組名 | パーソナリティ・番組名 | パーソナリティ・番組名 | パーソナリティ・番組名 | パーソナリティ・番組名 | パーソナリティ・番組名 | 備考 |
| 期間                            | 月                     | 火                     | 水                     | 木                     | 金                     | 土                     | 備考 |
| ------------------------------- | ---------------------- | ---------------------- | ---------------------- | ---------------------- | ---------------------- | ---------------------- | --- |
| 1967年10月2日 - 1968年10月12日  | 糸居五郎               | 斉藤安弘               | 高岡尞一郎             | 今仁哲夫               | 常木建男               | 高崎一郎               | 放送開始当時のパーソナリティ。                                                                             |
| 1968年10月14日 - 1968年12月28日 | 糸居五郎               | 斉藤安弘               | 高岡尞一郎             | 今仁哲夫               | 梶幹雄                 | 高崎一郎               | 金曜が梶幹雄に交代。                                                                                       |
| 1968年12月30日 - 1969年10月11日 | 糸居五郎               | 斉藤安弘               | 高岡尞一郎             | 高嶋秀武               | 梶幹雄                 | 高崎一郎               | 木曜が高嶋秀武に交代。                                                                                     |
| 1969年10月13日 - 1970年4月4日   | 糸居五郎               | 斉藤安弘               | 高岡尞一郎             | 高嶋秀武               | 今仁哲夫               | 亀渕昭信               | 今仁哲夫が金曜で復帰。 土曜が亀渕昭信に交代。                                                              |
| 1970年4月6日 - 1970年10月10日   | 糸居五郎               | 斉藤安弘               | 高岡尞一郎             | 天井邦夫               | 今仁哲夫               | 亀渕昭信               | 木曜が天井邦夫に交代。                                                                                     |
| 1970年10月12日 - 1971年4月17日  | 糸居五郎               | 斉藤安弘               | 高嶋秀武               | 天井邦夫               | 今仁哲夫               | 亀渕昭信               | 高嶋秀武が水曜で復帰。                                                                                     |
| 1971年4月19日 - 1972年1月1日    | 糸居五郎               | 斉藤安弘               | 天井邦夫               | 高嶋秀武               | 今仁哲夫               | 亀渕昭信               | 天井邦夫と高嶋秀武が曜日を入替。                                                                           |
| 1972年1月3日 - 1972年1月29日    | 糸居五郎               | 斉藤安弘               | 市川光興               | 高嶋秀武               | 今仁哲夫               | 亀渕昭信               | 水曜が市川光興に交代。                                                                                     |
| 1972年1月31日 - 1972年7月1日    | 糸居五郎               | 斉藤安弘               | 市川光興               | 山田晃市               | 今仁哲夫               | 亀渕昭信               | 木曜が山田晃市に交代。                                                                                     |
| 1972年7月3日 - 1972年10月21日   | 糸居五郎               | ビバカメショー         | ビバカメショー         | ビバカメショー         | ビバカメショー         | ビバカメショー         | 火～土 1部を亀渕昭信による「ビバカメショー」として放送。 2部を今仁哲夫による「ビバテツショー」として放送。 |
| 1972年7月3日 - 1972年10月21日   | 糸居五郎               | ビバテツショー         |                        |                        |                        |                        | 火～土 1部を亀渕昭信による「ビバカメショー」として放送。 2部を今仁哲夫による「ビバテツショー」として放送。 |
| 1972年10月23日 - 1972年12月30日 | ビバカメショー         | ビバカメショー         | ビバカメショー         | ビバカメショー         | ビバカメショー         | ビバカメショー         | 月曜も 1部を「ビバカメショー」 2部を「ビバテツショー」として放送。                                         |
| 1972年10月23日 - 1972年12月30日 | ビバテツショー         |                        |                        |                        |                        |                        | 月曜も 1部を「ビバカメショー」 2部を「ビバテツショー」として放送。                                         |
| 1973年1月2日 - 1973年6月30日    | ビバカメショー         | ビバカメショー         | ビバカメショー         | ビバカメショー         | ビバカメショー         | ビバカメショー         | 2部が池田健に交代、「ビバケンショー」として放送。                                                          |
| 1973年1月2日 - 1973年6月30日    | ビバケンショー         |                        |                        |                        |                        |                        | 2部が池田健に交代、「ビバケンショー」として放送。                                                          |
| 1973年7月2日 - 1973年9月29日    | 小林克也               | 泉谷しげる             | あのねのね             | 斉藤安弘               | カルメン               | 岸部シロー             | 毎日から毎週へ 木曜以外がアナウンサーからタレントに交代。 斉藤安弘が木曜で復帰。                           |
| 1973年10月1日 - 1973年12月29日  | 小林克也               | 泉谷しげる             | 毛利久                 | 斉藤安弘               | カルメン               | あのねのね             | 水曜を毛利久が担当。 あのねのねが土曜へ移動。                                                              |
| 1974年1月2日 - 1974年3月30日    | 及川伸一               | 泉谷しげる             | 毛利久                 | 斉藤安弘               | カルメン               | あのねのね             | 月曜が及川伸一に交代。                                                                                     |
| 1974年4月1日 - 1974年6月29日    | 及川伸一               | 諸口あきら             | 笑福亭鶴光             | 海援隊                 | カルメン               | あのねのね             | 火曜が諸口あきらに交代。 水曜が笑福亭鶴光に交代。 木曜が海援隊に交代。                                     |

##### 2部制時代

###### 第1部
| 第1部                          | 第1部                               | 第1部                            | 第1部                         | 第1部                         | 第1部                                     | 第1部                         | 第1部 |
| 期間                           | パーソナリティ・番組名              | パーソナリティ・番組名           | パーソナリティ・番組名        | パーソナリティ・番組名        | パーソナリティ・番組名                    | パーソナリティ・番組名        | 備考 |
| 期間                           | 月                                  | 火                               | 水                            | 木                            | 金                                        | 土                            | 備考 |
| ------------------------------ | ----------------------------------- | -------------------------------- | ----------------------------- | ----------------------------- | ----------------------------------------- | ----------------------------- | --- |
| 1974年7月1日 - 1974年9月28日   | カルメン                            | 諸口あきら                       | 湯浅明                        | 海援隊                        | 及川伸一                                  | 笑福亭鶴光                    | 平日のみ2部制を導入。 カルメンと及川伸一の放送曜日が入れ替わる。 水曜1部が湯浅明に交代。 笑福亭鶴光が土曜に移動。                             |
| 1974年9月30日 - 1974年12月27日 | 吉田拓郎                            | 諸口あきら                       | あのねのね                    | 湯浅明                        | カルメン                                  | 笑福亭鶴光                    | 月曜1部は吉田拓郎が担当。 あのねのねが水曜1部で復帰。 湯浅明が木曜1部に移動。 カルメンが金曜1部に戻る。                                       |
| 1975年1月6日 - 1975年3月29日   | 吉田拓郎                            | 諸口あきら                       | イルカ                        | 湯浅明                        | いづみ朱子                                | 笑福亭鶴光                    | イルカが水曜1部に昇格。 金曜1部がいづみ朱子に交代。                                                                                           |
| 1975年3月31日 - 1975年6月28日  | 吉田拓郎                            | 諸口あきら                       | イルカ                        | 南こうせつ                    | いづみ朱子                                | 笑福亭鶴光                    | 木曜1部が南こうせつに交代。 |
| 1975年6月30日 - 1975年9月27日  | 吉田拓郎                            | 高信太郎                         | イルカ                        | 南こうせつ                    | 武田鉄矢                                  | 笑福亭鶴光                    | 火曜1部が高信太郎に交代。 金曜1部が武田鉄矢に交代。                                                                                           |
| 1975年9月29日 - 1975年12月31日 | 吉田拓郎                            | 小林麻美                         | 田畑達志                      | 南こうせつ                    | 武田鉄矢                                  | 笑福亭鶴光                    | 火曜1部が小林麻美に交代。 田畑達志が水曜1部に昇格。                                                                                           |
| 1976年1月5日 - 1976年4月3日    | 加藤和彦                            | 小林麻美                         | 田畑達志                      | 南こうせつ                    | 武田鉄矢                                  | 笑福亭鶴光                    | 月曜1部が加藤和彦に交代。 |
| 1976年4月5日 - 1976年10月2日   | 加藤和彦                            | 宇崎竜童                         | あのねのね                    | 南こうせつ                    | 吉村達也                                  | 笑福亭鶴光                    | 火曜1部が宇崎竜童に交代。 あのねのねが水曜1部で復帰。 金曜1部が吉村達也に交代。                                                               |
| 1976年10月4日 - 1977年1月1日   | 河野嘉之                            | くり万太郎                       | タモリ                        | 南こうせつ                    | 吉村達也                                  | 笑福亭鶴光                    | 月曜1部が河野嘉之に交代。 火曜1部がくり万太郎に交代。 水曜1部がタモリに交代。                                                                 |
| 1977年1月3日 - 1977年4月2日    | 河野嘉之                            | くり万太郎                       | タモリ                        | 自切俳人                      | 吉村達也                                  | 笑福亭鶴光                    | 木曜1部が自切俳人に交代。 |
| 1977年4月4日 - 1977年10月1日   | 河野嘉之                            | くり万太郎                       | タモリ                        | 自切俳人                      | 湯浅明 田畑達志                           | 笑福亭鶴光                    | 湯浅明と田畑達志が金曜に復帰。 |
| 1977年10月3日 - 1978年4月1日   | くり万太郎                          | 所ジョージ                       | タモリ                        | 自切俳人                      | つボイノリオ                              | 笑福亭鶴光                    | くり万太郎が月曜1部に移動。 火曜1部が所ジョージに交代。 金曜がつボイノリオに交代。                                                            |
| 1978年4月3日 - 1979年3月31日   | 松山千春                            | 所ジョージ                       | タモリ                        | 南こうせつ                    | つボイノリオ                              | 笑福亭鶴光                    | 松山千春が月曜1部に昇格。 南こうせつが木曜1部に復帰。 1978年10月6日、金曜が再び2部制になる。                                                  |
| 1979年4月2日 - 1979年9月29日   | 中島みゆき                          | 所ジョージ                       | タモリ                        | 桑田佳祐                      | 近田春夫 コッペ                           | 笑福亭鶴光                    | 月曜1部が中島みゆきに交代。 木曜1部が桑田佳祐に交代。 近田春夫とコッペが金曜1部に昇格。                                                       |
| 1979年10月1日 - 1980年3月29日  | 中島みゆき                          | 所ジョージ                       | タモリ                        | 桑田佳祐                      | 長渕剛                                    | 笑福亭鶴光                    | 長渕剛が金曜1部に昇格。 |
| 1980年3月31日 - 1980年6月28日  | 中島みゆき                          | 松山千春                         | タモリ                        | 桑田佳祐                      | 長渕剛                                    | 笑福亭鶴光                    | 松山千春が火曜1部に復帰。 |
| 1980年6月30日 - 1980年9月27日  | 中島みゆき                          | 松山千春                         | タモリ                        | ダディ竹千代                  | 長渕剛                                    | 笑福亭鶴光                    | ダディ竹千代が木曜1部に昇格。 |
| 1980年9月29日 - 1980年12月31日 | 中島みゆき                          | 松山千春                         | タモリ                        | ダディ竹千代                  | 吉田拓郎                                  | 笑福亭鶴光                    | 吉田拓郎が金曜1部で復帰。 |
| 1981年1月5日 - 1981年3月28日   | 中島みゆき                          | 松山千春                         | タモリ                        | ビートたけし                  | 吉田拓郎                                  | 笑福亭鶴光                    | 木曜1部がビートたけしに交代。 |
| 1981年3月30日 - 1982年4月3日   | 中島みゆき                          | 所ジョージ                       | タモリ                        | ビートたけし                  | 吉田拓郎                                  | 笑福亭鶴光                    | 所ジョージが火曜1部に復帰。 |
| 1982年4月5日 - 1982年10月30日  | 中島みゆき                          | 坂崎幸之助                       | タモリ                        | ビートたけし                  | ラジオっ娘                                | 笑福亭鶴光                    | 坂崎幸之助が火曜1部に復帰。 金曜1部がラジオっ娘に交代。                                                                                       |
| 1982年11月1日 - 1983年4月2日   | 中島みゆき                          | 坂崎幸之助                       | タモリ                        | ビートたけし                  | 山口良一                                  | 笑福亭鶴光                    | 山口良一が金曜1部に昇格。 |
| 1983年4月4日 - 1983年10月1日   | 中島みゆき                          | 高橋幸宏                         | タモリ                        | ビートたけし                  | 山口良一                                  | 笑福亭鶴光                    | 火曜1部が高橋幸宏に交代。 |
| 1983年10月3日 - 1983年12月31日 | 中島みゆき                          | 高橋幸宏                         | 野村義男                      | ビートたけし                  | 山口良一                                  | 笑福亭鶴光                    | 水曜1部が野村義男に交代。 |
| 1984年1月3日 - 1984年3月31日   | 中島みゆき                          | 桑田佳祐                         | 野村義男                      | ビートたけし                  | 山口良一                                  | 笑福亭鶴光                    | 桑田佳祐が火曜1部で復帰。 |
| 1984年4月2日 - 1985年3月30日   | 中島みゆき                          | 桑田佳祐                         | THE ALFEE                     | ビートたけし                  | 山口良一                                  | 笑福亭鶴光                    | 水曜1部がTHE ALFEEに交代。 |
| 1985年4月1日 - 1985年9月28日   | 中島みゆき                          | 桑田佳祐                         | 小峯隆生                      | ビートたけし                  | サンプラザ中野                            | 笑福亭鶴光                    | 水曜1部が小峯隆生に交代。 金曜1部がサンプラザ中野に交代。                                                                                     |
| 1985年9月30日 - 1986年3月29日  | 中島みゆき                          | とんねるず                       | 小峯隆生                      | ビートたけし                  | サンプラザ中野                            | ABブラザーズ                  | 火曜1部がとんねるずに交代。 土曜がABブラザーズに交代。                                                                                        |
| 1986年3月31日 - 1987年4月4日   | 中島みゆき                          | とんねるず                       | 小泉今日子                    | ビートたけし                  | サンプラザ中野                            | ABブラザーズ                  | 水曜1部が小泉今日子に交代。 土曜が2部制になる。                                                                                               |
| 1987年4月6日 - 1987年6月27日   | デーモン小暮                        | とんねるず                       | 小泉今日子                    | ビートたけし                  | サンプラザ中野                            | ABブラザーズ                  | 月曜1部がデーモン小暮に交代。 |
| 1987年6月29日 - 1987年10月3日  | デーモン小暮                        | とんねるず                       | 小泉今日子                    | ビートたけし                  | サンプラザ中野                            | 圭修                          | 土曜1部が圭修に交代。 |
| 1987年10月5日 - 1988年4月9日   | デーモン小暮                        | とんねるず                       | 小泉今日子                    | ビートたけし                  | 鴻上尚史                                  | 圭修                          | 鴻上尚史が金曜1部で復帰。 |
| 1988年4月11日 - 1988年10月1日  | デーモン小暮                        | とんねるず                       | 小泉今日子                    | ビートたけし                  | 鴻上尚史                                  | 松任谷由実                    | 土曜1部が松任谷由実に交代。 |
| 1988年10月3日 - 1989年4月1日   | デーモン小暮                        | とんねるず                       | 大槻ケンヂ                    | ビートたけし                  | 鴻上尚史                                  | 松任谷由実                    | 水曜1部が大槻ケンヂに交代。 |
| 1989年4月3日 - 1989年12月30日  | デーモン小暮                        | とんねるず                       | 藤井郁弥                      | ビートたけし                  | ウッチャンナンチャン                      | 松任谷由実                    | 水曜1部が藤井郁弥に交代。 金曜1部がウッチャンナンチャンに交代。                                                                               |
| 1990年1月8日 - 1990年6月2日    | デーモン小暮                        | とんねるず                       | 木根尚登                      | ビートたけし                  | ウッチャンナンチャン                      | 松任谷由実                    | 水曜1部が木根尚登に交代。 |
| 1990年6月4日 - 1990年12月29日  | 大槻ケンヂ                          | とんねるず                       | 木根尚登                      | ビートたけし                  | ウッチャンナンチャン                      | 松任谷由実                    | 大槻ケンヂが月曜1部で復帰。 |
| 1991年1月3日 - 1991年2月2日    | 大槻ケンヂ                          | とんねるず                       | 木根尚登                      | 古田新太                      | ウッチャンナンチャン                      | 松任谷由実                    | 木曜1部が古田新太に交代。 |
| 1991年2月4日 - 1991年9月28日   | 大槻ケンヂ                          | とんねるず                       | 大江千里                      | 古田新太                      | ウッチャンナンチャン                      | 松任谷由実                    | 水曜1部が大江千里に交代。 |
| 1991年9月30日 - 1992年3月28日  | さくらももこ                        | とんねるず                       | 大江千里                      | 古田新太                      | ウッチャンナンチャン                      | 松任谷由実                    | 月曜1部がさくらももこに交代。 |
| 1992年3月30日 - 1992年10月3日  | さくらももこ                        | とんねるず                       | Toshl (X)                     | 古田新太                      | ウッチャンナンチャン                      | 松任谷由実                    | 水曜1部がXのToshlに交代。 |
| 1992年10月5日 - 1993年10月2日  | 加藤いづみ                          | 電気グルーヴ                     | 裕木奈江                      | 福山雅治                      | ウッチャンナンチャン                      | 松任谷由実                    | 2部のパーソナリティが大幅に昇格。 水曜1部が裕木奈江に交代。                                                                                   |
| 1993年10月4日 - 1993年11月13日 | 加藤いづみ                          | 電気グルーヴ                     | 松村邦洋                      | 福山雅治                      | ウッチャンナンチャン                      | 松任谷由実                    | 松村邦洋が水曜1部に昇格。 |
| 1993年11月15日 - 1994年4月2日  | 中居正広                            | 電気グルーヴ                     | 松村邦洋                      | 福山雅治                      | ウッチャンナンチャン                      | 松任谷由実                    | 月曜1部が中居正広に交代。 |
| 1994年4月4日 - 1994年7月2日    | 中居正広                            | 石川よしひろ                     | 松村邦洋                      | 福山雅治                      | ウッチャンナンチャン                      | 松任谷由実                    | 石川よしひろが火曜1部に昇格。 |
| 1994年7月4日 - 1994年11月5日   | 中居正広                            | 石川よしひろ                     | 松村邦洋                      | ナインティナイン              | ウッチャンナンチャン                      | 松任谷由実                    | ナインティナインが木曜1部に昇格。 |
| 1994年11月7日 - 1995年4月1日   | 福山雅治                            | 石川よしひろ                     | 松村邦洋                      | ナインティナイン              | ウッチャンナンチャン                      | 松任谷由実                    | 福山雅治が月曜1部で復帰。 |
| 1995年4月3日 - 1995年9月30日   | 福山雅治                            | 石川よしひろ                     | 松村邦洋                      | ナインティナイン              | YUKI (JUDY AND MARY)                      | 松任谷由実                    | JUDY AND MARYのYUKIが金曜1部に昇格。 |
| 1995年10月9日 - 1996年3月30日  | 福山雅治                            | 吉井和哉                         | 松村邦洋                      | ナインティナイン              | YUKI (JUDY AND MARY)                      | 松任谷由実                    | 火曜1部が吉井和哉に交代。 |
| 1996年4月1日 - 1996年6月29日   | 福山雅治                            | 吉井和哉                         | 松村邦洋                      | ナインティナイン              | KYOYA                                     | 松任谷由実                    | 金曜1部がKYOYAに交代。 |
| 1996年7月1日 - 1996年9月28日   | 福山雅治                            | 吉井和哉                         | つんく                        | ナインティナイン              | KYOYA                                     | 松任谷由実                    | 水曜1部がつんくに交代。 |
| 1996年9月30日 - 1997年3月29日  | 福山雅治                            | 松村邦洋                         | つんく                        | ナインティナイン              | KYOYA                                     | 松任谷由実                    | 松村邦洋が火曜1部で復帰。 |
| 1997年3月31日 - 1997年9月27日  | 福山雅治                            | 松村邦洋                         | つんく                        | ナインティナイン              | 平野友康                                  | 松任谷由実                    | 金曜1部が平野友康に交代。 |
| 1997年9月29日 - 1998年3月28日  | 福山雅治                            | 松村邦洋                         | イマヤス (スキップカウズ)     | ナインティナイン              | Music Revolution                          | 松任谷由実                    | 水曜1部がスキップカウズのイマヤスに交代。 西川貴教が金曜に昇格、「Music Revolution」を放送。                                                  |
| 1998年3月30日 - 1998年10月3日  | ロンドンブーツ1号2号                | 松村邦洋                         | イマヤス (スキップカウズ)     | ナインティナイン              | 西川貴教                                  | 松任谷由実                    | 第1部が無印になる。 ロンドンブーツが月曜無印に昇格。 金曜が再び2部制になる。                                                                  |
| 1998年10月5日 - 1999年3月27日  | ロンドンブーツ1号2号                | 松村邦洋                         | ゆず                          | ナインティナイン              | 西川貴教                                  | 松任谷由実                    | ゆずが水曜無印に昇格。 |
| 1999年3月29日 - 1999年10月2日  | ココリコ 【ディレクターズカット】   | U-turn 【小室哲哉】 【MASCHERA】 | 井手功二 【MISIA】 【Amika】  | 荘口彰久 【SNAIL RAMP】       | SILVA 【松本孝弘】 【TRICERATOPS】        | LFクールK 【L'Arc〜en〜Ciel】 | @llnightnippon.comに改称。 パーソナリティが大幅に交代。                                                                                       |
| 1999年10月4日 - 1999年11月13日 | ココリコ 【藤井隆】                 | 加藤晴彦 【小室哲哉】            | 週替わり                      | ナインティナイン              | 竹村あきら 【TRICERATOPS】 【SHAME】      | U-turn 【ビビる】             | パーソナリティが大幅に交代。 水曜・木曜comの箱番組を廃止。                                                                                    |
| 1999年11月15日 - 2000年4月1日  | ココリコ 【藤井隆】                 | 加藤晴彦 【小室哲哉】            | aiko                          | ナインティナイン              | 竹村あきら 【TRICERATOPS】 【SHAME】      | U-turn 【ビビる】             | 水曜comがaikoに固定。 |
| 2000年4月3日 - 2000年4月29日   | ココリコ 【藤井隆】                 | 加藤晴彦 【小室哲哉】            | aiko                          | ナインティナイン              | 竹村あきら 【TRICERATOPS】 【SHAME】      | 玉川美沙 【ビビる】           | 土曜comが玉川美沙に交代。 |
| 2000年5月1日 - 2000年9月30日   | ココリコ 【藤井隆】                 | 加藤晴彦 【ポルノグラフィティ】  | aiko                          | ナインティナイン              | 竹村あきら 【TRICERATOPS】 【SHAME】      | 玉川美沙 【ビビる】           | 火曜comの箱番組がポルノグラフィティに変更。                                                                                                   |
| 2000年10月2日 - 2000年10月28日 | ココリコ 【藤井隆】                 | 加藤晴彦 【ポルノグラフィティ】  | aiko                          | ナインティナイン              | 竹村あきら 【TRICERATOPS】 【SHAME】      | たまそう音楽堂                | 土曜comに荘口彰久が加入。 土曜comの箱番組を廃止。                                                                                             |
| 2000年10月30日 - 2001年3月31日 | ココリコ 【藤井隆】                 | 加藤晴彦                         | aiko                          | ナインティナイン              | 竹村あきら 【TRICERATOPS】 【SHAME】      | たまそう音楽堂                | 火曜comの箱番組を廃止。 |
| 2001年4月2日 - 2001年6月30日   | RIZE 【藤井隆】 【コブクロ】        | 加藤晴彦                         | aiko                          | ナインティナイン              | 竹村あきら 【TRICERATOPS】 【SHAME】      | たまそう音楽堂                | 月曜comがRIZEに交代。 |
| 2001年7月2日 - 2001年9月1日    | RIZE 【藤井隆】 【コブクロ】        | 加藤晴彦                         | aiko                          | ナインティナイン              | 週替わり                                  | たまそう音楽堂                | 金曜comが週替わり枠となる。 金曜comの箱番組を廃止。                                                                                           |
| 2001年9月3日 - 2001年9月30日   | RIZE 【藤井隆】 【コブクロ】        | 加藤晴彦                         | aiko                          | ナインティナイン              | CHEMISTRY                                 | たまそう音楽堂                | CHEMISTRYが1ヶ月限定で金曜.comに昇格。 |
| 2001年10月1日 - 2001年10月27日 | 藤井隆ガレッジセール                | コブクロ                         | aiko                          | ナインティナイン              | ビビる                                    | たまそう音楽堂                | パーソナリティが大幅に昇格・交代。 箱番組を一旦廃止。                                                                                         |
| 2001年10月29日 - 2002年3月30日 | 藤井隆ガレッジセール                | コブクロ                         | aiko                          | ナインティナイン              | ビビる                                    | 河村隆一 【CHEMISTRY】        | 土曜comが河村隆一に交代。 箱番組が復活。 |
| 2002年4月1日 - 2002年5月4日    | Gackt 【CHEMISTRY】                 | 押尾学 (LIV)                     | aiko                          | ナインティナイン              | ビビる                                    | 藤井隆                        | 月曜comがGacktに交代。 火曜comがLIVの押尾学に交代。                                                                                           |
| 2002年5月6日 - 2002年9月28日   | Gackt 【CHEMISTRY】                 | 押尾学 (LIV)                     | aiko                          | ナインティナイン              | ビビる大木                                | 藤井隆                        | 金曜com担当のビビるが解散。 大木淳がビビる大木として金曜comを担当。                                                                           |
| 2002年9月30日 - 2003年3月29日  | Gackt 【CHEMISTRY】                 | 土屋礼央                         | aiko                          | ナインティナイン              | 綾小路セロニアス翔 (氣志團)               | リスナーズBEST (吉田尚紀)     | 土屋礼央が火曜comに昇格。 綾小路セロニアス翔が金曜comに昇格。 土曜comが吉田尚記に交代。                                                       |
| 2003年3月31日 - 2003年9月27日  | 西川貴教                            | 土屋礼央                         | 堀内健 ビビる大木             | ナインティナイン              | 綾小路セロニアス翔 (氣志團)               | リスナーズBEST (吉田尚紀)     | LF+R終了に伴い、番組名がオールナイトニッポンに戻る。 すべての箱番組が廃止。                                                                   |
| 2003年9月29日 - 2004年3月27日  | 西川貴教                            | 土屋礼央                         | 堀内健 ビビる大木             | ナインティナイン              | 週替わり                                  | リスナーズBEST (吉田尚紀)     | 金曜1部が週替わり枠となる。 |
| 2004年3月29日 - 2004年9月25日  | 西川貴教                            | 土屋礼央                         | 坂崎幸之助                    | ナインティナイン              | 田村淳                                    | SHOGO                         | 坂崎幸之助が水曜無印で復帰。 田村淳が金曜無印に昇格。 SHOGOが土曜無印に昇格。                                                                 |
| 2004年9月27日 - 2005年3月26日  | 西川貴教                            | 土屋礼央                         | ビビる大木                    | ナインティナイン              | 笹川美和                                  | SHOGO                         | ビビる大木が水曜無印に復帰。 金曜無印が笹川美和に交代。                                                                                       |
| 2005年3月28日 - 2005年7月2日   | 西川貴教                            | 土屋礼央                         | 松浦亜弥                      | ナインティナイン              | 本谷有希子                                | SHOGO                         | 水曜無印が松浦亜弥に交代。 金曜無印が本谷有希子に交代。                                                                                       |
| 2005年7月4日 - 2005年10月1日   | 西川貴教                            | くりぃむしちゅー                 | 松浦亜弥                      | ナインティナイン              | 本谷有希子                                | SHOGO                         | 火曜無印がくりぃむしちゅーに交代。 |
| 2005年10月3日 - 2006年4月1日   | 春風亭昇太                          | くりぃむしちゅー                 | 松浦亜弥                      | ナインティナイン              | 本谷有希子                                | SHOGO                         | 月曜無印が春風亭昇太に交代。 |
| 2006年4月3日 - 2006年12月30日  | 春風亭昇太                          | くりぃむしちゅー                 | 松浦亜弥                      | ナインティナイン              | ますだおかだ                              | アンダーグラフ                | 金曜無印がますだおかだに交代。 土曜無印がアンダーグラフに交代。                                                                               |
| 2007年1月1日 - 2007年3月31日   | ヒダカトオル (BEAT CRUSADERS)       | くりぃむしちゅー                 | 小栗旬                        | ナインティナイン              | ますだおかだ                              | アンダーグラフ                | 月曜無印がBEAT CRUSADERSのヒダカトオルに交代。 水曜無印が小栗旬に交代。                                                                       |
| 2007年4月2日 - 2008年4月26日   | ヒダカトオル (BEAT CRUSADERS)       | くりぃむしちゅー                 | 小栗旬                        | ナインティナイン              | 有楽町音楽室                              | 岡野昭仁 (ポルノグラフィティ) | 金曜無印でバカボン鬼塚による「有楽町音楽室」を放送。 ポルノグラフィティの岡野昭仁が土曜無印で復帰。                                           |
| 2008年4月28日 - 2008年12月27日 | ヒダカトオル (BEAT CRUSADERS)       | くりぃむしちゅー                 | 小栗旬                        | ナインティナイン              | オールナイトニッポン クリエイターズナイト | 岡野昭仁 (ポルノグラフィティ) | 金曜無印が月1回担当の週替わり枠となる。 |
| 2009年1月5日 - 2009年10月3日   | 城田優                              | 岡野昭仁 (ポルノグラフィティ)    | 小栗旬                        | ナインティナイン              | 吉岡聖恵 (いきものがかり)                 | 半田健人                      | 月曜無印が城田優に交代。 ポルノグラフィティの岡野昭仁が火曜無印に移動。 金曜無印がいきものがかりの吉岡聖恵に交代。 土曜無印を半田健人が担当。 |
| 2009年10月5日 - 2010年4月2日   | 城田優                              | 岡野昭仁 (ポルノグラフィティ)    | 小栗旬                        | ナインティナイン              | 吉岡聖恵 (いきものがかり)                 | オードリー                    | 土曜無印がオードリーに交代。 |
| 2010年4月4日 - 2011年1月1日    | 城田優                              | はんにゃ                         | 吉岡聖恵 (いきものがかり)     | ナインティナイン              | AKB48                                     | オードリー                    | はんにゃが火曜無印に昇格。 いきものがかりの吉岡聖恵が水曜無印に移動。 金曜無印をAKB48が担当。                                                 |
| 2011年1月3日 - 2011年4月2日    | 大宮エリー                          | はんにゃ                         | 鬼龍院翔 (ゴールデンボンバー) | ナインティナイン              | AKB48                                     | オードリー                    | 月曜無印が大宮エリーに交代。 水曜無印がゴールデンボンバーの鬼龍院翔に交代。                                                                   |
| 2011年4月4日 - 2011年12月31日  | 大宮エリー                          | miwa                             | 鬼龍院翔 (ゴールデンボンバー) | ナインティナイン              | AKB48                                     | オードリー                    | miwaが火曜無印に昇格。 |
| 2012年1月2日 - 2013年3月30日   | 鬼龍院翔 (ゴールデンボンバー)       | miwa                             | NESMITH (EXILE)               | ナインティナイン              | AKB48                                     | オードリー                    | ゴールデンボンバーの鬼龍院翔が月曜無印に移動。 水曜無印をEXILEのNESMITHが担当。                                                               |
| 2013年4月1日 - 2014年3月29日   | 鬼龍院翔 (ゴールデンボンバー)       | 久保ミツロウ 能町みね子          | 大谷ノブ彦 （ダイノジ）       | ナインティナイン              | AKB48                                     | オードリー                    | 久保ミツロウと能町みね子が火曜無印に昇格。 水曜無印がダイノジの大谷ノブ彦に交代。                                                             |
| 2014年3月31日 - 2014年9月27日  | 鬼龍院翔 (ゴールデンボンバー)       | back number                      | AKB48                         | ナインティナイン              | アルコ&ピース                             | オードリー                    | 火曜無印がback numberに交代。 AKB48が水曜無印に移動。 アルコ&ピースが金曜無印に昇格。                                                         |
| 2014年9月29日 - 2015年3月28日  | 鬼龍院翔 (ゴールデンボンバー)       | back number                      | AKB48                         | 岡村隆史 （ナインティナイン） | アルコ&ピース                             | オードリー                    | ナインティナインがコンビ解消し岡村隆史が残留。                                                                                                |
| 2015年3月30日 - 2015年7月4日   | 鬼龍院翔 (ゴールデンボンバー)       | back number                      | AKB48                         | 岡村隆史 （ナインティナイン） | 山下健二郎 （三代目 J Soul Brothers）     | オードリー                    | 金曜無印が三代目 J Soul Brothersの山下健二郎に交代。                                                                                          |
| 2015年7月6日 - 2016年3月26日   | 村本大輔 （ウーマンラッシュアワー） | back number                      | AKB48                         | 岡村隆史 （ナインティナイン） | 山下健二郎 （三代目 J Soul Brothers）     | オードリー                    | ウーマンラッシュアワーの村本大輔が月曜無印に復帰。                                                                                            |
| 2016年3月28日 - 2017年4月1日   | 星野源                              | back number                      | AKB48                         | 岡村隆史 （ナインティナイン） | 山下健二郎 （三代目 J Soul Brothers）     | オードリー                    | 星野源が月曜無印に復帰。 |
| 2017年4月3日 - 2019年3月30日   | 菅田将暉                            | 星野源                           | AKB48                         | 岡村隆史 （ナインティナイン） | 山下健二郎 （三代目 J Soul Brothers）     | オードリー                    | 星野源が火曜無印に移動。 月曜無印を菅田将暉が担当。                                                                                           |
| 2019年4月1日 - 2020年5月13日   | 菅田将暉                            | 星野源                           | 乃木坂46                      | 岡村隆史 （ナインティナイン） | 三四郎                                    | オードリー                    | 水曜無印が乃木坂46に交代。 三四郎が金曜無印に昇格。                                                                                           |
| 2020年5月14日 - 2021年3月27日  | 菅田将暉                            | 星野源                           | 乃木坂46                      | ナインティナイン              | 三四郎                                    | オードリー                    | ナインティナインの矢部浩之が復帰。 |
| 2021年3月29日 - 2022年4月9日   | 菅田将暉                            | 星野源                           | 乃木坂46                      | ナインティナイン              | 霜降り明星                                | オードリー                    | 霜降り明星が金曜無印に昇格。 |
| 2022年4月11日 - 2023年4月1日   | Creepy Nuts                         | 星野源                           | 乃木坂46                      | ナインティナイン              | 霜降り明星                                | オードリー                    | Creepy Nutsが月曜無印に昇格。 |
| 2023年4月3日 - 2024年3月30日   | Ado                                 | 星野源                           | 乃木坂46                      | ナインティナイン              | 霜降り明星                                | オードリー                    | 月曜無印がAdoに交代。 |
| 2024年4月1日 - 現在            | 山田裕貴                            | 星野源                           | 乃木坂46                      | ナインティナイン              | 霜降り明星                                | オードリー                    | 月曜無印が山田裕貴に交代。 |

| オールナイトニッポン クリエイターズナイト | オールナイトニッポン クリエイターズナイト | オールナイトニッポン クリエイターズナイト | オールナイトニッポン クリエイターズナイト | オールナイトニッポン クリエイターズナイト | オールナイトニッポン クリエイターズナイト | オールナイトニッポン クリエイターズナイト | オールナイトニッポン クリエイターズナイト |
| 期間                                      | パーソナリティ・番組名                    | パーソナリティ・番組名                    | パーソナリティ・番組名                    | パーソナリティ・番組名                    | パーソナリティ・番組名                    | 備考                                      |                                           |
| 期間                                      | 第1週                                     | 第2週                                     | 第3週                                     | 第4週                                     | 第5週                                     | 備考                                      |                                           |
| ----------------------------------------- | ----------------------------------------- | ----------------------------------------- | ----------------------------------------- | ----------------------------------------- | ----------------------------------------- | ----------------------------------------- | ----------------------------------------- |
| 2008年4月28日 - 2008年7月26日             | 川上未映子                                | 藤田志穂                                  | 福王寺彩野                                | 有楽町音楽室                              | スペシャルナイト                          | 放送開始当時のパーソナリティ。            |                                           |
| 2008年7月28日 - 2008年11月22日            | 柿沢安耶                                  | 星野源                                    | 如月音流                                  | 有楽町音楽室                              | スペシャルナイト                          | パーソナリティが大幅に交代。              |                                           |
| 2008年11月24日 - 2008年12月27日           | スペシャルナイト                          | スペシャルナイト                          | スペシャルナイト                          | 有楽町音楽室                              | スペシャルナイト                          | 第4週以外が週替わり枠となる。             |                                           |

###### 第2部
| 第2部                           | 第2部                              | 第2部                                 | 第2部                              | 第2部                              | 第2部                                                  | 第2部                                                                       | 第2部 |
| 期間                            | パーソナリティ・番組名             | パーソナリティ・番組名                | パーソナリティ・番組名             | パーソナリティ・番組名             | パーソナリティ・番組名                                 | パーソナリティ・番組名                                                      | 備考 |
| 期間                            | 月                                 | 火                                    | 水                                 | 木                                 | 金                                                     | 土                                                                          | 備考 |
| ------------------------------- | ---------------------------------- | ------------------------------------- | ---------------------------------- | ---------------------------------- | ------------------------------------------------------ | --------------------------------------------------------------------------- | --- |
| 1974年7月1日 - 1974年12月27日   | 木藤隆雄                           | 宮崎文子                              | 木原早苗                           | 田畑達志                           | イルカ                                                 | 笑福亭鶴光                                                                  | 平日のみ2部制を導入。 笑福亭鶴光が2部も担当。 |
| 1975年1月6日 - 1975年3月29日    | 山田パンダ                         | 宮崎文子                              | 田畑達志                           | 木原早苗                           | 糸居五郎                                               | 笑福亭鶴光                                                                  | 月曜2部が山田パンダに交代。 田畑達志と木原早苗の放送曜日が入れ替わる。 糸居五郎が金曜2部で復帰。                                                                   |
| 1975年3月31日 - 1975年6月28日   | 山田パンダ                         | 柏村武昭                              | 田畑達志                           | 木原早苗                           | 糸居五郎                                               | 笑福亭鶴光                                                                  | 火曜2部が柏村武昭に交代。 |
| 1975年6月30日 - 1975年9月27日   | ふくやまゆきお                     | 柏村武昭                              | 田畑達志                           | カッコマン                         | 糸居五郎                                               | 笑福亭鶴光                                                                  | 月曜2部がふくやまゆきおに交代。 木曜2部がカッコマンに交代。 |
| 1975年9月29日 - 1976年4月3日    | 那須恵理子                         | 高橋良一                              | カッコマン                         | 和田まこと                         | 糸居五郎                                               | 笑福亭鶴光                                                                  | パーソナリティが大幅に交代。 カッコマンが水曜2部に移動。 |
| 1976年4月5日 - 1976年10月2日    | 山下達郎                           | 高橋良一                              | 稲川淳二                           | 和田まこと                         | 糸居五郎                                               | 笑福亭鶴光                                                                  | 月曜2部が山下達郎に交代。 水曜2部が稲川淳二に交代。 |
| 1976年10月4日 - 1977年2月26日   | 稲川淳二                           | 天野滋                                | 志賀まさひろ                       | NRN系列局アナウンサー              | 糸居五郎                                               | 笑福亭鶴光                                                                  | パーソナリティが大幅に交代。 稲川淳二が月曜2部に移動。 |
| 1977年2月28日 - 1977年4月2日    | 稲川淳二                           | 天野滋                                | 志賀まさひろ                       | 尾崎亜美                           | 糸居五郎                                               | 笑福亭鶴光                                                                  | 木曜2部が尾崎亜美に交代。 |
| 1977年4月4日 - 1977年10月1日    | 稲川淳二                           | 志賀まさひろ                          | 糸居五郎                           | 尾崎亜美                           | 湯浅明 田畑達志                                        | 笑福亭鶴光                                                                  | 糸居五郎が水曜2部に移動。 湯浅明と田畑達志が金曜2部も担当。 |
| 1977年10月3日 - 1977年12月31日  | 糸居五郎                           | 近田春夫                              | 松山千春                           | 尾崎亜美                           | つボイノリオ                                           | 笑福亭鶴光                                                                  | パーソナリティが大幅に交代。 糸居五郎が月曜2部に移動。 |
| 1978年1月3日 - 1978年4月1日     | 糸居五郎                           | 近田春夫                              | 松山千春                           | 週替わり                           | つボイノリオ                                           | 笑福亭鶴光                                                                  | 木曜2部が週替わり枠となる。 |
| 1978年4月3日 - 1978年9月30日    | 糸居五郎                           | 近田春夫                              | コッペ                             | 塚越孝                             | つボイノリオ                                           | 笑福亭鶴光                                                                  | 水曜2部がコッペに交代。 木曜2部が塚越孝に交代。 |
| 1978年10月2日 - 1979年3月31日   | 糸居五郎                           | 近田春夫                              | コッペ                             | 塚越孝                             | 深野義和                                               | 笑福亭鶴光                                                                  | 金曜が再び2部制になる。 金曜2部を深野義和が担当。 |
| 1979年4月2日 - 1979年9月29日    | 糸居五郎                           | 山崎ハコ                              | 長渕剛                             | 円広志                             | 神谷明                                                 | 笑福亭鶴光                                                                  | パーソナリティが大幅に交代。 |
| 1979年10月1日 - 1980年3月29日   | 糸居五郎                           | 山崎ハコ                              | 清須邦義                           | 明石家さんま                       | 神谷明                                                 | 笑福亭鶴光                                                                  | 水曜2部が清須邦義に交代。 木曜2部が明石家さんまに交代。 |
| 1980年3月31日 - 1980年6月28日   | 糸居五郎                           | 坂崎幸之助                            | ダディ竹千代                       | 明石家さんま                       | 清須邦義                                               | 笑福亭鶴光                                                                  | 火曜2部が坂崎幸之助に交代。 水曜2部がダディ竹千代に交代。 清須邦義が金曜2部に移動。                                                                                |
| 1980年6月30日 - 1980年8月2日    | 糸居五郎                           | 坂崎幸之助                            | かぜ耕士                           | 明石家さんま                       | 西崎義展                                               | 笑福亭鶴光                                                                  | 水曜2部をかぜ耕士が担当。 金曜2部が西崎義展に交代。 |
| 1980年8月4日 - 1981年3月28日    | 糸居五郎                           | 坂崎幸之助                            | かぜ耕士                           | 明石家さんま                       | 瀬戸龍介                                               | 笑福亭鶴光                                                                  | 金曜2部が瀬戸龍介に交代。 |
| 1981年3月30日 - 1981年6月27日   | 糸居五郎                           | 坂崎幸之助                            | かぜ耕士                           | 永井龍雲                           | 瀬戸龍介                                               | 笑福亭鶴光                                                                  | 木曜2部が永井龍雲に交代。 |
| 1981年6月29日 - 1981年10月3日   | 上村貢聖                           | 坂崎幸之助                            | かぜ耕士                           | 永井龍雲                           | 瀬戸龍介                                               | 笑福亭鶴光                                                                  | 月曜2部が上村貢聖に交代。 |
| 1981年10月5日 - 1982年4月3日    | 上村貢聖                           | 阿呆鳥                                | 伊丹哲也                           | 永井龍雲                           | 瀬戸龍介                                               | 笑福亭鶴光                                                                  | 火曜2部が阿呆鳥に交代。 水曜2部が伊丹哲也に交代。 |
| 1982年4月5日 - 1982年10月30日   | 上村貢聖                           | 山口良一                              | 阿呆鳥                             | 谷山浩子                           | FAY'S                                                  | 笑福亭鶴光                                                                  | 火曜2部を山口良一が担当。 阿呆鳥が水曜2部に移動。 木曜2部が谷山浩子に交代。 金曜2部がFAY'Sに交代。                                                                 |
| 1982年11月1日 - 1983年4月2日    | 小林みちひろ                       | エド山口                              | 阿呆鳥                             | 谷山浩子                           | ニャンコ                                               | 笑福亭鶴光                                                                  | パーソナリティが大幅に交代。 |
| 1983年4月4日 - 1983年7月2日     | 上柳昌彦                           | エド山口                              | 阿呆鳥                             | 谷山浩子                           | ニャンコ                                               | 笑福亭鶴光                                                                  | 月曜2部が上柳昌彦に交代。 |
| 1983年7月4日 - 1983年10月1日    | 上柳昌彦                           | エド山口                              | 小山茉美                           | 谷山浩子                           | ニャンコ                                               | 笑福亭鶴光                                                                  | 水曜2部が小山茉美に交代。 |
| 1983年10月3日 - 1985年3月30日   | 上柳昌彦                           | 白井貴子                              | 小山茉美                           | 谷山浩子                           | 鴻上尚史                                               | 笑福亭鶴光                                                                  | 火曜2部が白井貴子に交代。 金曜2部が鴻上尚史に交代。 |
| 1985年4月1日 - 1985年9月28日    | 上柳昌彦                           | 白井貴子                              | バブルガムブラザーズ               | 谷山浩子                           | 中村あゆみ                                             | 笑福亭鶴光                                                                  | 水曜2部がバブルガムブラザーズに交代。 金曜2部が中村あゆみに交代。                                                                                                  |
| 1985年9月30日 - 1986年3月29日   | 上柳昌彦                           | 白井貴子                              | バブルガムブラザーズ               | 谷山浩子                           | 中村あゆみ                                             | ABブラザーズ                                                                | 土曜がABブラザーズに交代。 |
| 1986年3月31日 - 1986年10月4日   | 杉山清貴                           | 白井貴子                              | THE 東南西北                       | 寺田恵子                           | 中村あゆみ                                             | いんぐりもんぐり                                                            | パーソナリティが大幅に交代。 土曜が2部制になる。 土曜2部をいんぐりもんぐりが担当。                                                                                 |
| 1986年10月6日 - 1987年1月31日   | うじきつよし                       | 越前屋俵太                            | ちわきまゆみ                       | 寺田恵子                           | 中村あゆみ                                             | いんぐりもんぐり                                                            | パーソナリティが大幅に交代。 |
| 1987年2月2日 - 1987年5月30日    | うじきつよし                       | 越前屋俵太                            | ちわきまゆみ                       | 寺田恵子                           | 久本雅美                                               | いんぐりもんぐり                                                            | 金曜2部が久本雅美に交代。 |
| 1987年6月1日 - 1987年10月3日    | うじきつよし                       | 越前屋俵太                            | ちわきまゆみ                       | 寺田恵子                           | 久本雅美                                               | 田中義剛                                                                    | 土曜2部が田中義剛に交代。 |
| 1987年10月5日 - 1987年12月31日  | 辻仁成                             | 寺内たけし                            | 小峯隆生                           | うじきつよし                       | 久本雅美                                               | 田中義剛                                                                    | 月曜2部が辻仁成に交代。 火曜2部が寺内たけしに交代。 小峯隆生が水曜2部で復帰。 うじきつよしが木曜2部に移動。                                                        |
| 1988年1月4日 - 1988年7月2日     | 辻仁成                             | 寺内たけし                            | 小峯隆生                           | 片桐麻美                           | 久本雅美                                               | 田中義剛                                                                    | 木曜2部が片桐麻美に交代。 |
| 1988年7月4日 - 1988年10月1日    | 辻仁成                             | 寺内たけし                            | 小峯隆生                           | 片桐麻美                           | Pliːz                                                  | 田中義剛                                                                    | 金曜2部がPliːzに交代。 |
| 1988年10月3日 - 1989年4月1日    | 辻仁成                             | 森若香織                              | 伊集院光                           | 片桐麻美                           | Pliːz                                                  | 田中義剛                                                                    | 火曜2部が森若香織に交代。 水曜2部が伊集院光に交代。 |
| 1989年4月3日 - 1989年5月27日    | 辻仁成                             | 森若香織                              | 伊集院光                           | 片桐麻美                           | Pliːz                                                  | 川村かおり                                                                  | 土曜2部が川村かおりに交代。 |
| 1989年5月29日 - 1989年9月30日   | 辻仁成                             | 森若香織                              | 伊集院光                           | 彦摩呂                             | Pliːz                                                  | 川村かおり                                                                  | 木曜2部が彦麻呂に交代。 |
| 1989年10月2日 - 1990年3月31日   | 寺内たけし                         | 森若香織                              | 伊集院光                           | 彦摩呂                             | ヒルビリー・バップス                                   | 川村かおり                                                                  | 寺内たけしが月曜2部で復帰。 金曜2部がヒルビリー・バップスに交代。                                                                                                  |
| 1990年4月2日 - 1990年9月29日    | 寺内たけし                         | 曽我部哲弥                            | 真璃子                             | 渡瀬マキ                           | 伊集院光                                               | 川村かおり                                                                  | パーソナリティが大幅に交代。 伊集院光が金曜2部に移動。 |
| 1990年10月1日 - 1990年12月29日  | 寺内たけし                         | AYA (PINK SAPPHIRE)                   | 真璃子                             | 渡瀬マキ                           | TAKU (THE FUSE)                                        | 川村かおり                                                                  | 火曜2部がPINK SAPPHIREのAYAに交代。 金曜2部がTHE FUSEのTAKUに交代。                                                                                                |
| 1991年1月3日 - 1991年3月30日    | SHO (BY-SEXUAL)                    | AYA (PINK SAPPHIRE)                   | 真璃子                             | 渡瀬マキ                           | TAKU (THE FUSE)                                        | 川村かおり                                                                  | 月曜2部がBY-SEXUALのSHOに交代。 |
| 1991年4月1日 - 1991年6月1日     | SHO (BY-SEXUAL)                    | AYA (PINK SAPPHIRE)                   | 真璃子                             | 渡瀬マキ                           | 平松愛理                                               | 川村かおり                                                                  | 金曜2部が平松愛理に交代。 |
| 1991年6月3日 - 1991年9月28日    | SHO (BY-SEXUAL)                    | AYA (PINK SAPPHIRE)                   | 真璃子                             | 渡瀬マキ                           | 平松愛理                                               | 電気グルーヴ                                                                | 土曜2部が電気グループに交代。 |
| 1991年9月30日 - 1991年12月28日  | 浅草キッド                         | 槇原敬之                              | 真璃子                             | 渡瀬マキ                           | Sepia'n Roses                                          | 電気グルーヴ                                                                | パーソナリティが大幅に交代。 |
| 1992年1月6日 - 1992年3月28日    | 浅草キッド                         | 槇原敬之                              | 真璃子                             | 福山雅治                           | Sepia'n Roses                                          | 電気グルーヴ                                                                | 木曜2部が福山雅治に交代。 |
| 1992年3月30日 - 1992年5月30日   | マンスリー                         | 槇原敬之                              | 真璃子                             | 福山雅治                           | Sepia'n Roses                                          | 電気グルーヴ                                                                | 月曜2部が月替わり枠となる。 |
| 1992年6月1日 - 1992年10月3日    | マンスリー                         | 槇原敬之                              | 真璃子                             | 福山雅治                           | 加藤いづみ                                             | 電気グルーヴ                                                                | 金曜2部が加藤いづみに交代。 |
| 1992年10月5日 - 1993年4月3日    | 石川よしひろ                       | 清水宏                                | 松永並子 北原ゆき                  | 久保コージ                         | 橘いずみ                                               | 2・3's                                                                      | パーソナリティが大幅に交代。 |
| 1993年4月5日 - 1993年10月2日    | 石川よしひろ                       | 清水宏                                | 松村邦洋                           | 久保コージ                         | 橘いずみ                                               | 2・3's                                                                      | 水曜2部が松村邦洋に交代。 |
| 1993年10月4日 - 1994年4月2日    | 石川よしひろ                       | 清水宏                                | 篠原美也子                         | 久保コージ                         | 柿島伸次                                               | 佐伯進                                                                      | パーソナリティが大幅に交代。 |
| 1994年4月4日 - 1994年7月2日     | ナインティナイン                   | YUKI (JUDY AND MARY)                  | 篠原美也子                         | 山本シュウ                         | 週替わり                                               | 佐伯進                                                                      | パーソナリティが大幅に交代。 |
| 1994年7月4日 - 1994年10月1日    | 小沢健二 スチャダラパー            | YUKI (JUDY AND MARY)                  | 篠原美也子                         | 山本シュウ                         | 週替わり                                               | 佐伯進                                                                      | 月曜2部が小沢健二とスチャダラパーに交代。 |
| 1994年10月3日 - 1995年4月1日    | 垣花正                             | YUKI (JUDY AND MARY)                  | 篠原美也子                         | 山本シュウ                         | 週替わり                                               | 佐伯進                                                                      | 月曜2部が垣花正に交代。 |
| 1995年4月3日 - 1995年9月30日    | 垣花正                             | EAST END×YURI                         | 篠原美也子                         | ぜんじろう                         | 週替わり                                               | 佐伯進 CHACK                                                                | 火曜2部をEAST END×YURIを担当。 木曜2部がぜんじろうに交代。 土曜2部にCHACKが加入。                                                                                  |
| 1995年10月9日 - 1996年3月30日   | 堂島孝平                           | EAST END×YURI                         | 古内東子                           | ぜんじろう                         | 週替わり ゆき丸 (The JUICE)                            | 佐伯進 CHACK                                                                | 月曜2部が堂島孝平に交代。 水曜2部が古内東子に交代。 金曜第1週のみゆき丸に固定。                                                                                    |
| 1996年4月1日 - 1996年6月29日    | 園田利隆                           | EAST END×YURI                         | 古内東子                           | ぜんじろう                         | 週替わり ゆき丸 (The JUICE)                            | 佐伯進 CHACK                                                                | 月曜2部が園田利隆に交代。 |
| 1996年7月1日 - 1996年9月28日    | 園田利隆                           | EAST END×YURI                         | 古内東子                           | ぜんじろう                         | 船江修 (the OYSTARS)                                   | 佐伯進 CHACK                                                                | 金曜2部がthe OYSTARSの船江修に固定。 |
| 1996年9月30日 - 1996年12月28日  | 園田利隆                           | ロンドンブーツ1号2号                  | 古内東子                           | U-turn                             | 船江修 (the OYSTARS)                                   | 荘口彰久                                                                    | パーソナリティが大幅に交代。 |
| 1997年1月6日 - 1997年3月29日    | 西川貴教                           | ロンドンブーツ1号2号                  | 古内東子                           | U-turn                             | 船江修 (the OYSTARS)                                   | 荘口彰久                                                                    | 月曜2部が西川貴教に交代。 |
| 1997年3月31日 - 1997年9月27日   | 西川貴教                           | ロンドンブーツ1号2号                  | 古内東子                           | ホフディラン                       | NOB (CURIO)                                            | 荘口彰久                                                                    | 木曜2部がホフディランに交代。 金曜2部がCURIOのNOBに交代。 |
| 1997年9月29日 - 1998年3月28日   | つぶやきシロー                     | ロンドンブーツ1号2号                  | 鳥羽潤                             | 週替わり                           | Music Revolution                                       | 荘口彰久                                                                    | 月曜2部がつぶやきシローに交代。 水曜2部が鳥羽潤に交代。 木曜2部が週替わり枠になる。 西川貴教が金曜2部も担当。                                                      |
| 1998年3月30日 - 1998年5月2日    | ゆず                               | pee-ka-boo                            | 鳥羽潤                             | 桃乃未琴                           | hide                                                   | 平野友康                                                                    | 第2部が「オールナイトニッポンR」に改称。 月曜Rがゆずに交代 火曜Rがpee-ka-booに交代 木曜Rが桃乃未琴に固定。 金曜Rはhideが担当。 平野友康が土曜Rで復帰。             |
| 1998年5月4日 - 1998年5月30日    | ゆず                               | pee-ka-boo                            | 鳥羽潤                             | 桃乃未琴                           | 週替わり                                               | 平野友康                                                                    | 金曜担当のhideの急逝に伴い、金曜が週替わり枠となる。 |
| 1998年6月1日 - 1998年8月29日    | ゆず                               | 荘口彰久                              | 鳥羽潤                             | 桃乃未琴                           | 週替わり                                               | 平野友康                                                                    | pee-ka-booが失踪、代役に荘口彰久が担当。 |
| 1998年8月31日 - 1998年10月3日   | ゆず                               | 荘口彰久                              | 鳥羽潤                             | 桃乃未琴                           | 木村世治 (ZEPPET STORE)                                | 平野友康                                                                    | 金曜がZEPPET STOREの木村世治に固定。 |
| 1998年10月5日 - 1998年12月26日  | イルミナ                           | 荘口彰久                              | 鳥羽潤                             | 桃乃未琴                           | 木村世治 (ZEPPET STORE)                                | 平野友康                                                                    | 月曜がイルミナに交代。 |
| 1999年1月4日 - 1999年3月27日    | イルミナ                           | 荘口彰久                              | 鳥羽潤                             | TRICERATOPS                        | 木村世治 (ZEPPET STORE)                                | 平野友康                                                                    | 木曜RがTRICERATOPSに交代。 |
| 1999年3月29日 - 1999年10月2日   | 木村世治 (ZEPPET STORE)            | ガレッジセールお笑い植田朝日          | 週替わり                           | プロデューサーズナイト             | いしのだなつよ 【FEEL】 【田口理恵】                   | GIRL POP STREET                                                             | 番組名を「allnightnippon-r」に改称。 パーソナリティが大幅に交代・移動。                                                                                            |
| 1999年10月4日 - 2000年4月1日    | 木村世治 (ZEPPET STORE)            | ガレッジセールFEELジャンヌダルク      | 週替わり                           | プロデューサーズナイト             | いしのだなつよ 【MASCHERA】 【お笑い】                 | 荘口彰久                                                                    | パーソナリティが大幅に交代・移動。 |
| 2000年4月3日 - 2000年4月29日    | 木村世治 (ZEPPET STORE)            | ジャンヌダルクガレッジセールGAGナイト | 週替わり                           | プロデューサーズナイト             | いしのだなつよ桃乃未琴                                 | 荘口彰久                                                                    | 火曜rが大幅に交代・移動。 桃乃未琴が金曜rの4時台で復帰。 |
| 2000年5月1日 - 2000年9月30日    | Dope HEADz                         | ジャンヌダルクガレッジセールGAGナイト | 週替わり                           | プロデューサーズナイト             | いしのだなつよ桃乃未琴                                 | 荘口彰久                                                                    | 月曜rがDope HEADzに交代。 |
| 2000年10月2日 - 2001年3月31日   | TAKUI                              | ガレッジセール 【GAGナイト】          | 週替わり                           | ビビる                             | GO!GO!7188 【In the Soup】 【岸田健作】                | たまそう音楽堂 【吉田尚記】                                                 | 火曜rのガレッジセールが拡大。 金曜rが箱番組含めてすべて交代。 |
| 2001年4月2日 - 2001年6月30日    | TAKUI                              | ガレッジセール 【GAGナイト】          | 週替わり                           | ビビる                             | GO!GO!7188 【CHEMISTRY】 【岸田健作】                  | たまそう音楽堂 【ZERO】                                                     | 金曜rの箱番組1本目がCHEMISTRYに変更。 |
| 2001年7月2日 - 2001年9月1日     | TAKUI                              | ガレッジセール 【GAGナイト】          | 週替わり                           | ビビる                             | GO!GO!7188 【CHEMISTRY】 【岸田健作】                  | たまそう音楽堂 【プロモーターズナイト】                                     | 土曜rで吉田尚記による「プロモーターズナイト」を放送。 |
| 2001年9月3日 - 2001年9月29日    | TAKUI                              | ガレッジセール 【GAGナイト】          | 週替わり                           | ビビる                             | GO!GO!7188 【岸田健作】                                | たまそう音楽堂 【プロモーターズナイト】                                     | 金曜rの箱番組が1本だけになる |
| 2001年10月1日 - 2001年10月27日  | Λucifer                            | なおと                                | 週替わり                           | 石井和義                           | 綾小路セロニアス翔 (氣志團) 【岸田健作】               | たまそう音楽堂 【プロモーターズナイト】                                     | パーソナリティが大幅に交代。 火曜rの箱番組を廃止。 |
| 2001年10月29日 - 2001年11月17日 | Λucifer                            | なおと                                | 週替わり                           | 石井和義                           | 綾小路セロニアス翔 (氣志團) 【岸田健作】               | プロデューサーズナイト 【プロモーターズナイト】                             | 土曜rがプロデューサーズナイトに交代。 |
| 2001年11月19日 - 2002年3月30日  | Λucifer                            | BUMP OF CHICKEN                       | 週替わり                           | 石井和義                           | 綾小路セロニアス翔 (氣志團) 【岸田健作】               | プロデューサーズナイト 【プロモーターズナイト】                             | 火曜rがBUMP OF CHICKENに交代。 |
| 2002年4月1日 - 2002年9月28日    | 小久保淳平                         | 土屋礼央                              | 週替わり                           | 石井和義                           | 綾小路セロニアス翔 (氣志團) 【植田朝日】               | RECORD SPECIAL ↓ オールナイトニッポンレコード                               | 月曜rが小久保淳平に交代。 火曜rが土屋礼央に交代。 植田朝日が金曜rの箱番組に復帰。 土曜rで吉田尚記による「RECORD SPECIAL」が放送。                                  |
| 2002年9月30日 - 2003年3月29日   | 小久保淳平                         | SHOGO                                 | 週替わり                           | 芸人魂                             | シーモネーター DJ TAKI-SHIT 【クレイジーケンバンド】   | RECORD SPECIAL ↓ オールナイトニッポンレコード                               | 火曜rがSHOGOに交代。 木曜rで「芸人魂」を放送。 金曜rがシーモネーター&DJ TAKI-SHITに交代。                                                                          |
| 2003年3月31日 - 2003年9月27日   | 小久保淳平                         | SHOGO                                 | より子。                           | アイドル 総合研究所                | 週替わり ゲームナイトニッポン 【クレイジーケンバンド】 | RECORD SPECIAL ↓ オールナイトニッポンレコード                               | LF+Rが終了し、第2部の番組名が「オールナイトニッポンR」に戻る。 水曜Rがより子。に固定。 木曜Rで藤井隆による「アイドル総合研究所」を放送。 週替わり枠が金曜Rに移動。 |
| 2003年9月29日 - 2004年3月27日   | オールナイトニッポンエバーグリーン | オールナイトニッポンエバーグリーン    | オールナイトニッポンエバーグリーン | オールナイトニッポンエバーグリーン | 週替わり ゲームナイトニッポン 【クレイジーケンバンド】 | RECORD SPECIAL ↓ オールナイトニッポンレコード                               | 月曜 - 木曜のRで斉藤安弘による「エバーグリーン」を放送。 |
| 2004年3月29日 - 2005年3月26日   | オールナイトニッポンエバーグリーン | オールナイトニッポンエバーグリーン    | オールナイトニッポンエバーグリーン | オールナイトニッポンエバーグリーン | 週替わり                                               | グローバー 【オールナイトニッポンレコード】                                 | 金曜Rが完全週替わり枠・箱番組廃止となる。 グローバーが土曜Rに移動。                                                                                                |
| 2005年3月28日 - 2006年4月1日    | オールナイトニッポンエバーグリーン | オールナイトニッポンエバーグリーン    | オールナイトニッポンエバーグリーン | オールナイトニッポンエバーグリーン | 週替わり                                               | 週替わり 【オールナイトニッポンレコード】                                   | 土曜Rが週替わり枠となる。 |
| 2006年4月3日 - 2006年6月24日    | オールナイトニッポンエバーグリーン | オールナイトニッポンエバーグリーン    | オールナイトニッポンエバーグリーン | オールナイトニッポンエバーグリーン | オリエンタルラジオ                                     | 週替わり 有楽町音楽室 【オールナイトニッポンレコード】                      | 金曜Rがオリエンタルラジオに固定。 土曜R最終週のみ、コハ・ラ・スマートによる「有楽町音楽室」を放送。                                                                |
| 2006年6月26日 - 2006年9月30日   | オールナイトニッポンエバーグリーン | オールナイトニッポンエバーグリーン    | オールナイトニッポンエバーグリーン | オールナイトニッポンエバーグリーン | オリエンタルラジオ                                     | 山里亮太 (南海キャンディーズ) 有楽町音楽室 【オールナイトニッポンレコード】 | 土曜Rが南海キャンディーズの山里亮太に固定。 |
| 2006年10月2日 - 2007年3月31日   | オールナイトニッポンエバーグリーン | オールナイトニッポンエバーグリーン    | オールナイトニッポンエバーグリーン | オールナイトニッポンエバーグリーン | オリエンタルラジオ                                     | 週替わり 有楽町音楽室                                                       | 土曜Rが週替わり枠となる。 すべての箱番組が廃止。 |
| 2007年4月2日 - 2008年4月26日    | オールナイトニッポンエバーグリーン | オールナイトニッポンエバーグリーン    | オールナイトニッポンエバーグリーン | オールナイトニッポンエバーグリーン | オリエンタルラジオ                                     | 週替わり                                                                    | 土曜Rが完全週替わり枠となる。 |
| 2008年4月28日 - 2008年12月27日  | オールナイトニッポンエバーグリーン | オールナイトニッポンエバーグリーン    | オールナイトニッポンエバーグリーン | オールナイトニッポンエバーグリーン | オリエンタルラジオ スペシャルナイト                    | 週替わり                                                                    | 金曜R第1週がスペシャルナイトとなる。 |
| 2009年1月5日 - 2009年3月28日    | オールナイトニッポンエバーグリーン | オールナイトニッポンエバーグリーン    | オールナイトニッポンエバーグリーン | オールナイトニッポンエバーグリーン | オリエンタルラジオ スペシャルナイト                    | 角田龍平                                                                    | 土曜Rが角田龍平に固定。 |
| 2009年3月30日 - 2009年6月27日   | くり万太郎                         | くり万太郎                            | くり万太郎                         | くり万太郎                         | くり万太郎                                             | 角田龍平 よしもと浅草花月                                                   | くり万太郎が平日Rで復帰。 土曜R最終週のみ、飯田浩司による「よしもと浅草花月」が担当。                                                                              |
| 2009年6月29日 - 2009年10月24日  | くり万太郎                         | くり万太郎                            | くり万太郎                         | くり万太郎                         | くり万太郎 はる                                        | 角田龍平 よしもと浅草花月                                                   | 金曜R最終週のみはるで固定。 |
| 2009年10月26日 - 2009年10月31日 | くり万太郎                         | くり万太郎                            | くり万太郎                         | くり万太郎                         | 週替わり はる                                          | 角田龍平 よしもと浅草花月                                                   | 金曜Rが週替わり枠となる。 |
| 2009年11月2日 - 2010年1月2日    | くり万太郎                         | くり万太郎                            | くり万太郎                         | くり万太郎                         | 週替わり よしもと浅草花月 はる                         | 角田龍平                                                                    | 「よしもと浅草花月」が金曜R第1週に移動。 |
| 2010年1月4日 - 2010年4月2日     | くり万太郎                         | くり万太郎                            | くり万太郎                         | くり万太郎                         | 週替わり よしもと浅草花月 はる                         | 週替わり                                                                    | 土曜Rが週替わり枠となる。 |
| 2010年4月4日 - 2011年10月1日    | くり万太郎                         | くり万太郎                            | くり万太郎                         | くり万太郎                         | 週替わり はる                                          | 週替わり                                                                    | 金曜R第1週が週替わり枠となる。 |
| 2011年10月3日 - 2012年3月31日   | くり万太郎                         | くり万太郎                            | くり万太郎                         | くり万太郎                         | 週替わり                                               | 週替わり                                                                    | 金曜Rが完全週替わり枠となる。 |
| 2012年4月2日 - 2013年3月30日    | 和田正人 五十嵐隼士                | 久保ミツロウ 能町みね子               | SPYAIR                             | Hi-Hi                              | 本村康祐 西岡隼基                                      | オールナイトニッポンR                                                       | 平日2部が「オールナイトニッポン0(ZERO)」に交代。 |
| 2013年4月1日 - 2014年3月29日    | 団長 (NoGoD)                       | moto                                  | シシド・カフカ                     | アルコ&ピース                      | 宇野常寛                                               | オールナイトニッポンR                                                       | パーソナリティが大幅に交代。 |
| 2014年3月31日 - 2014年7月5日    | 大原櫻子                           | Czecho No Republic                    | USAGI                              | ウーマンラッシュアワー             | ラブレターズ                                           | オールナイトニッポンR                                                       | パーソナリティが大幅に交代。 |
| 2014年7月7日 - 2014年9月27日    | 高松豪 たかまつなな                | Czecho No Republic                    | USAGI                              | ウーマンラッシュアワー             | ラブレターズ                                           | オールナイトニッポンR                                                       | 月曜0が高松豪とたかまつななに交代 |
| 2014年9月29日 - 2015年3月28日   | 赤い公園                           | Czecho No Republic                    | チャラン・ポ・ランタン             | ウーマンラッシュアワー             | ラブレターズ                                           | オールナイトニッポンR                                                       | 月曜0が赤い公園に交代 水曜0がチャラン・ポ・ランタンに交代 |
| 2015年3月30日 - 2016年3月26日   | Shiggy Jr.                         | 三四郎                                | 吉田山田                           | アルコ&ピース                      | 朝井リョウ 加藤千恵                                    | オールナイトニッポンR                                                       | パーソナリティが大幅に交代。 アルコ&ピースが木曜0に降格。 |
| 2016年3月28日 - 2017年4月1日    | 井上苑子                           | WANIMA                                | 新内眞衣 （乃木坂46）              | ニューヨーク                       | 三四郎                                                 | オールナイトニッポンR                                                       | パーソナリティが大幅に交代。 三四郎が金曜0に移動。 |
| 2017年4月3日 - 2018年3月31日    | ランパンプス                       | WANIMA                                | 新内眞衣 （乃木坂46）              | 渋谷龍太 （SUPER BEAVER）          | 三四郎                                                 | オールナイトニッポンR                                                       | 月曜0がランパンプスに交代。 木曜0がSUPER BEAVERの渋谷龍太に交代。                                                                                                  |
| 2018年4月2日 - 2018年9月29日    | 根本宗子 長井短                    | Creepy Nuts                           | 新内眞衣 （乃木坂46）              | 四千頭身                           | 三四郎                                                 | 週替わり 健太郎 WANIMA                                                      | パーソナリティが大幅に交代。 土曜Rが「オールナイトニッポン0(ZERO)」に統合。                                                                                        |
| 2018年10月1日 - 2019年3月30日   | 根本宗子 長井短                    | Creepy Nuts                           | 新内眞衣 （乃木坂46）              | 四千頭身                           | 三四郎                                                 | 週替わり AKI 健太郎 WANIMA                                                  | AKIが第1土曜0を担当。 |
| 2019年4月1日 - 2020年3月28日    | 伊藤健太郎                         | Creepy Nuts                           | 佐久間宣行                         | 井口理 （King Gnu）                | 霜降り明星                                             | 週替わり AKI                                                                | パーソナリティが大幅に交代。 |
| 2020年3月30日 - 2021年3月27日   | ファーストサマーウイカ             | Creepy Nuts                           | 佐久間宣行                         | 水溜りボンド                       | 霜降り明星                                             | 週替わり AKI                                                                | 月曜0がファーストサマーウイカに交代。 木曜0が水溜りボンドに交代。                                                                                                  |
| 2021年3月29日 - 2021年4月25日   | ファーストサマーウイカ             | Creepy Nuts                           | 佐久間宣行                         | マヂカルラブリー                   | 三四郎                                                 | 週替わり 水溜りボンド                                                       | 木曜0がマヂカルラブリーに交代。 三四郎が金曜0に降格。 水溜りボンドが最終土曜0に移動。                                                                              |
| 2021年4月27日 - 2021年10月3日   | ファーストサマーウイカ             | Creepy Nuts                           | 佐久間宣行                         | マヂカルラブリー                   | 三四郎                                                 | 週替わり SKE48 水溜りボンド                                                 | 第1土曜0をSKE48による「エンタメナイト」で放送。 |
| 2021年10月5日 - 2022年4月3日    | ファーストサマーウイカ             | Creepy Nuts                           | 佐久間宣行                         | マヂカルラブリー                   | 三四郎                                                 | 週替わり 水溜りボンド                                                       | 第1土曜0が週替わり枠となる。 |
| 2022年4月12日 - 2023年4月1日    | フワちゃん                         | ぺこぱ                                | 佐久間宣行                         | マヂカルラブリー                   | 三四郎                                                 | 週替わり                                                                    | フワちゃんが月曜0に移動。 ぺこぱが火曜0に移動。 土曜0が完全週替わり枠となる。                                                                                      |
| 2023年4月3日 - 2023年9月30日    | フワちゃん                         | あの                                  | 佐久間宣行                         | マヂカルラブリー                   | 三四郎                                                 | 週替わり                                                                    | 火曜0があのに交代。 |
| 2023年10月2日 - 2024年3月30日   | フワちゃん                         | あの                                  | 佐久間宣行                         | マヂカルラブリー                   | 三四郎                                                 | 週替わり 松田好花                                                           | 最終土曜0を松田好花が担当。 |
| 2024年4月1日 - 2024年8月3日     | フワちゃん                         | あの                                  | 佐久間宣行                         | マヂカルラブリー                   | 三四郎                                                 | 週替わり ヤーレンズ                                                         | 最終土曜0がヤーレンズに交代。 |
| 2024年8月5日 - 2024年10月5日    | 週替わり                           | あの                                  | 佐久間宣行                         | マヂカルラブリー                   | 三四郎                                                 | 週替わり ヤーレンズ                                                         | 月曜0が週替わり枠となる。 |
| 2024年10月7日 - 2025年3月29日   | 月替わり                           | あの                                  | 佐久間宣行                         | マヂカルラブリー                   | 三四郎                                                 | 週替わり ヤーレンズ                                                         | 月曜0が月替わり枠となる。 |
| 2025年3月31日 - 現在            | キタニタツヤ                       | あの                                  | 佐久間宣行                         | マヂカルラブリー                   | 三四郎                                                 | 週替わり ヤーレンズ                                                         | 月曜0がキタニタツヤに交代。 |

| allnightnippon-r プロデューサーズナイト | allnightnippon-r プロデューサーズナイト | allnightnippon-r プロデューサーズナイト | allnightnippon-r プロデューサーズナイト | allnightnippon-r プロデューサーズナイト | allnightnippon-r プロデューサーズナイト | allnightnippon-r プロデューサーズナイト | allnightnippon-r プロデューサーズナイト |
| 期間                                    | パーソナリティ                          | パーソナリティ                          | パーソナリティ                          | パーソナリティ                          | パーソナリティ                          | 備考                                    |                                         |
| 期間                                    | 第1週                                   | 第2週                                   | 第3週                                   | 第4週                                   | 第5週                                   | 備考                                    |                                         |
| --------------------------------------- | --------------------------------------- | --------------------------------------- | --------------------------------------- | --------------------------------------- | --------------------------------------- | --------------------------------------- | --------------------------------------- |
| 1999年3月29日 - 1999年10月2日           | 松浦勝人                                | 和田薫                                  | ヒロ吉田                                | 中西建夫                                | 週替わり                                | 放送開始当時のパーソナリティ。          |                                         |
| 1999年10月4日 - 2000年9月30日           | 松浦勝人                                | 和田薫                                  | 週替わり                                | 中西建夫                                | 週替わり                                | 第3週が週替わり枠となる。               |                                         |

| オールナイトニッポンR 土曜日   | オールナイトニッポンR 土曜日         | オールナイトニッポンR 土曜日 | オールナイトニッポンR 土曜日 | オールナイトニッポンR 土曜日 | オールナイトニッポンR 土曜日 | オールナイトニッポンR 土曜日 | オールナイトニッポンR 土曜日                                                      |
| 期間                           | パーソナリティ                       | パーソナリティ               | パーソナリティ               | パーソナリティ               | パーソナリティ               | パーソナリティ               | 備考                                                                              |
| 期間                           | 第1週                                | 第2週                        | 第3週                        | 第4週                        | 第4週                        | 第5週                        | 備考                                                                              |
| ------------------------------ | ------------------------------------ | ---------------------------- | ---------------------------- | ---------------------------- | ---------------------------- | ---------------------------- | --------------------------------------------------------------------------------- |
| 1998年4月4日 - 1999年3月27日   | 平野友康                             | 平野友康                     | 平野友康                     | 平野友康                     | 平野友康                     | 平野友康                     | 放送開始当時のパーソナリティ。                                                    |
| 1999年3月29日 - 1999年10月2日  | 八反安未果                           | YURIMARI                     | タンポポ                     | 西田彩栞                     | 西田彩栞                     | 我那覇美奈                   | 土曜rがGIRL POP STREETに交代。                                                    |
| 1999年10月9日 - 2000年9月30日  | 荘口彰久                             | 荘口彰久                     | 荘口彰久                     | 荘口彰久                     | 荘口彰久                     | 荘口彰久                     | 土曜rが荘口彰久に交代。                                                           |
| 2000年10月7日 - 2001年3月31日  | たまそう音楽堂                       | たまそう音楽堂               | たまそう音楽堂               | たまそう音楽堂               | たまそう音楽堂               | たまそう音楽堂               | 土曜rがたまそう音楽堂に交代。 土曜28:30枠が吉田尚記に交代。                       |
| 2000年10月7日 - 2001年3月31日  | 吉田尚記                             |                              |                              |                              |                              |                              | 土曜rがたまそう音楽堂に交代。 土曜28:30枠が吉田尚記に交代。                       |
| 2001年4月7日 - 2001年6月30日   | たまそう音楽堂                       | たまそう音楽堂               | たまそう音楽堂               | たまそう音楽堂               | たまそう音楽堂               | たまそう音楽堂               | 土曜28:30枠がLF+R ZEROに交代。                                                    |
| 2001年4月7日 - 2001年6月30日   | LF+R ZERO                            |                              |                              |                              |                              |                              | 土曜28:30枠がLF+R ZEROに交代。                                                    |
| 2001年7月7日 - 2001年10月27日  | たまそう音楽堂                       | たまそう音楽堂               | たまそう音楽堂               | たまそう音楽堂               | たまそう音楽堂               | たまそう音楽堂               | 土曜28:30枠がLF+Rプロモーターズナイトに交代。                                     |
| 2001年7月7日 - 2001年10月27日  | LF+Rプロモーターズナイト             |                              |                              |                              |                              |                              | 土曜28:30枠がLF+Rプロモーターズナイトに交代。                                     |
| 2001年11月3日 - 2002年3月30日  | プロデューサーズナイト               | プロデューサーズナイト       | プロデューサーズナイト       | プロデューサーズナイト       | プロデューサーズナイト       | プロデューサーズナイト       | 土曜rがGIRL POP STREETに交代。                                                    |
| 2001年11月3日 - 2002年3月30日  | LF+Rプロモーターズナイト             |                              |                              |                              |                              |                              | 土曜rがGIRL POP STREETに交代。                                                    |
| 2002年4月6日 - 2003年3月29日   | LF+R RECORD SPECIAL                  | LF+R RECORD SPECIAL          | LF+R RECORD SPECIAL          | LF+R RECORD SPECIAL          | LF+R RECORD SPECIAL          | LF+R RECORD SPECIAL          | 土曜rがLF+R RECORD SPECIALに交代。                                                |
| 2003年4月5日 - 2003年11月1日   | オールナイトニッポンレコード         | オールナイトニッポンレコード | オールナイトニッポンレコード | オールナイトニッポンレコード | オールナイトニッポンレコード | オールナイトニッポンレコード | 土曜28:30枠がDASEINに交代。                                                       |
| 2003年4月5日 - 2003年11月1日   | DASEINのオールナイトニッポンレコード |                              |                              |                              |                              |                              | 土曜28:30枠がDASEINに交代。                                                       |
| 2003年11月8日 - 2004年3月27日  | オールナイトニッポンレコード         | オールナイトニッポンレコード | オールナイトニッポンレコード | オールナイトニッポンレコード | オールナイトニッポンレコード | オールナイトニッポンレコード | 土曜28:30枠がレコード2に交代。                                                    |
| 2003年11月8日 - 2004年3月27日  | レコード2                            |                              |                              |                              |                              |                              | 土曜28:30枠がレコード2に交代。                                                    |
| 2004年4月3日 - 2005年3月26日   | グローバー                           | グローバー                   | グローバー                   | グローバー                   | グローバー                   | グローバー                   | グローバーが土曜Rに移動。                                                         |
| 2004年4月3日 - 2005年3月26日   | オールナイトニッポンレコード         |                              |                              |                              |                              |                              | グローバーが土曜Rに移動。                                                         |
| 2005年4月2日 - 2006年4月1日    | スペシャルナイト                     | スペシャルナイト             | スペシャルナイト             | スペシャルナイト             | スペシャルナイト             | スペシャルナイト             | 週替わり枠となる。                                                                |
| 2005年4月2日 - 2006年4月1日    | オールナイトニッポンレコード         |                              |                              |                              |                              |                              | 週替わり枠となる。                                                                |
| 2006年4月8日 - 2006年6月24日   | スペシャルナイト                     | スペシャルナイト             | スペシャルナイト             | スペシャルナイト             | 有楽町音楽室                 | 有楽町音楽室                 | 最終週が有楽町音楽室に固定。                                                      |
| 2006年4月8日 - 2006年6月24日   | オールナイトニッポンレコード         |                              |                              |                              |                              |                              | 最終週が有楽町音楽室に固定。                                                      |
| 2006年7月1日 - 2006年9月30日   | 山里亮太                             | 山里亮太                     | 山里亮太                     | 山里亮太                     | 有楽町音楽室                 | 有楽町音楽室                 | 最終週以外が山里亮太に固定                                                        |
| 2006年7月1日 - 2006年9月30日   | オールナイトニッポンレコード         |                              |                              |                              |                              |                              | 最終週以外が山里亮太に固定                                                        |
| 2006年10月7日 - 2007年3月31日  | スペシャルナイト                     | スペシャルナイト             | スペシャルナイト             | スペシャルナイト             | 有楽町音楽室                 | 有楽町音楽室                 | 最終週以外が週替わり枠となる。 箱番組が廃止。                                     |
| 2007年4月7日 - 2008年12月27日  | ドランクドラゴン                     | 次長課長                     | チュートリアル               | スペシャルナイト             | スペシャルナイト             | スペシャルナイト             | 第1週は、ドランクドラゴンに、 第2週は、次長課長に、 第3週は、チュートリアルに固定 |
| 2009年1月10日 - 2009年3月28日  | 角田龍平                             | 角田龍平                     | 角田龍平                     | 角田龍平                     | 角田龍平                     | 角田龍平                     | 角田龍平に固定。                                                                  |
| 2009年4月4日 - 2009年10月31日  | 角田龍平                             | 角田龍平                     | 角田龍平                     | 角田龍平                     | よしもと浅草花月             | よしもと浅草花月             | 最終週のみ、飯田浩司による「よしもと浅草花月」が担当。                            |
| 2009年11月7日 - 2009年12月26日 | 角田龍平                             | 角田龍平                     | 角田龍平                     | 角田龍平                     | 角田龍平                     | 角田龍平                     | 角田龍平が最終週も担当。                                                          |
| 2010年1月2日 - 2010年3月27日   | ロッチ                               | フルーツポンチ               | 平成立川ボーイズ             | はんにゃ                     | はんにゃ                     | 配置なし                     | 土曜Rで火曜レギュラー争奪バトルを開催。                                           |
| 2010年4月3日 - 2010年9月25日   | YUKA (moumoon)                       | SISTER JET                   | miwa                         | 近藤夏子                     | 近藤夏子                     | スペシャルナイト             | 土曜Rパーソナリティが全員が一新される。                                           |
| 2010年10月2日 - 2011年3月26日  | YUKA (moumoon)                       | 9nine                        | miwa                         | 近藤夏子                     | 近藤夏子                     | スペシャルナイト             | 第2週が9nineに交代。                                                              |
| 2011年4月2日 - 2012年1月28日   | YUKA (moumoon)                       | 9nine                        | スフィア                     | 近藤夏子                     | 近藤夏子                     | スペシャルナイト             | 第3週をスフィアが担当。                                                           |
| 2012年2月4日 - 2012年3月31日   | YUKA (moumoon)                       | 9nine                        | スフィア                     | SPYAIR                       | SPYAIR                       | スペシャルナイト             | 第4週をSPYAIRが担当。                                                             |
| 2012年4月7日 - 2017年3月25日   | スペシャルナイト                     | スペシャルナイト             | スフィア                     | スペシャルナイト             | スペシャルナイト             | スペシャルナイト             | 第3週以外が週替わり枠となる。                                                     |
| 2017年4月1日 - 2018年3月31日   | スペシャルナイト                     | スペシャルナイト             | スペシャルナイト             | スペシャルナイト             | スペシャルナイト             | スペシャルナイト             | スフィアが不定期放送に変更。                                                      |

#### 日曜日
| 日曜日                          | 日曜日         | 日曜日                                                       | 日曜日                     | 日曜日                                                    |
| 期間                            | パーソナリティ | 番組名                                                       | 放送時間                   | 備考                                                      |
| ------------------------------- | -------------- | ------------------------------------------------------------ | -------------------------- | --------------------------------------------------------- |
| 1968年4月7日 - 1968年10月6日    | 亀渕昭信       | オールナイトニッポン 電話リクエスト                          | 23:30 - 26:00              | 放送開始当時のパーソナリティ。                            |
| 1968年10月13日 - 1970年3月8日   | 菊池貞武       | オールナイトニッポン 電話リクエスト                          | 24:30 - 27:00              | 菊池貞武に交代。                                          |
| 1970年3月15日 - 1971年4月12日   | 瀬戸将男       | オールナイトニッポン 電話リクエスト                          | 24:30 - 27:00              | 瀬戸将男に交代。                                          |
| 1971年4月12日 - 1972年10月14日  | 広見忠雄       | オールナイトニッポン 電話リクエスト                          | 24:30 - 27:00              | 広見忠雄に交代。                                          |
| 1972年10月21日 - 1974年12月29日 | 糸居五郎       | オールナイトニッポン 電話リクエスト                          | 24:05 - 25:30              | 糸居五郎に交代。                                          |
| 1975年1月5日 - 1980年3月30日    | 木藤隆雄       | オールナイトニッポン 電話リクエスト                          | 24:05 - 25:30              | 木藤隆雄に交代。                                          |
| 1980年4月6日 - 1984年4月1日     | はたえ金次郎   | オールナイトニッポン 電話リクエスト                          | 24:05 - 25:30              | はたえ金次郎に交代。                                      |
| 1997年10月12日 - 1999年3月28日  | 赤坂泰彦       | オールナイトニッポン 電話リクエスト                          | 23:00 - 25:30              | 日曜枠が復活する。                                        |
| 1999年4月4日 - 1999年10月3日    | 荘口彰久       | @llnightnippon.com HYPER REQUEST SUNDAY!                     | 23:00 - 25:00              | 荘口彰久に交代。                                          |
| 1999年10月10日 - 2000年3月26日  | 桃乃未琴       | @llnightnippon.com Sunday Request Night                      | 23:00 - 25:00              | 桃乃未琴に交代。                                          |
| 2000年4月2日 - 2001年3月25日    | SILVA          | allnightnippon Sunday Special "Luv mode"                     | 23:30 - 25:00              | SILVAに交代。                                             |
| 2001年4月15日 - 2001年9月23日   | 中澤裕子       | allnightnippon Sunday Special                                | 23:30 - 25:00              | 中澤裕子に交代。                                          |
| 2001年10月7日 - 2003年3月30日   | 中澤裕子飯島愛 | allnightnippon Sunday SUPER!@llnightnippon Sunday.com        | 23:00 - 24:3024:30 - 25:30 | 2部制を導入。                                             |
| 2013年4月14日 - 2018年9月16日   | 中島みゆき     | オールナイトニッポン月イチ                                   | 27:00 - 29:00              | 日曜枠が復活する。                                        |
| 2019年4月14日 - 2020年2月16日   | WANIMA高嶋秀武 | オールナイトニッポン〜にちようび〜オールナイトニッポン月イチ | 25:30 - 27:0027:00 - 29:00 | WANIMAが日曜1部に昇格する。 高嶋秀武が日曜2部に復帰する。 |
| 2019年3月1日 - 現在             | 高嶋秀武       | オールナイトニッポン月イチ                                   | 27:00 - 29:00              | WANIMAが卒業。                                            |